# Storie di Enea
Le Storie di Enea sono il tema di un fregio affrescato da Ludovico, Agostino e Annibale Carracci in una sala di Palazzo Fava (poi Fava Ghisilieri) a Bologna. Incerta è la data di esecuzione dell'opera, che le acquisizioni più recenti collocano ai primi anni dell'ultimo decennio del Cinquecento. Gli affreschi versano in condizioni conservative piuttosto compromesse, solo in parte migliorate da recenti restauri.

## Storia

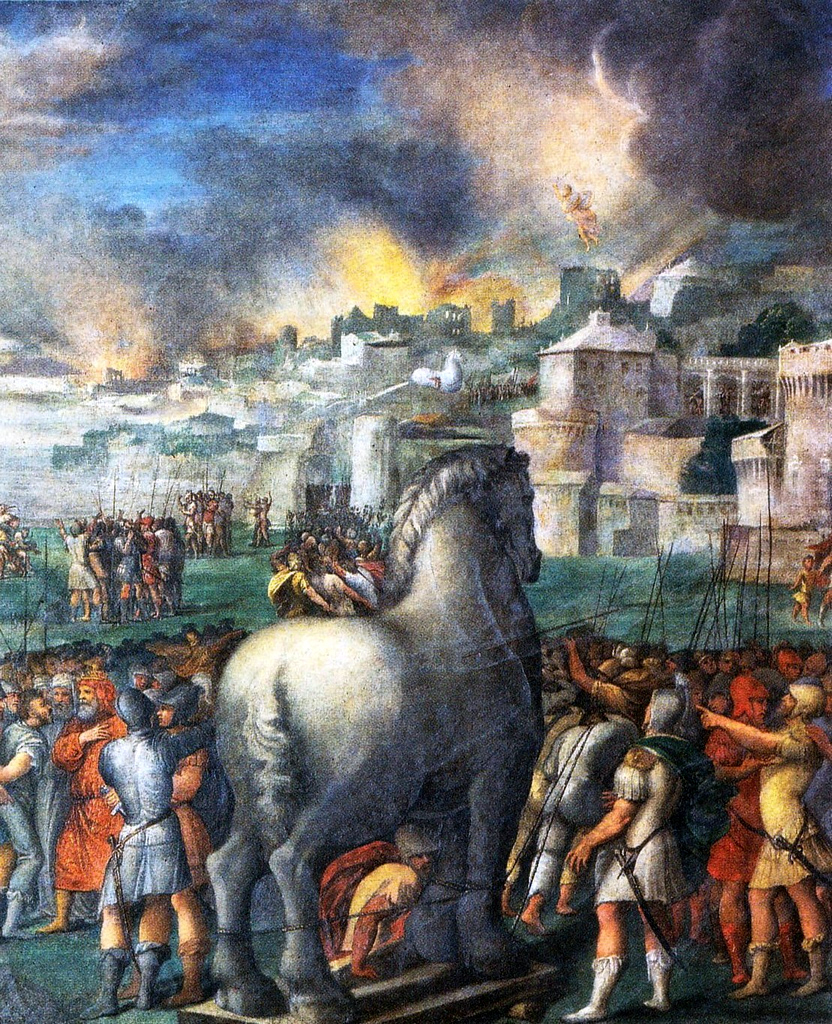
Nicolò dell'Abate, Il Cavallo di Troia, 1540 ca., Modena, Galleria Estense

Dopo i fregi con le Storie di Giasone e Medea e di Giove ed Europa, si tratta della terza impresa decorativa commissionata ai Carracci dal conte Filippo Fava per la sua dimora bolognese.
Stando al racconto di Carlo Cesare Malvasia (Felsina pittrice, 1678), questo terzo incarico sarebbe stato affidato al solo Ludovico. Lo storico bolognese narra infatti che il conte Fava sarebbe stato negativamente influenzato dalle critiche mosse - in particolare da Bartolomeo Cesi - al fregio di Giasone e Medea, giudizi negativi che avrebbero risparmiato le sole parti del ciclo argonautico dovute a Ludovico Carracci. Di qui la decisione del Fava di escludere da questa terza commessa Annibale ed Agostino. Sempre secondo l'aneddotica malvasiana, Ludovico però avrebbe egualmente coinvolto i suoi cugini - e in particolar modo Annibale, cui avrebbe affidato l'esecuzione di tre riquadri del fregio - praticamente di nascosto.
Molto controversa è la data di realizzazione delle Storie di Enea. Sempre il Malvasia riporta che alla loro esecuzione si mise mano subito dopo la conclusione del fregio di Giasone, portato a termine orientativamente nel 1584. Alcuni storici moderni, accettando la versione del Malvasia, datano quindi il fregio virgiliano intorno al 1585. Altri studi, però, spostano di qualche anno in avanti le storie di Enea, sia sulla base di rilievi stilistici, sia considerando che in Palazzo Fava vi sono altri tre ambienti decorati egualmente con storie tratte dall'Eneide.
Queste altre tre stanze - dovute una all'allievo dei Carracci, Francesco Albani, un'altra a non meglio individuati discepoli degli stessi Carracci e la terza a Bartolomeo Cesi - costituiscono un continuum con la stanza affrescata da Ludovico, Agostino ed Annibale. Si tratta in sostanza di un unico ciclo virgiliano, suddiviso in più “capitoli” quante sono le stanze di Palazzo Fava dedicate alle vicende narrate nell'Eneide. Dal momento che gli altri tre fregi virgiliani sono con certezza collocabili nell'ultimo decennio del XVI secolo, sembra plausibile che anche quello dei Carracci si collochi in questo stesso periodo di tempo (apparendo poco probabile che la decorazione delle quattro stanze di Palazzo Fava dedicate all'eroe troiano - frutto di un progetto unitario - possa aver richiesto dieci anni e più). Conseguentemente, la datazione ad oggi più seguita per il fregio con le storie di Enea è ai primi anni novanta del XVI secolo.
Resta in ogni caso molto incerto se il terzo ciclo di casa Fava segua o preceda le Storie della fondazione di Roma di Palazzo Magnani, capolavoro collettivo dei Carracci a Bologna, anch'esso risalente al 1590-91. 

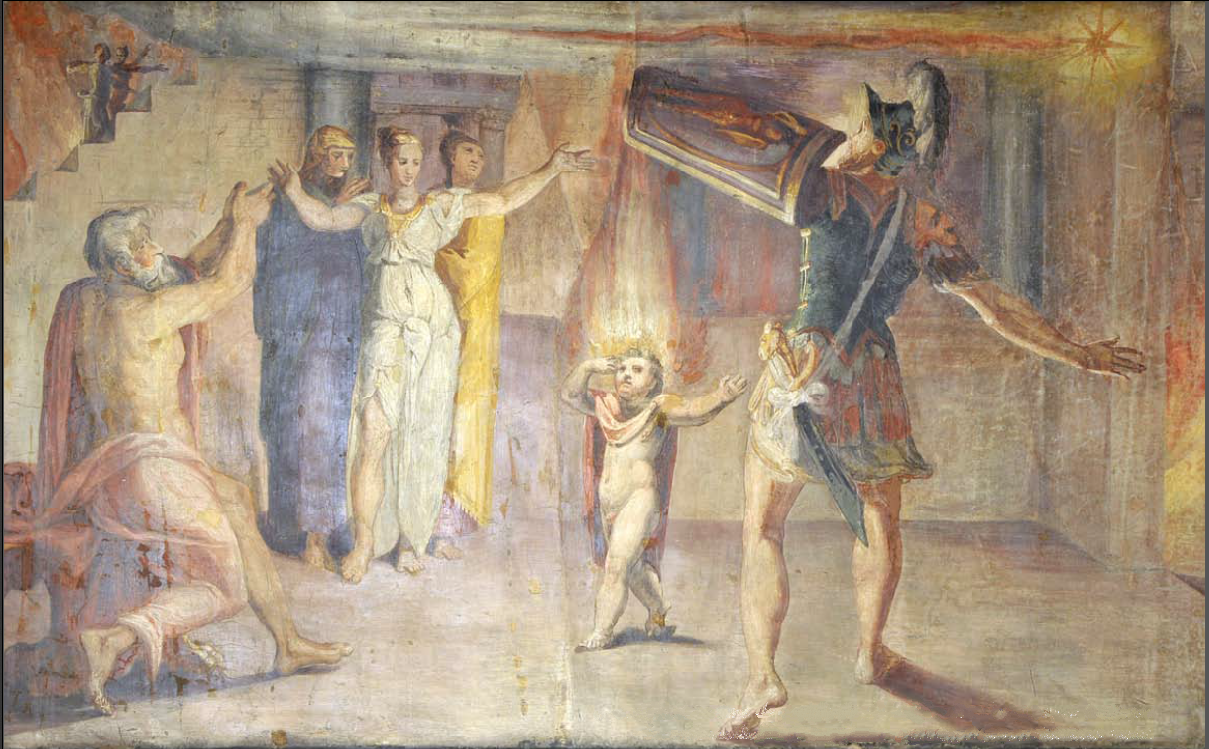
Scuola di Nicolò dell'Abate, Un prodigio convince Anchise a seguire Enea nella fuga da Troia, 1550 ca., Bologna, Palazzo Leoni.

La datazione più tarda potrebbe peraltro spiegare in modo più convincente del racconto del Malvasia - sul punto forse poco credibile - il ruolo preminente di Ludovico nell'impresa, comunque riconosciuto anche dalla critica moderna. Nei primi anni novanta del Cinquecento, infatti, Annibale è ormai un pittore affermato - pienamente autonomo dal più anziano cugino - ed impegnato in importanti commissioni che spesso lo portano fuori Bologna. Così come Agostino in quel tempo è già un incisore di grido, attività che del pari lo tiene a lungo lontano dalla sua città di nascita (e segnatamente a Venezia, dove mette su anche famiglia). Ludovico invece dei tre fu il più stanziale e forse per questo ebbe un ruolo maggiore nel terzo fregio voluto dal conte Fava.
Dei dodici riquadri con le vicende di Enea, infatti, ben nove sarebbero opera di Ludovico, tre di Annibale, mentre il contributo di Agostino è più incerto ed è forse concentrato nella realizzazione dei (pregevoli) termini monocromi che intervallano gli episodi narrativi.
Il tema affrontato vantava già notevoli precedenti nella pittura locale tra i quali gli affreschi di Nicolò dell'Abate realizzati prima per la Rocca dei Boiardo a Scandiano (poi staccati ed ora nella Galleria di Modena) - che sono una delle più antiche raffigurazioni pittoriche tratte dall'Eneide a noi note - e in seguito per Palazzo Leoni a Bologna (questi ultimi forse opera di scuola).

## Il fregio dei Carracci

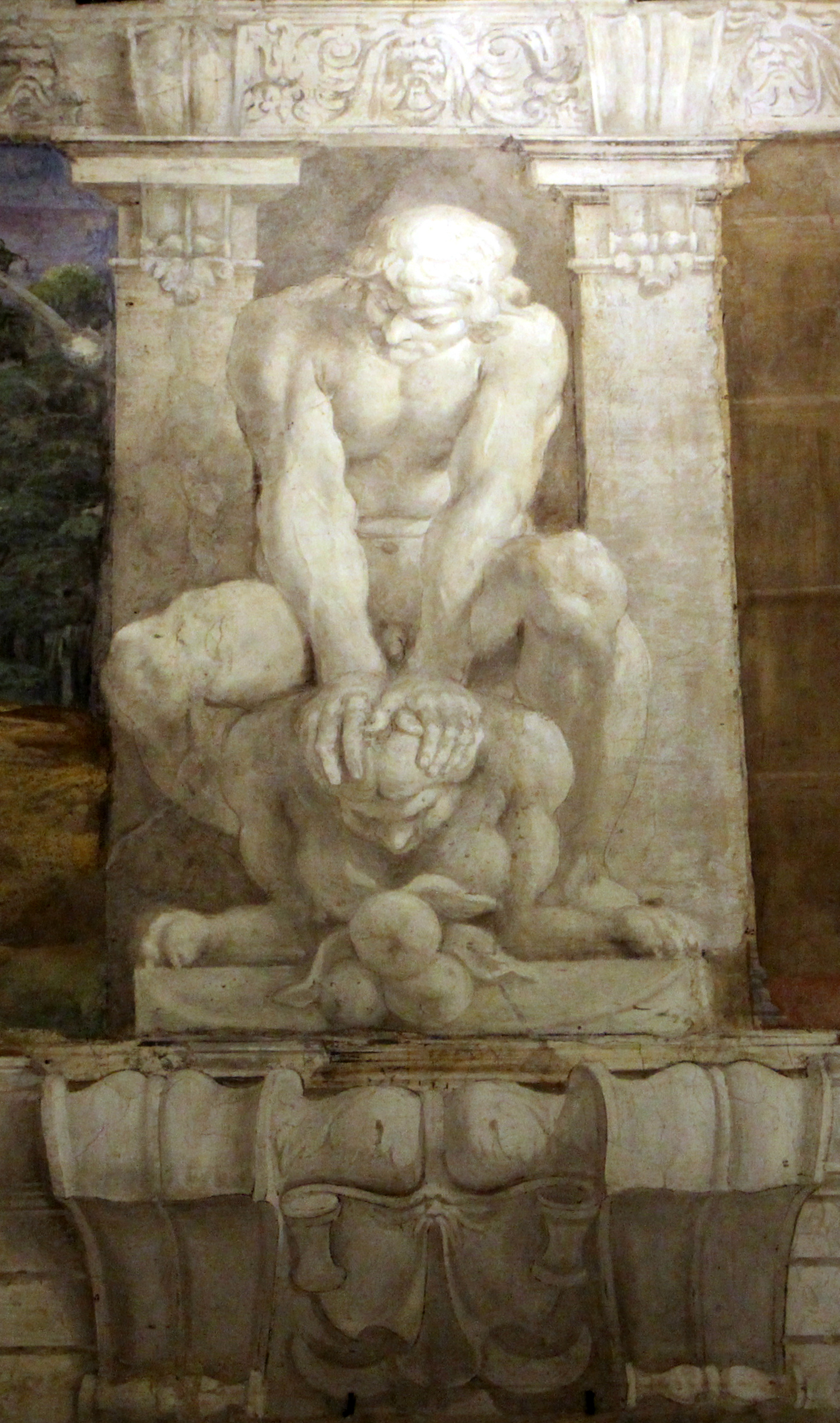
Uno dei gruppi terminali

Il fregio si articola in dodici riquadri narrativi tratti dai libri II e III dell'Eneide. Le pareti lunghe ospitano quattro episodi e quelle corte due.
La narrazione ha avvio sulla parete lunga esposta ad Ovest e procede in senso antiorario.
Sotto ogni scena vi è un cartiglio con un motto latino che ne compendia il significato (elemento che si ritrova identico anche nelle Storie della fondazione di Roma, altra opera collettiva dei Carracci). In genere questi aforismi sono parafrasi di versi dell'Eneide, ma in alcuni casi si tratta di vere e proprie citazioni letterali del poema.
Gli affreschi sono collocati immediatamente al di sotto del soffitto dell’ambiente e poggiano su una trabeazione illusionistica. Ogni scena è inquadrata da una finta cornice in marmo che nella parte alta è riccamente istoriata.
I singoli episodi narrativi sono separati uno dall'altro da otto complessi gruppi terminali, collocati su finte mensole aggettanti, composti da un guerriero nudo che sottomette un’arpia. 
Il tema di questi gruppi è quindi connesso ad una delle scene narrative del fregio dove i Troiani lottano con le terribili creature alate.
Il monocromo col quale sono raffigurati e il loro illusionistico aggetto creano l'effetto visivo di sculture poggiate al muro.
Agli angoli delle pareti, dato il minor spazio disponibile, in luogo del complesso gruppo guerriero/arpia, vi sono più semplici putti che reggono degli scudi sui quali sono raffigurati simboli araldici.
Nell'ornato del lato alto della finta cornice marmorea, tra volute di motivi vegetali, si vedono delle maschere dalle fattezze grottesche: è un elemento che si ritrova, ancora più caratterizzato, nelle già menzionate Storie della fondazione di Roma e poi pienamente sviluppato nella volta della Galleria Farnese, capolavoro romano di Annibale Carracci.
Lo stato di conservazione degli affreschi, specie in alcune parti, è piuttosto precario. Tra le cause che hanno contribuito al danneggiamento delle pitture vi è anche il rifacimento della travatura del soffitto (avvenuto in data imprecisata) che ha colpito soprattutto i termini (sulle pareti lunghe, in particolare, l'apposizione delle travi ha comportato la distruzione dell'affresco in corrispondenza della testa dei guerrieri).
Ignoto è l'ideatore del ciclo: la minuta conoscenza dell'Eneide che esso tradisce (anche tramite le iscrizioni dei cartigli) lascia pensare che si tratti di un letterato, mentre è meno probabile (ma non da escludere) che l'impaginazione iconografica del fregio sia stata autonomamente definita dai pittori.

### Sinone imprigionato

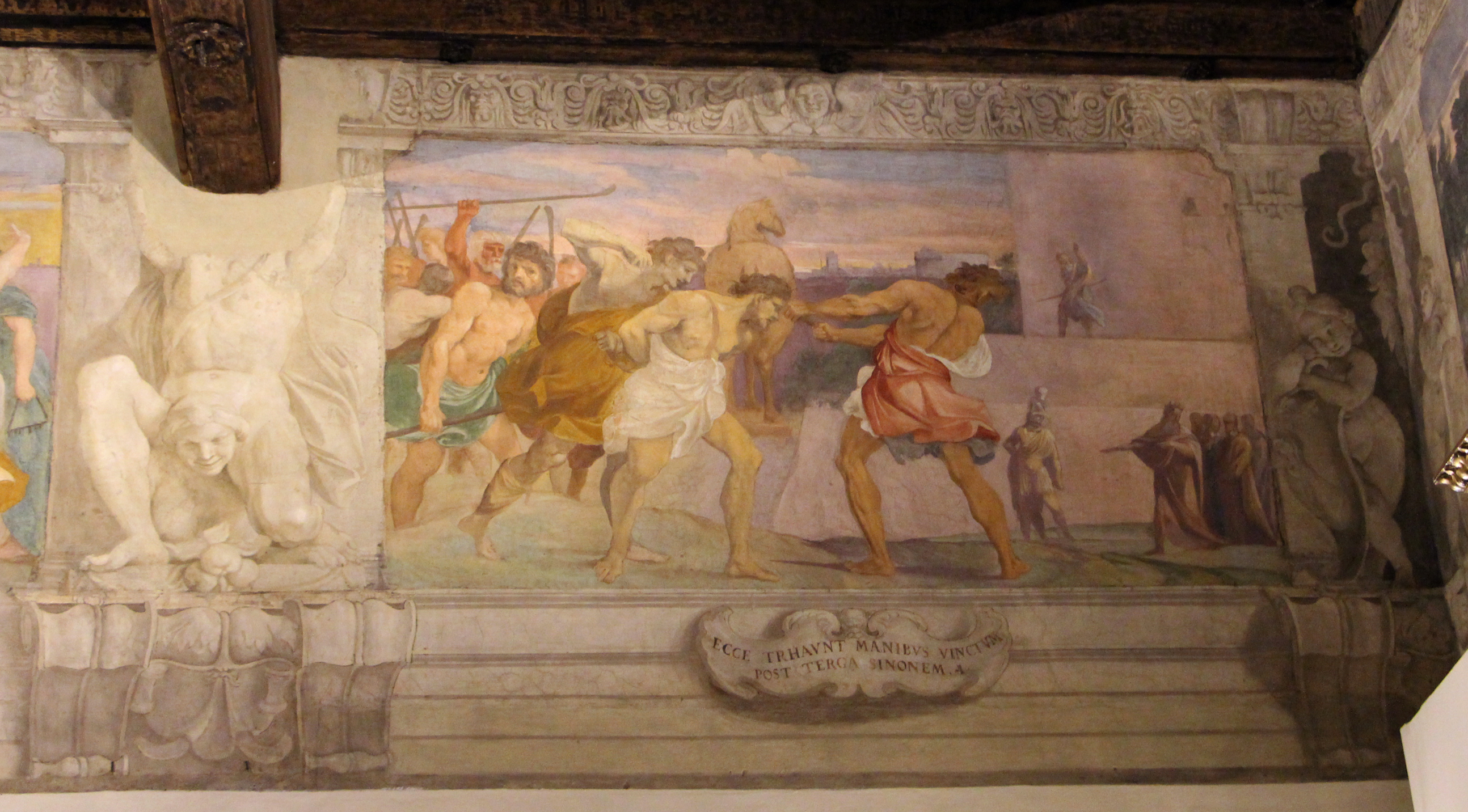
Sinone imprigionato

Il primo episodio del fregio raffigura l'evento culminante dell'inganno mediante il quale i Greci espugneranno Troia, dopo tanti anni di inutile lotta.
I Danai fingono di abbandonare il campo e lasciano sulla spiaggia un immenso cavallo di legno. Sopraggiungono i Troiani che si interrogano sulla natura di questo insolito oggetto e già Laocoonte mette sull'avviso i suoi del pericolo («Timeo Danaos et dona ferentes»).

Proprio in questo momento irrompe sulla scena - come si vede nell'affresco di Ludovico - un gruppo di soldati troiani che trascina in ceppi il greco Sinone. Questi, con abili parole ingannatrici, convince i Troiani a portare il cavallo all'interno della città.

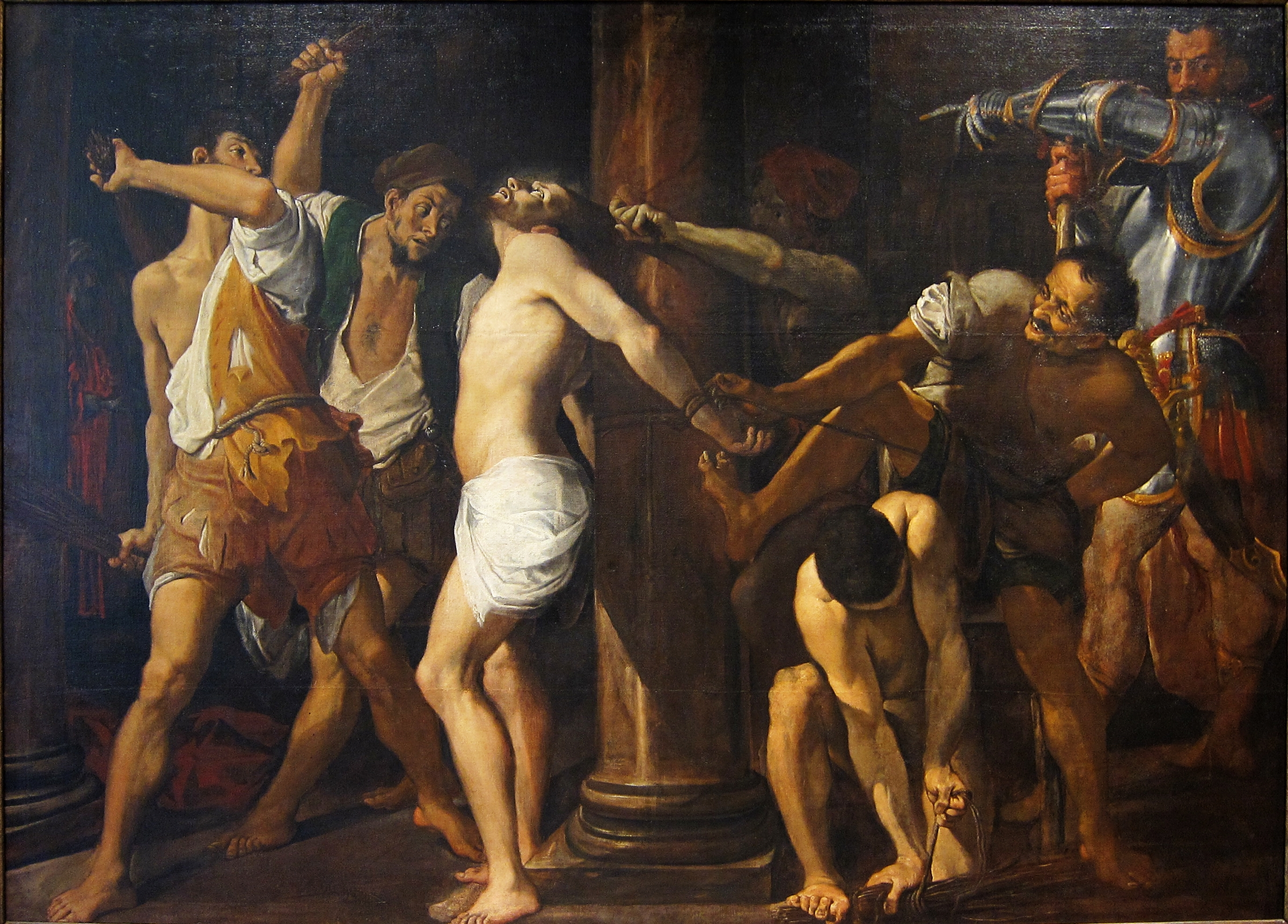
Ludovico Carracci, Flagellazione di Cristo, 1589-1591, Douai, Musée de la Chartreuse

 Ciò ne determinerà la rovina: non solo al suo interno sono nascosti dei guerrieri greci, tra i quali lo stesso Ulisse, che al momento convenuto si daranno all'assalto, ma per portare l'enorme cavallo sulla rocca di Priamo sarà altresì necessario aprire una breccia nella mura di Troia, indebolendone la difesa dall'esterno.
Domina la scena il gruppo in primo piano dei soldati che conducono Sinone verso Priamo e il suo seguito, visibili, in secondo piano, sulla destra. Sempre sul piano arretrato, su un alto basamento, si scorge Laocoonte che sembra brandire un'asta. Potrebbe essere la lancia scagliata dal sacerdote verso il cavallo, gesto che gli costerà la terribile punizione di Minerva, partigiana dei Greci.
Nell'accentuata tensione muscolare e nella violenza dei gesti che caratterizza il gruppo di Sinone e dei Troiani che lo tengono prigioniero è stata colta un'assonanza con la flagellazione di Douai, uno dei capolavori riconosciuti di Ludovico Carracci.
Sul cartiglio sotto la scena dipinta si legge «ECCE TRHAVNT MANIBUS VINCTVM POST TERGA SINONEM» (Ecco, essi trascinano Sinone con le mani legate dietro la schiena).

### Il Cavallo di Troia

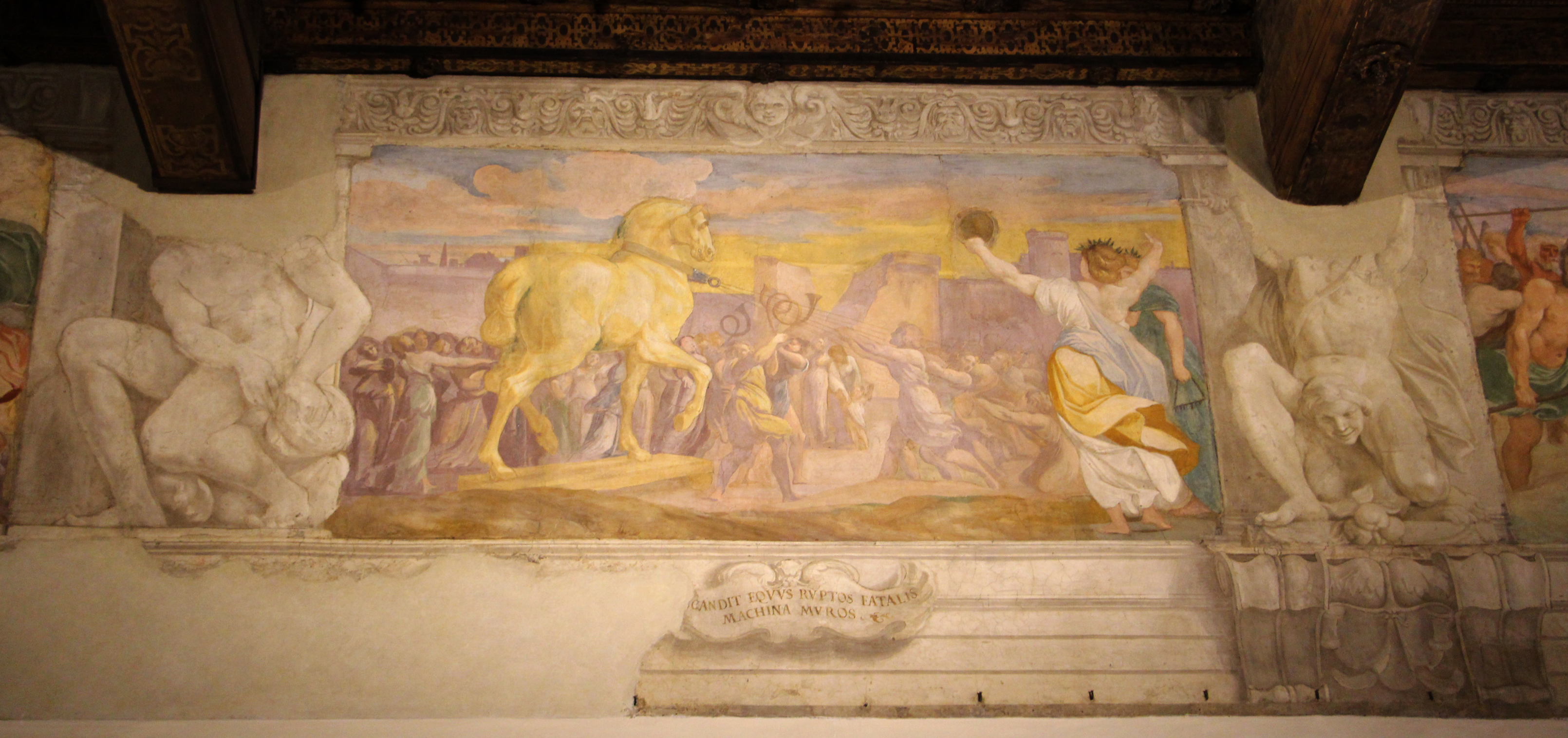
Il Cavallo di Troia

I Troiani, ingannati da Sinone, sono ulteriormente fuorviati dal prodigio della morte di Laocoonte e dei suoi figli, stritolati dai serpenti marini inviati da Minerva. I sudditi di Priamo, infatti, interpretano questo evento come una punizione divina per la diffidenza di Laocoonte e quindi decidono senza ulteriore indugio di portare il cavallo dentro la città.
L'evento è raffigurato (ancora da Ludovico) con piena aderenza al testo virgiliano (II, 234-240). Il cavallo è collocato su un carro dotato di ruote ed imbragato con delle funi per trainarlo, mentre tutt'intorno giovanetti e fanciulle cantano in coro. Il corteo avanza verso la città tra le cui mura si vede un'ampia breccia.

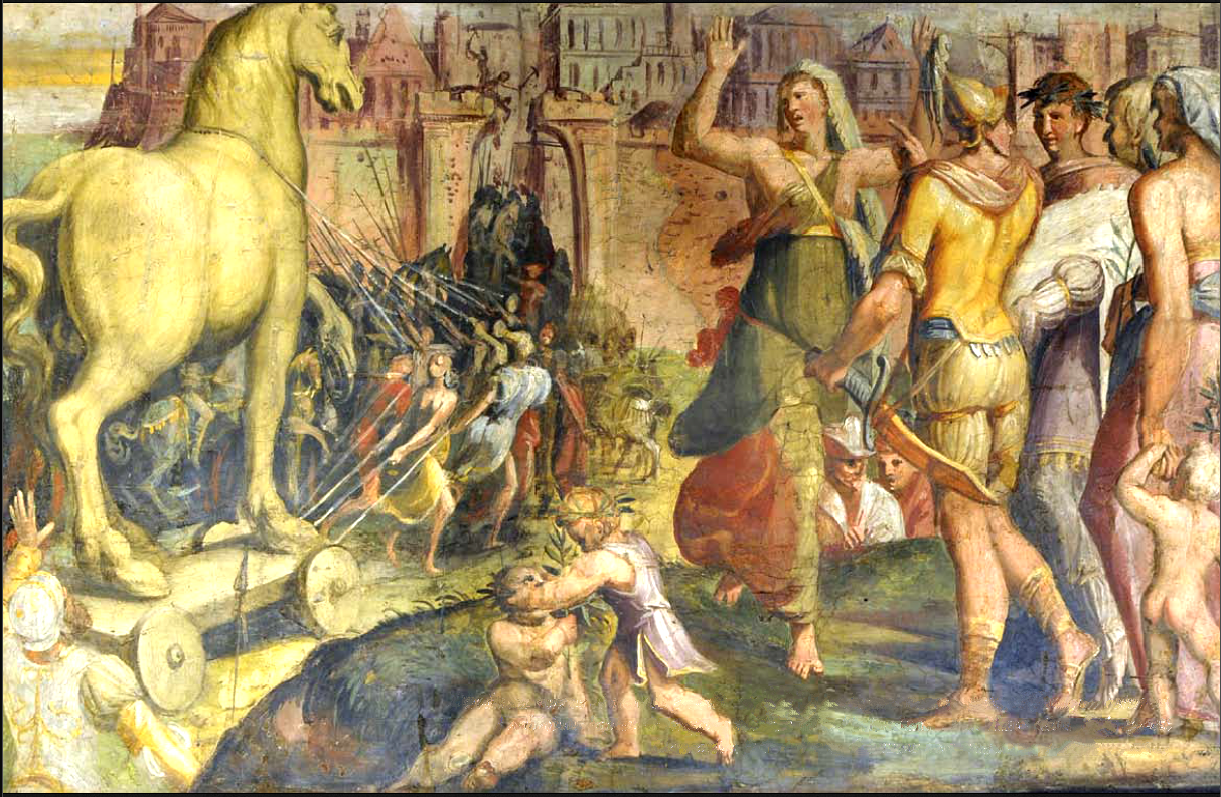
Scuola di Nicolò dell'Abate, Il Cavallo di Troia, 1550 ca., Bologna, Palazzo Leoni. Al centro Cassandra che alza le braccia al cielo

Una ragazza danza in primo piano (a destra) e scuote un tamburello. Malvasia ipotizza che questa figura, animata dal furore, possa essere Cassandra, la figlia di Priamo dotata di poteri divinatori, che al pari di Laocoonte ha intuito la grave insidia che rappresenta il cavallo lasciato dai Greci. Il fatto che la fanciulla sia intenta nella stessa azione delle altre ragazze forse non avalla questa interpretazione, anche se l'accentuato primo piano e l'isolamento della figura possono far pensare che non si tratti di una qualunque delle danzatrici del seguito.
In effetti, la raffigurazione di Cassandra mentre il cavallo è portato in città vanta una consolidata tradizione che parte dalle illustrazioni grafiche dell'opera virgiliana - la si vede ad esempio nelle xilografie che corredano il commento alle opere di Virgilio di Sebastian Brant (1502) - e che si riscontra anche nei già citati affreschi della cerchia di Nicolò dell'Abate in Palazzo Leoni a Bologna.
Proprio questo precedente - al di là della presenza o meno di Cassandra nel riquadro di Palazzo Fava - sembra mostrare una complessiva assonanza compositiva con l'affresco carraccesco, del quale potrebbe essere stato un modello.
Il cartiglio recita: «[S]CANDIT EQVVS RVPTOS FATALIS MACHINA MVROS» (Il cavallo, fatidica macchina da guerra, sale verso le mura infrante).

### Lotta intorno a Cassandra

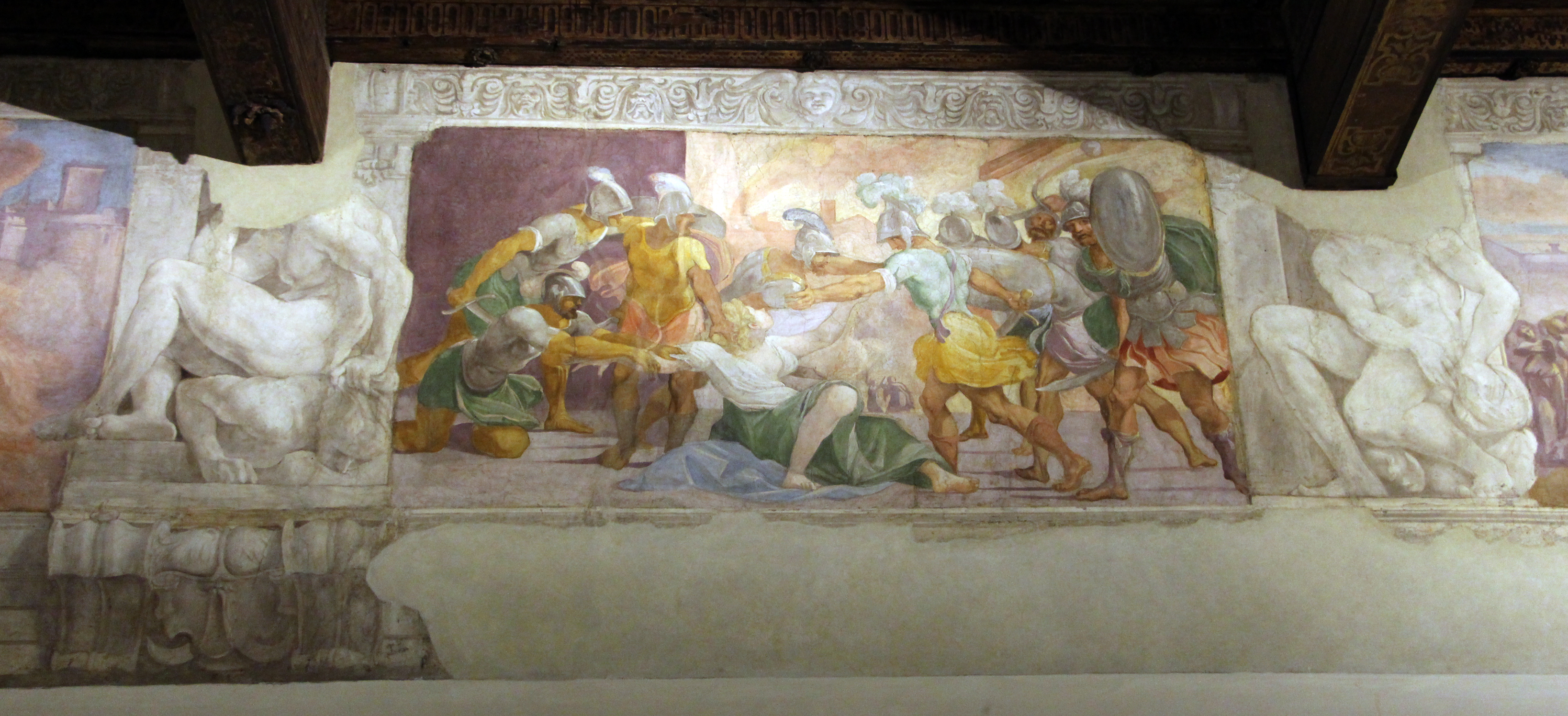
Lotta intorno a Cassandra

Troia è ormai in balìa dell'assalto dei Greci e qui è raffigurato uno degli eventi più tragici  della notte che segna la definitiva caduta della città dei Dardani (II, 402-403). Aiace ha raggiunto Cassandra nel tempio di Minerva e dopo averla violentata la trascina via a forza. Il troiano Corebo indignato per quel che osserva si lancia coraggiosamente all'attacco per salvare la sacerdotessa. Sopraggiungono altri guerrieri, sia troiani che greci, e ne nasce un furioso scontro durante il quale molti trovano la morte, come lo stesso Corebo. Alla fine Cassandra è tratta in salvo.
Il cartiglio non è più visibile a causa di una caduta di intonaco. Esso ci è egualmente noto grazie alla trascrizione fattane dal Malvasia nella Felsina pittrice: «CRINIBVS E TEMPLO TRAHITVR PRIAMEIA VIRGO» (La vergine figlia di Priamo è trascinata fuori dal tempio per i capelli).

### Venere soccorre Enea

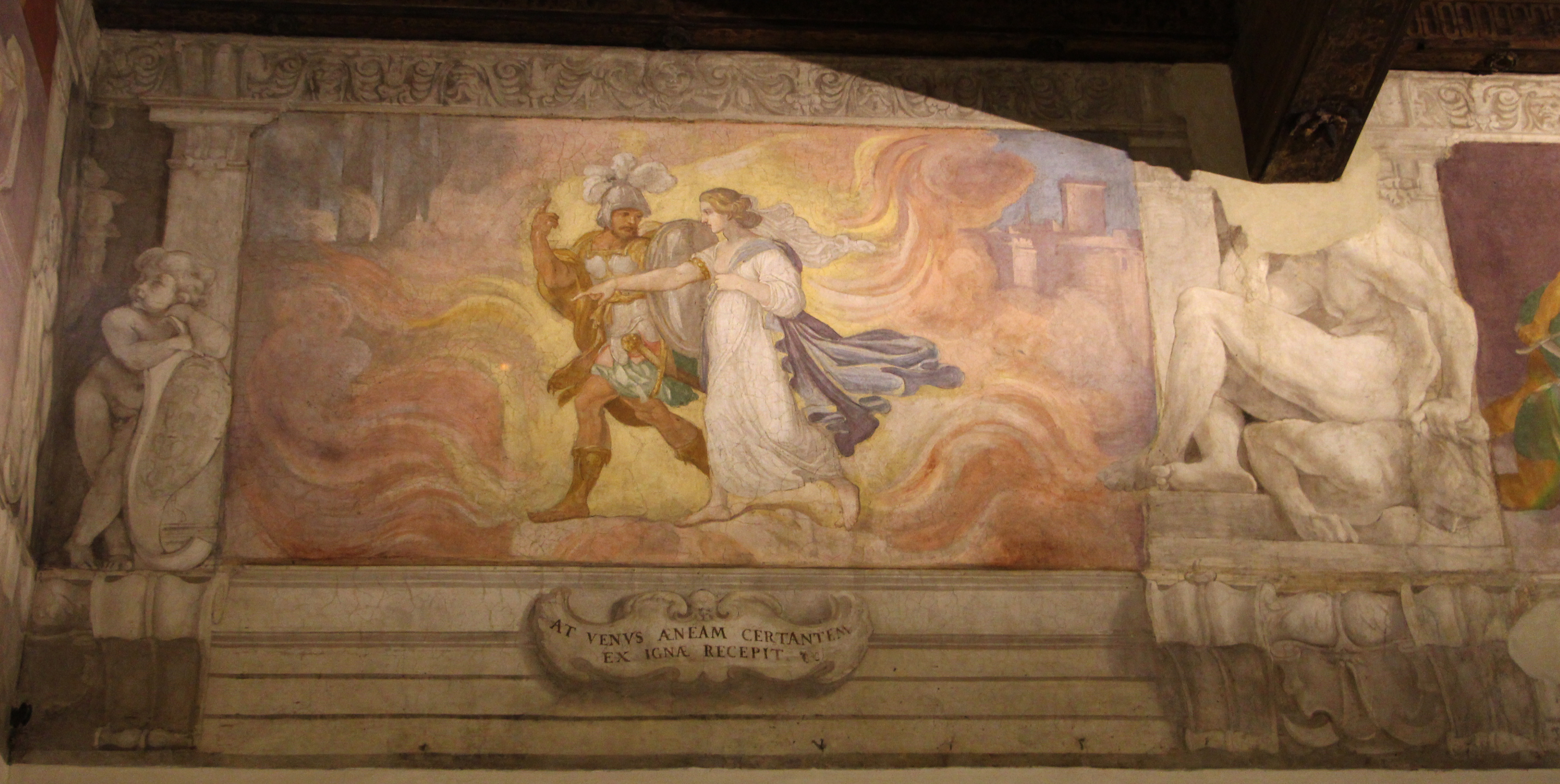
Venere soccorre Enea

La battaglia continua ad infuriare ed Enea prende parte alla difesa della reggia di Priamo. La resistenza è vana e i Greci portano la strage, uccidendo lo stesso vecchio re di Ilio. Enea è ormai solo ed è colto dall'angoscia per la sorte dei suoi familiari indifesi. Mentre tenta di lasciare il palazzo reale in fiamme scorge Elena, causa della sciagura troiana. Egli è colto dal desiderio di ucciderla ma proprio in quell'istante gli appare Venere, divina madre di Enea, che lo dissuade da quel proposito e gli rammenta la necessità di accorrere in difesa della sua famiglia. Venere così, con un incanto, sottrae Enea dal fuoco e dai nemici e lo conduce illeso a casa sua.
Nessun elemento identifica la natura divina di Venere: la soprannaturalità dell'evento è resa solo dalla vistosa vampata di fiamme dentro la quale, per volere della dea, anche il mortale Enea si muove illeso.
Il commento sottostante è «AT VENVS ÆNEAM CERTANTEM EX IGNÆ RECEPIT» (Ma Venere tirò fuori il combattente Enea dal fuoco).

### Enea abbandona la reggia

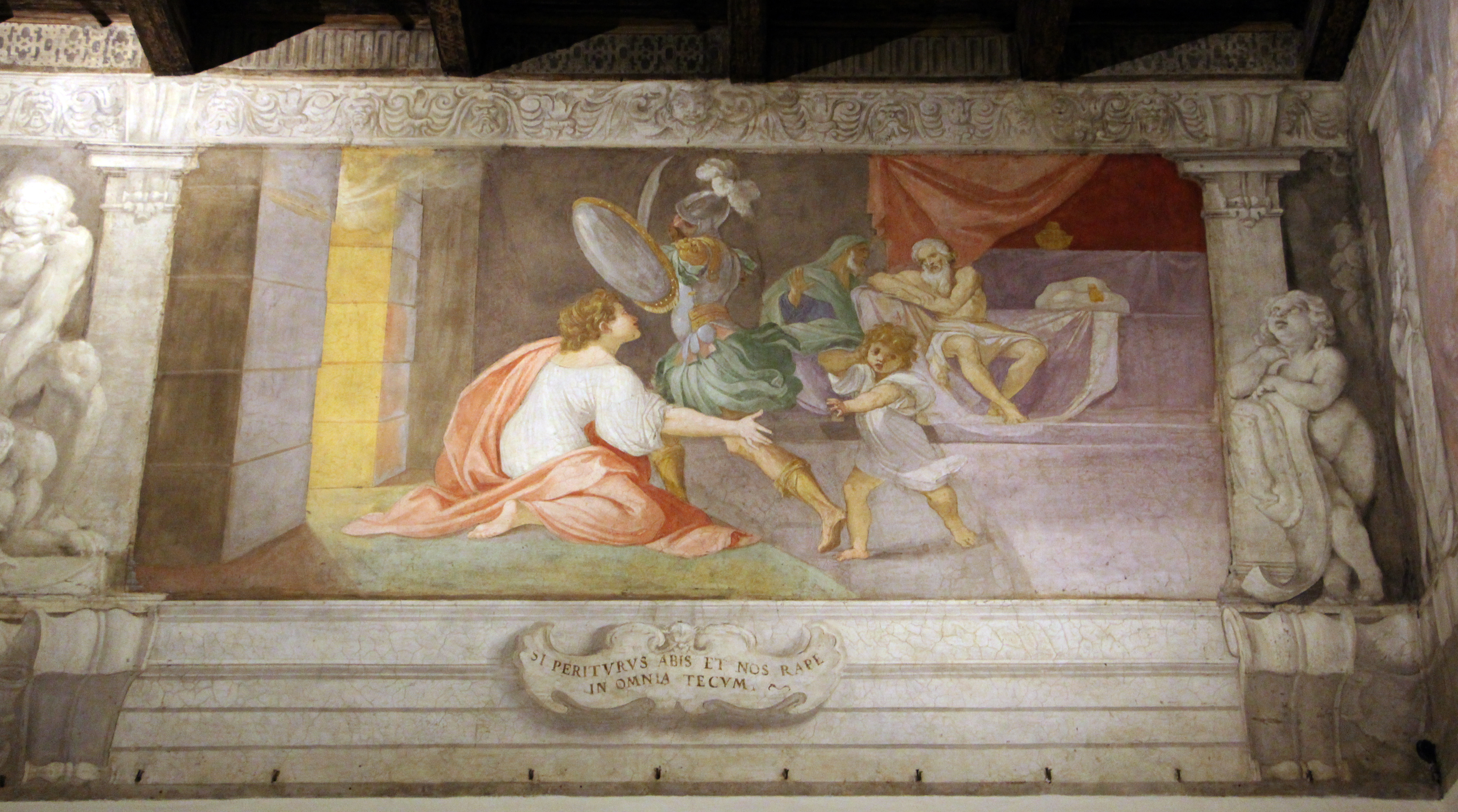
Enea abbandona la reggia

Tornato a casa, Enea vorrebbe immediatamente fuggire dalla città con tutti i suoi familiari. Suo padre Anchise - il vecchio seminudo seduto sullo sfondo - però, si oppone fermamente all'idea di seguirli: non vuole lasciare la sua terra e non gli importa di essere ucciso dai Greci. Anzi egli si definisce già sepolto (positum) e a questo forse allude la sua raffigurazione che pare richiamare un rito funerario (o forse il proposito di suicidarsi).
A sua volta Enea rifiuta di lasciare lì l'anziano padre ed altro partito non vede se non quello di imbracciare di nuovo le armi, tornare per le strade di Troia e riprendere la lotta contro gli Achei che ormai incombono: dalla porta a sinistra già si vedono entrare il bagliore e il fumo dell'incendio scatenato dagli invasori.
Sua moglie Creusa allora lo implora in ginocchio di non lasciare lei e il piccolo Ascanio, il figlio di Enea, di nuovo soli ed indifesi. Il motto sottostante l'affresco è proprio l'implorazione che Creusa rivolge al suo sposo: «SI PERITVRVS ABIS ET NOS RAPE IN OMNIA TECVM» (Se ti rechi a morire porta anche noi con te ovunque andrai) ed è un verso vero e proprio dell'Eneide (II, 675).
Una fiammella spunta dalla testa di Ascanio: dettaglio che allude al prodigioso evento che vincerà l'irremovibilità di Anchise.

### Enea fugge da Troia in fiamme

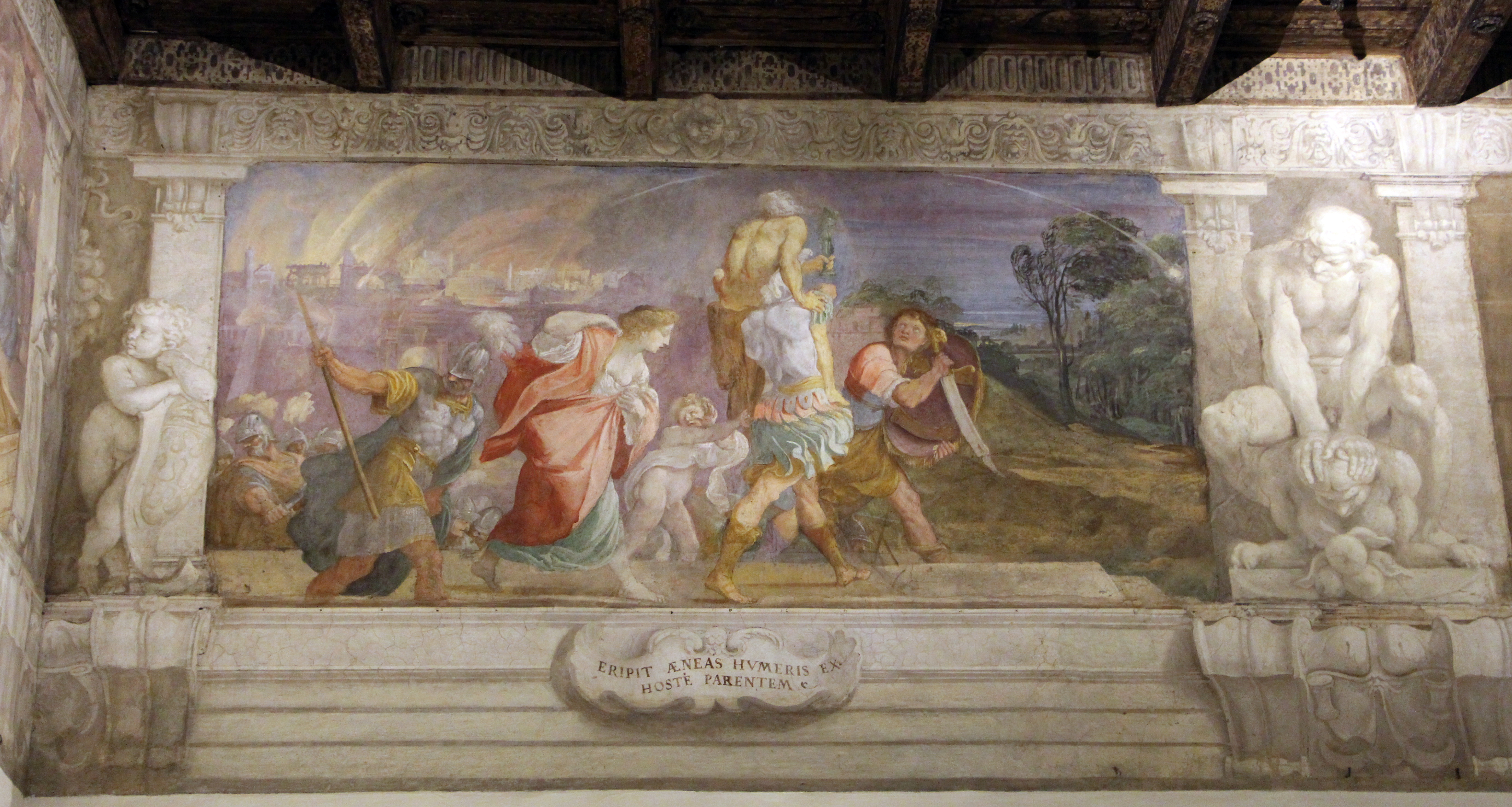
Enea fugge da Troia in fiamme

Subito dopo l'invocazione di Creusa si verifica il prodigio annunciato nel riquadro precedente: la testa di Ascanio è avvolta dalle fiamme - che però non gli causano alcun danno - quindi nella stanza appare una stella cometa che indica la via da seguire. L'evento miracoloso convince Anchise a seguire il resto della sua famiglia nell'esilio.
Enea si carica in spalla l'anziano padre, che porta via con sé la statuetta dei Penati, e con Creusa ed Ascanio lascia la città data alle fiamme dai Greci. Insieme ad altri Troiani che si uniscono a loro si recano alla volta del tempio di Cerere posto fuori dalle mura della città.
Sullo sfondo a sinistra, in lontananza, vi è la veduta di Troia avvolta dai bagliori dell'incendio che la sta divorando, mentre il cielo è solcato dalla cometa che indica la via della salvezza.
Nel cartiglio si legge: «ERIPIT ÆNEAS HVMERIS EX HOSTE PARENTEM» (Enea sottrae suo padre ai nemici portandolo sulle sue spalle).

### Enea e l'ombra di Creusa

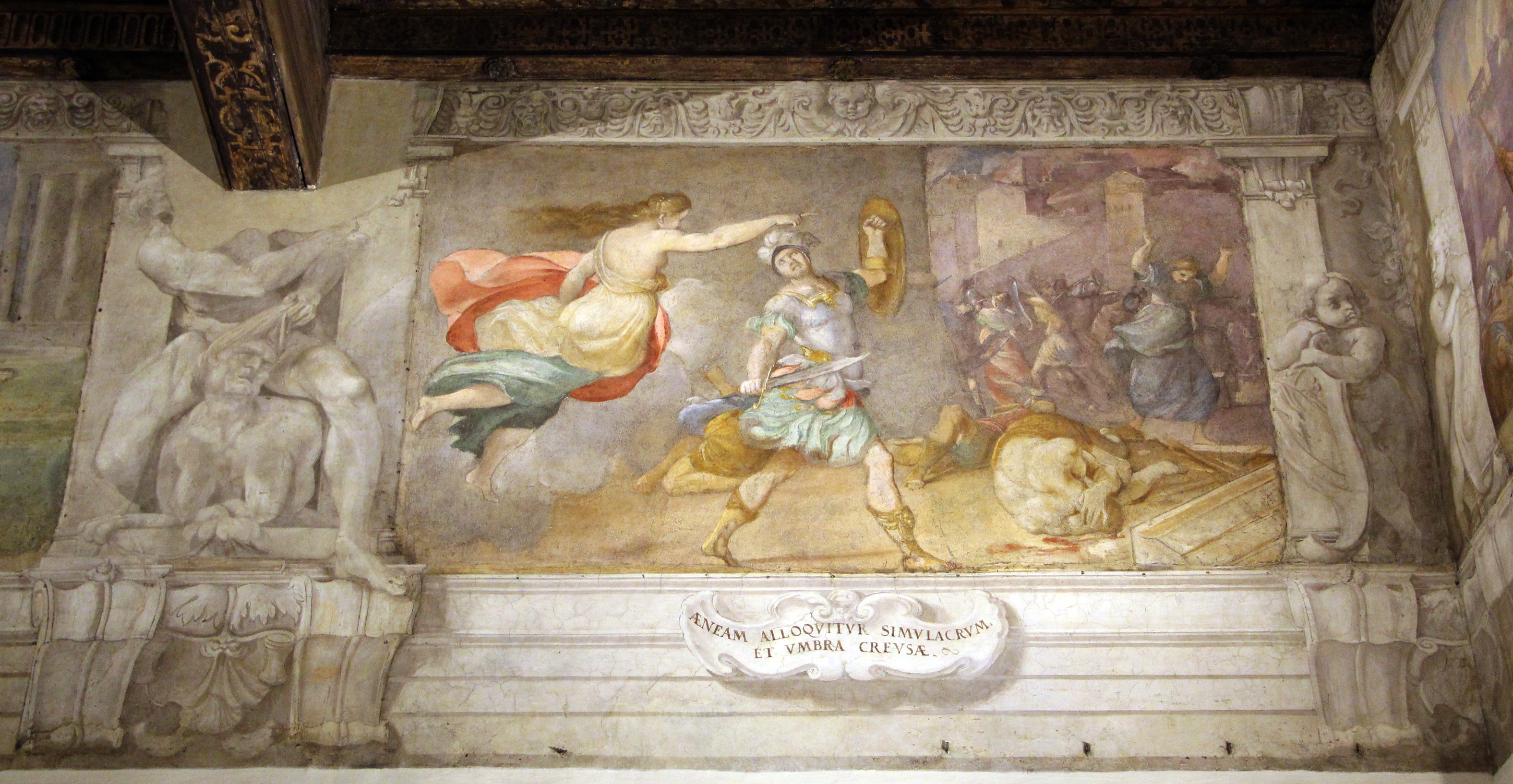
Enea e l'ombra di Creusa

Nella concitazione della fuga da Troia Creusa scompare. Enea se ne avvede solo una volta arrivati al tempio di Cerere ed è preso dalla disperazione per la perdita della moglie. Decide allora di tornare a Troia per cercarla.
La visione che lo accoglie varcata a ritroso la porta dalla quale era fuggito è spaventosa: Troia è stata devastata e razziata, donne e bambini sono stati fatti prigionieri. Mentre osserva con sgomento la triste fine della sua patria, appare ad Enea Creusa trasfigurata in sembianze sovrannaturali. La moglie lo rassicura: ella non è stata uccisa dai nemici, ma portata da Cibele nel mondo ultraterreno. Creusa prosegue incitando Enea a riprendere la fuga e gli predice l'approdo all'esperia terra (l'Italia) e il regno che lì egli fonderà.
Nell'affresco si vede Enea che, seguendo il segno indicante della sua consorte, abbandona per la seconda e definitiva volta la città, mentre tutt'intorno imperversa la strage.
«ÆNEAM ALLOQVITVR SIMVLACRVM ET VMBRA CREVSAE» (Un fantasma, l'ombra di Creusa, indirizza Enea) è il motto che descrive quel che si vede nel dipinto.

### Sacrificio di Enea

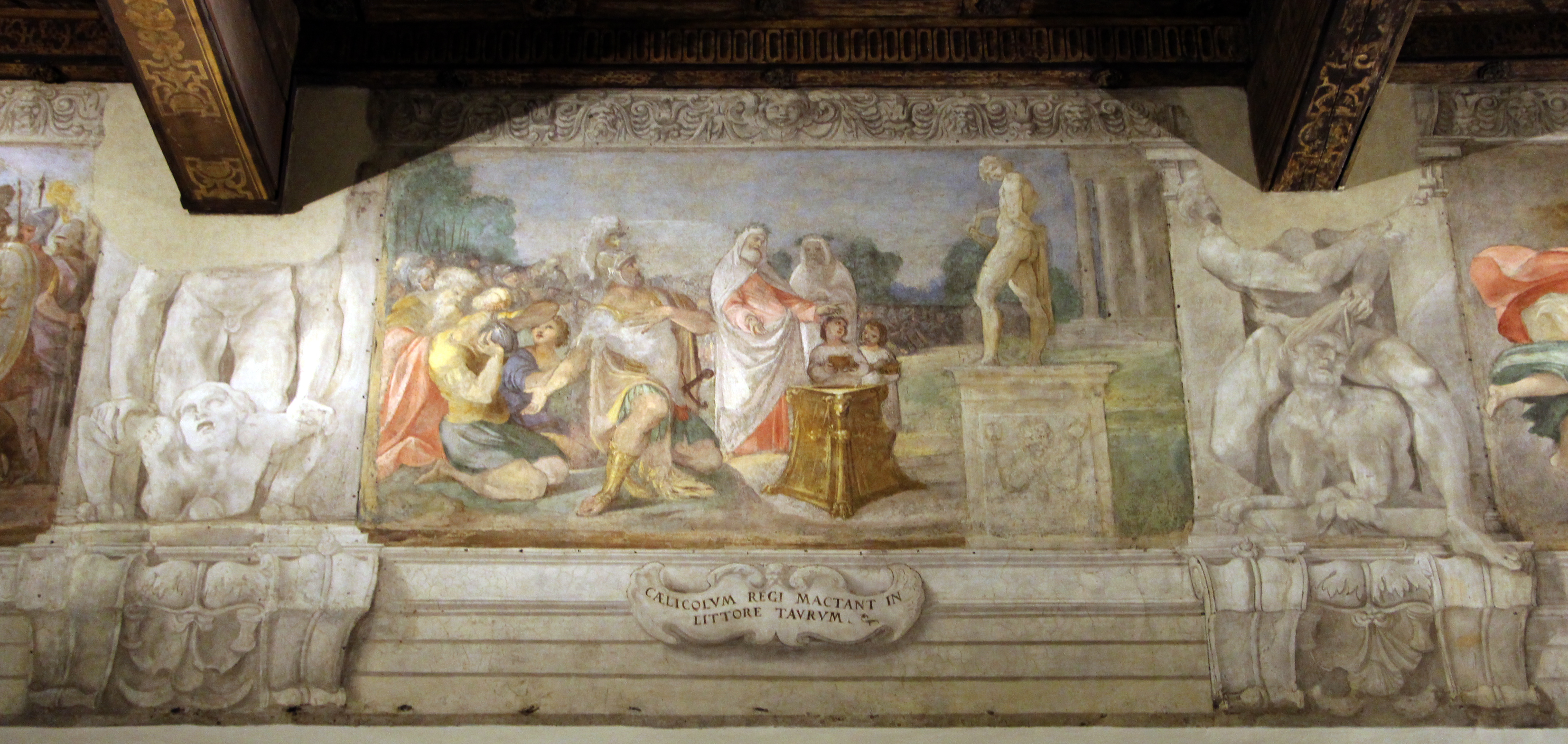
Sacrificio di Enea

Lasciata per sempre Troia iniziano le peregrinazioni di Enea e dei suoi seguaci. Qui (omettendo alcune delle tappe iniziali del viaggio dei Troiani verso una nuova patria) la scena si svolge a Delo, l'isola sacra ad Apollo.
Proprio presso il tempio del dio, Enea implora che gli sia indicata la meta verso cui dirigersi e ove poter fondare una nuova Troia. L'invocazione è accolta, ma le parole di Febo non sono molto chiare: egli gli dice che deve recarsi nella terra da dove, in un remoto passato, gli antenati dei Teucri mossero verso la Troade, ma non dice di quale luogo si tratti. Infatti, Anchise mal interpreterà l'oracolo e individuerà questa antica patria avita nell'isola di Creta (e non nell'Italia, cui in realtà alludeva il vaticinio).
In primo piano Enea in ginocchio e in posa solenne ascolta il viatico di Apollo, il cui simulacro - dotato di cetra, tipico attributo del dio - poggia su un alto podio. Più arretrato, al centro, Anio, re del luogo e sacerdote di Febo, officia il rito. Al suo fianco c'è un altro vecchio, probabilmente identificabile in Anchise, antico amico di Anio. Entrambi hanno il capo cinto di alloro, pianta sacra al dio del sole. 

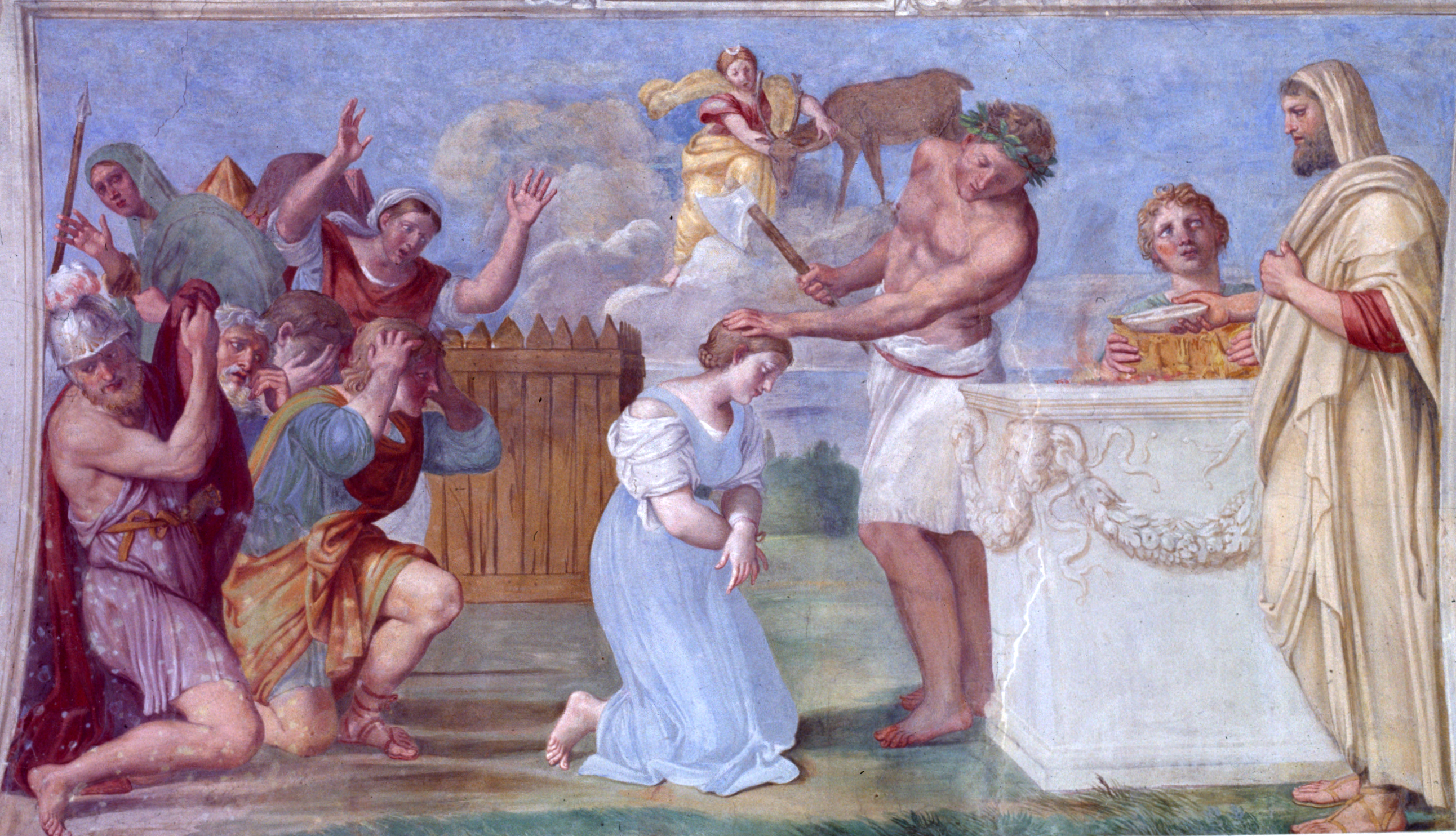
Domenichino, Sacrificio di Ifigenia, 1609, Bassano Romano, Palazzo Odescalchi-Giustiniani

Il cartiglio recita: «CÆLICOLVM REGI MACTANT IN LITTORE TAVRVM» (Sacrifica un toro sulla spiaggia all'alto re dei Numi). Il motto, in questo caso, però non corrisponde a quanto si osserva nell'affresco. Esso infatti riprende il verso virgiliano: «Sacra Dionaeae matri divisque ferebam auspicibus coeptorum operum, superoque nitentem caelicolum regi mactabam in litore taurum» (III, 19-21). Verso che non si riferisce al rito in onore di Apollo raffigurato nel riquadro, ma al precedente sacrificio che Enea aveva celebrato appena sbarcato nella terra dei Traci (e durante il quale aveva scoperto la triste fine di Polidoro, figlio di Priamo).
La discrasia tra immagine e testo è forse dovuta ad un errore. Tuttavia la notevole conoscenza dell’Eneide che in generale caratterizza i dipinti di Palazzo Fava (non solo nel fregio dei Carracci, ma anche nelle altre stanze virgiliane), potrebbe far pensare che il disallineamento sia stato voluto, con l’intento di riferire ad Apollo l’appellativo di caelicolum regi, sottolineando così il valore della profezia di Delo.
Una ripresa di questo riquadro si trova nel Sacrificio di Ifigenia del Domenichino, uno degli scomparti della volta della Sala di Diana del Palazzo Giustiniani-Odescalchi di Bassano Romano, affrescata dallo Zampieri nel 1609.

### Offerta a Nettuno

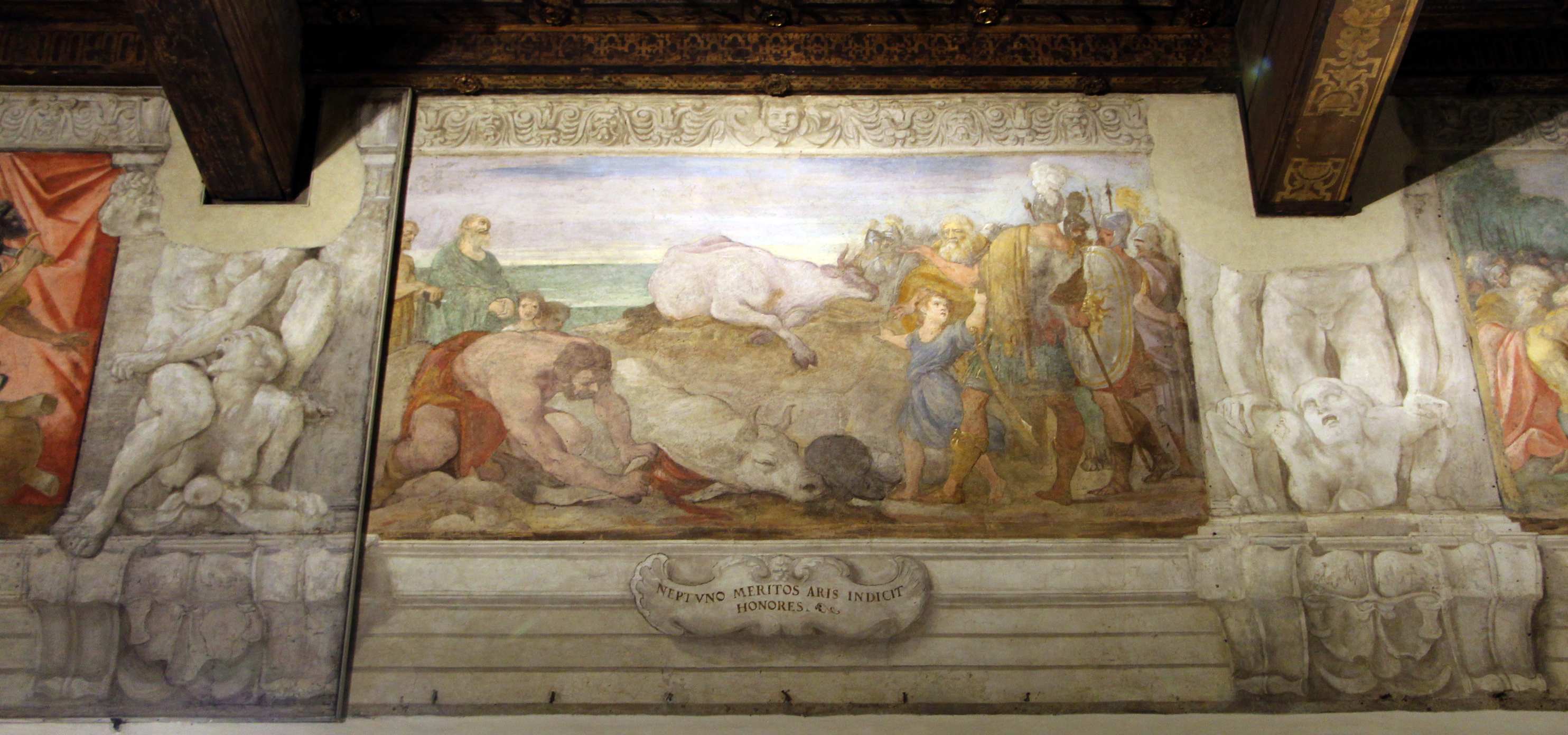
Offerta a Nettuno

Ottenuto il responso di Apollo i Troiani decidono di prendere subito il mare alla volta di Creta (la meta che errando credono sia quella indicata dall'oracolo). Per propiziarsi un esito positivo del viaggio è celebrato il sacrificio di due tori – uno per Nettuno e uno per Apollo – di una pecora nera per la Tempesta e una di pecora bianca per il Sereno.
La scritta nel cartiglio  «NEPTVNO MERITOS ARIS INDICIT HONORES» (Sull'altare indice i dovuti onori a Nettuno) sintetizza i versi dell'Eneide (III, 117-119) che descrivono il rito sacrificale puntualmente raffigurato nell'affresco.
Più autori ritengono questo riquadro frutto della collaborazione tra Ludovico, cui si pensa spetti la parte destra della scena, ed Annibale, responsabile della parte di sinistra.
In effetti, nella figura in primo piano a sinistra, impegnata a sgozzare uno dei tori, è stata colta una vicinanza col garzone di bottega che si vede nella Grande Macelleria del più giovane dei Carracci (al centro in basso) a sua volta intento nell'uccisione di un capretto. 

### La mensa dei Troiani insozzata dalle arpie

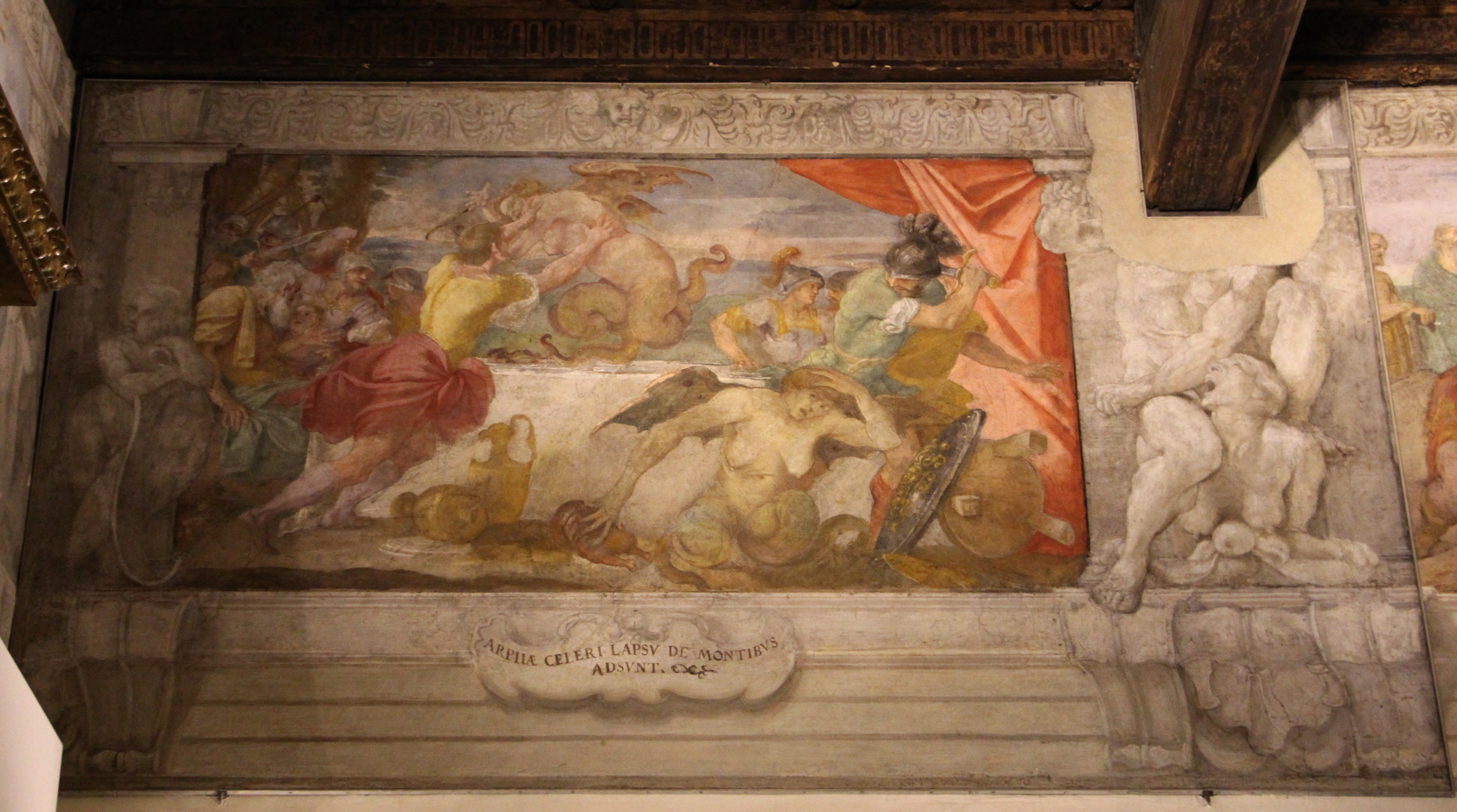
La mensa dei Troiani insozzata dalle arpie

Raggiunta Creta, l'isola si rivela tutt'altro che una terra promessa. Colpiti da una pestilenza e da altre avversità i Troiani iniziano a dubitare di aver inteso correttamente l'oracolo di Delo. Proprio in questo frangente Enea è raggiunto in sogno dai suoi Penati che gli dicono in modo chiaro che la meta da raggiungere è l'Italia. 

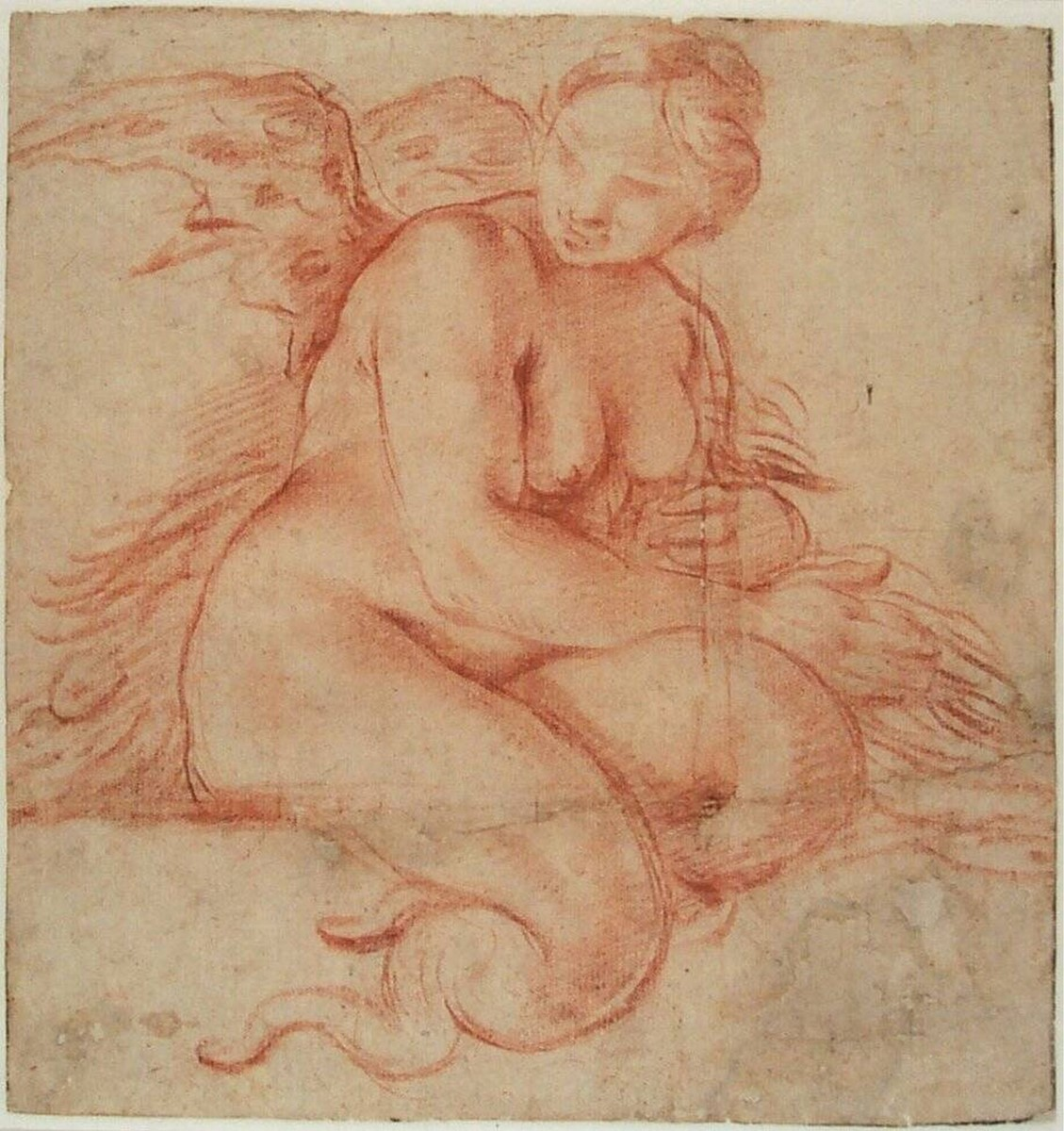
Ludovico Carracci, studio di un'arpia, Rotterdam, Museo Boijmans Van Beuningen

Senza indugio il figlio di Venere e i suoi seguaci riprendono di nuovo il mare ma sono costretti da una tempesta a far tappa nelle isole Strofadi, la patria delle arpie.
Appena sbarcati, affamati, razziano gli armenti delle stesse arpie e se ne cibano. Le temibili donne-uccello si vendicano assalendo il banchetto dei Troiani.
In occasione del secondo attacco delle arpie Enea ordina ai suoi di reagire con le armi, come si vede nell'affresco. Le terribili creature sono così messe in fuga, al che Celeno, la loro regina, lancia ai Troiani una maledizione: raggiungeranno sì l'Italia come vogliono gli dèi, ma il viaggio sarà ancora lungo e pieno di difficoltà.
Il riquadro è attribuito dal Bellori ad Annibale Carracci, conclusione confermata in termini pressoché unanimi dalla critica moderna che tende ad assegnare allo stesso Annibale anche il gruppo terminale a destra del dipinto. Non è esclusa tuttavia una collaborazione di Ludovico, forse desumibile dal disegno di un'arpia dubitativamente ritenuto preparatorio di questa composizione ed ampiamente ascritto al più anziano dei Carracci.
La didascalia del cartiglio recita: «ARPIÆ CELERI LAPSV DE MONTIBVS ADSVNT» (Con volo veloce le arpie arrivano dai monti)

### Approdo di Enea in Italia

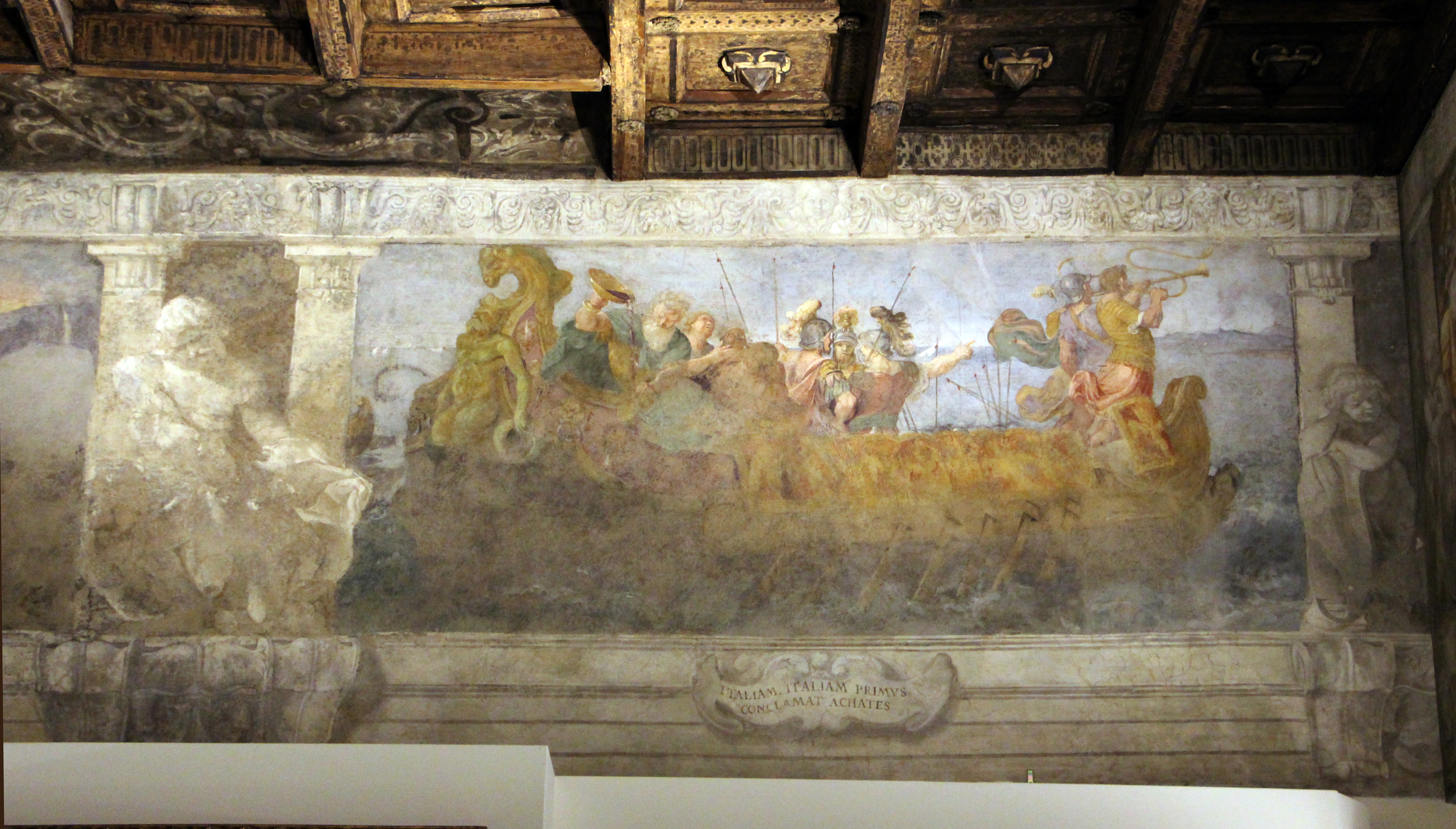
Approdo di Enea in Italia

Tralasciando vari accadimenti verificatisi dopo l'abbandono delle Strofadi, è qui raffigurato il primo avvistamento della costa italiana. Sull'imbarcazione vi è evidente soddisfazione: a prua due marinai salutano l'evento dando fiato alle trombe mentre a poppa Anchise versa in mare del vino da una patera in segno benaugurale.
Si tratta di uno degli episodi (come quello con Polifemo che immediatamente lo segue sulla stessa parete corta) peggio conservati di tutto il fregio: la parte bassa del riquadro e in particolare la decorazione della nave è ormai ampiamente compromessa.
Nonostante lo stato conservativo quanto mai precario Donald Posner (studioso statunitense e tra i massimi conoscitori dell'arte di Annibale) ha dubitativamente proposto l'attribuzione anche della penultima scena del fregio al più giovane dei Carracci.
«ITALIAM, ITALIAM PRIMVS CONCLAMAT ACHATES» (Italia!, Italia! gridò per primo Acate) si legge nel cartiglio, che anche in questo caso cita letteralmente un verso di Virgilio (III, 524).

### Polifemo aggredisce la flotta troiana

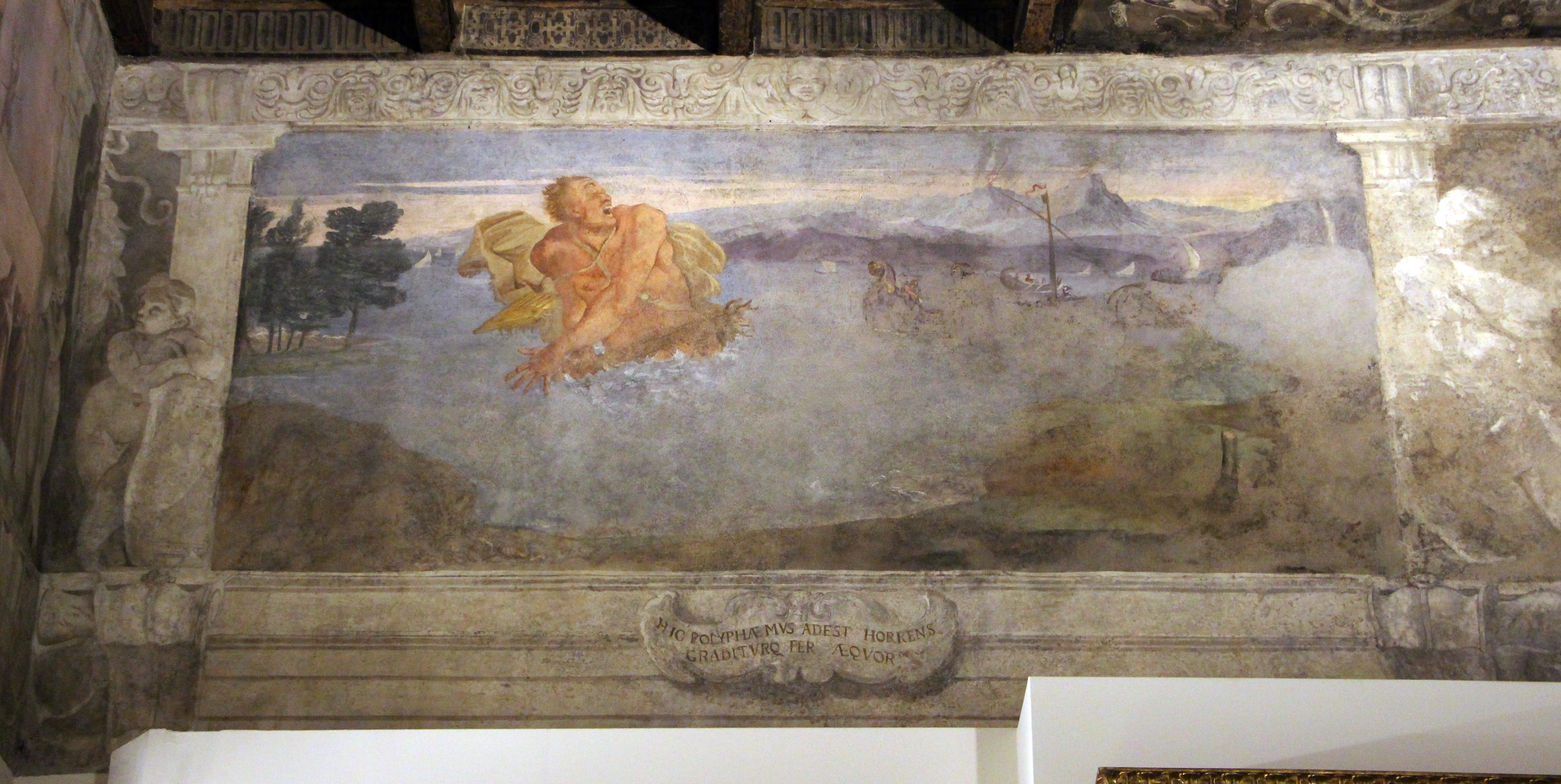
Polifemo aggredisce la flotta troiana

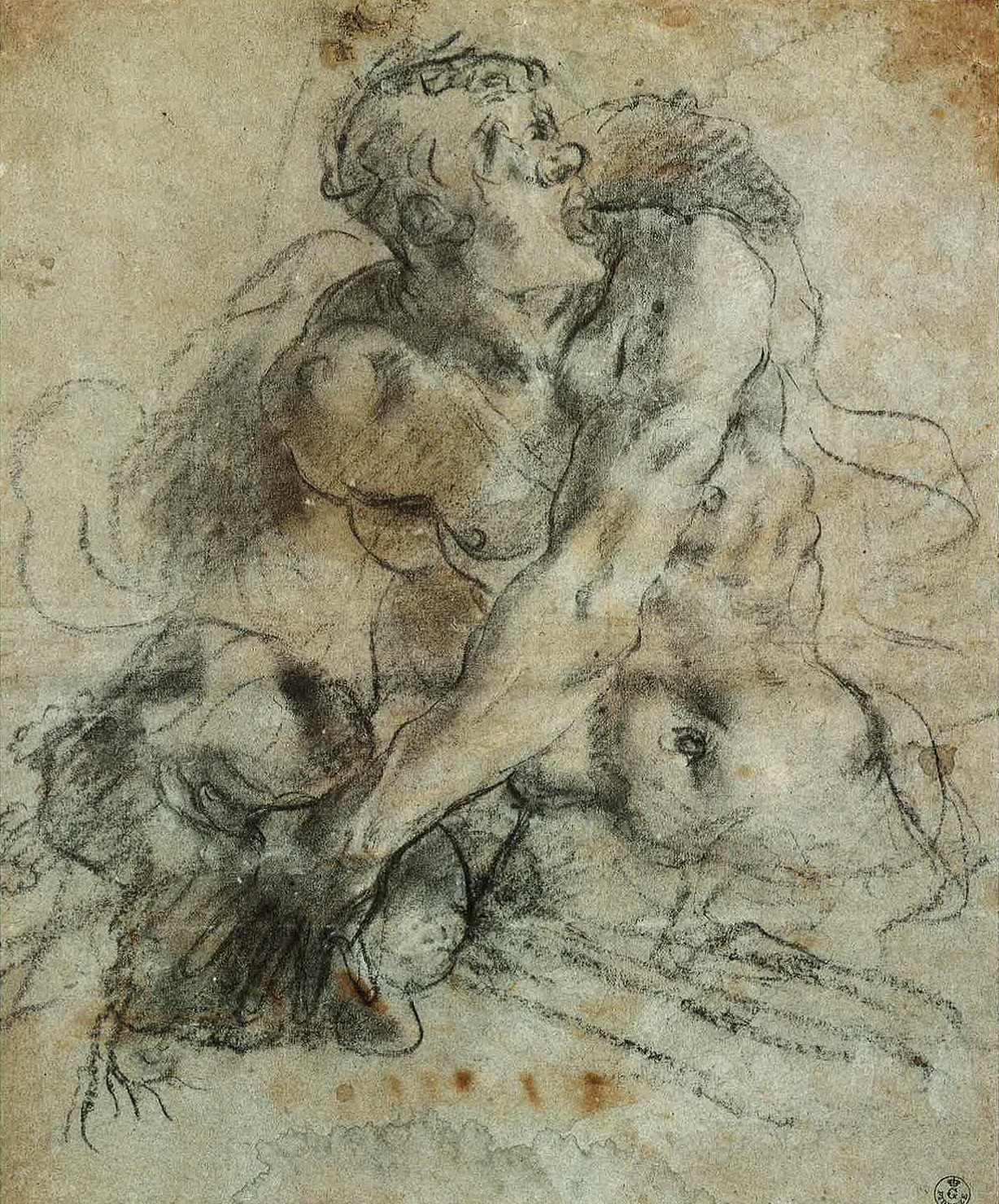
Lo studio degli Uffizi

Enea e suoi fanno tappa in Sicilia nei pressi dell'Etna. Qui incontrano un compagno di Ulisse che era stato abbandonato in quella terra dai suoi, datisi alla fuga dopo aver accecato il ciclope Polifemo. Costui mette sull'avviso i Troiani del grave pericolo rappresentato dai ciclopi e li sprona a lasciare quei luoghi.
Proprio in questo mentre si affaccia sulla scena Polifemo che, ormai cieco, usa come bastone un albero di pino. Il gigante si immerge in acqua e i Troiani, terrorizzati, alzano le ancore per lasciare precipitosamente l'inospitale lido. Sentendo il rumore dei remi sulle onde, Polifemo si accorge di quel che sta accadendo ma la flotta di Enea è già a distanza di sicurezza. Il ciclope non può fa altro che emettere uno spaventoso urlo di rabbia mentre i Troiani si mettono in salvo. 

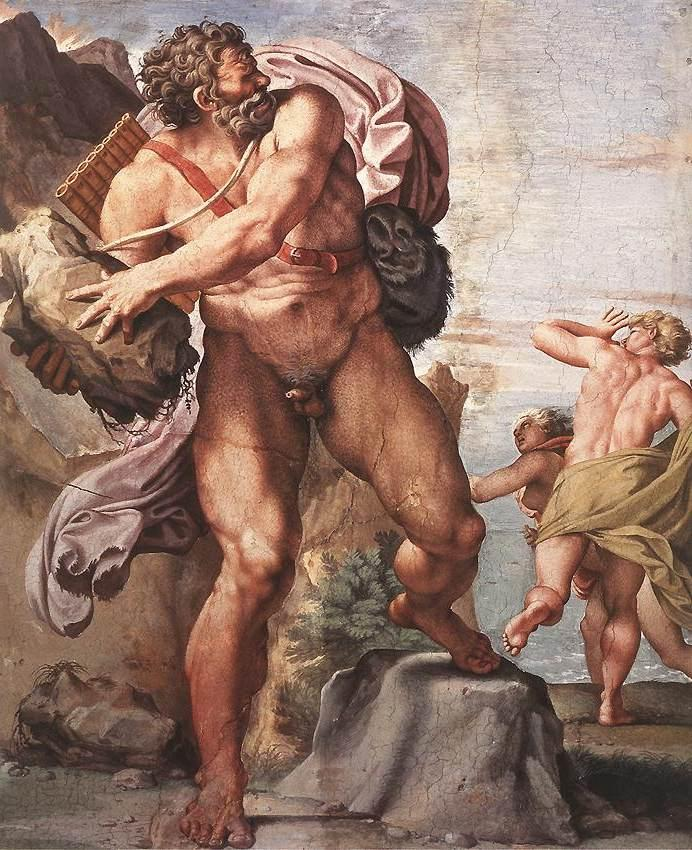
L'affresco con Polifemo ed Aci nella Galleria Farnese

Nell'affresco la minacciosità di Polifemo è accentuata dal gesto di brandire l'albero di pino che sembra quasi stia per essere scagliato verso le navi in fuga (dettaglio che non figura nel racconto virgiliano), come fa pensare la torsione del ciclope.
Anche in questo caso, come per il riquadro raffigurante lo scontro con le arpie, è il Bellori che per primo ha assegnato l'affresco ad Annibale, attribuzione tuttora condivisa e confermata anche dal disegno preparatorio per la figura di Polifemo, conservato agli Uffizi, la cui spettanza al più giovane dei Carracci appare certa.
Questo disegno significativamente venne dapprima inteso quale studio preparatorio della scena della Galleria Farnese con Polifemo che uccide Aci. In effetti è percepibile la vicinanza tra le due raffigurazioni del gigante, in entrambi i casi caratterizzate da un'accentuata torsione del tronco. Ciò lascia pensare che per l'affresco di Palazzo Farnese il pittore abbia tratto spunto proprio da questa sua precedente prova bolognese.
Come per gli altri riquadri del fregio di Enea spettanti al più giovane dei Carracci anche in questo caso si apprezza nella composizione un notevole brano di paesaggio sullo sfondo. La visione in lontananza di alberi e monti - tra i quali anche l’Etna - contribuisce a rendere l’enorme mole del ciclope.
Sul cartiglio sotto il dipinto c'è scritto «HIC POLYPHÆMVS ADEST HORRENS GRADITVRQ[VE] PER ÆQVOR»  (Qui appare il mostruoso Polifemo che incede attraverso le acque).

### Termini

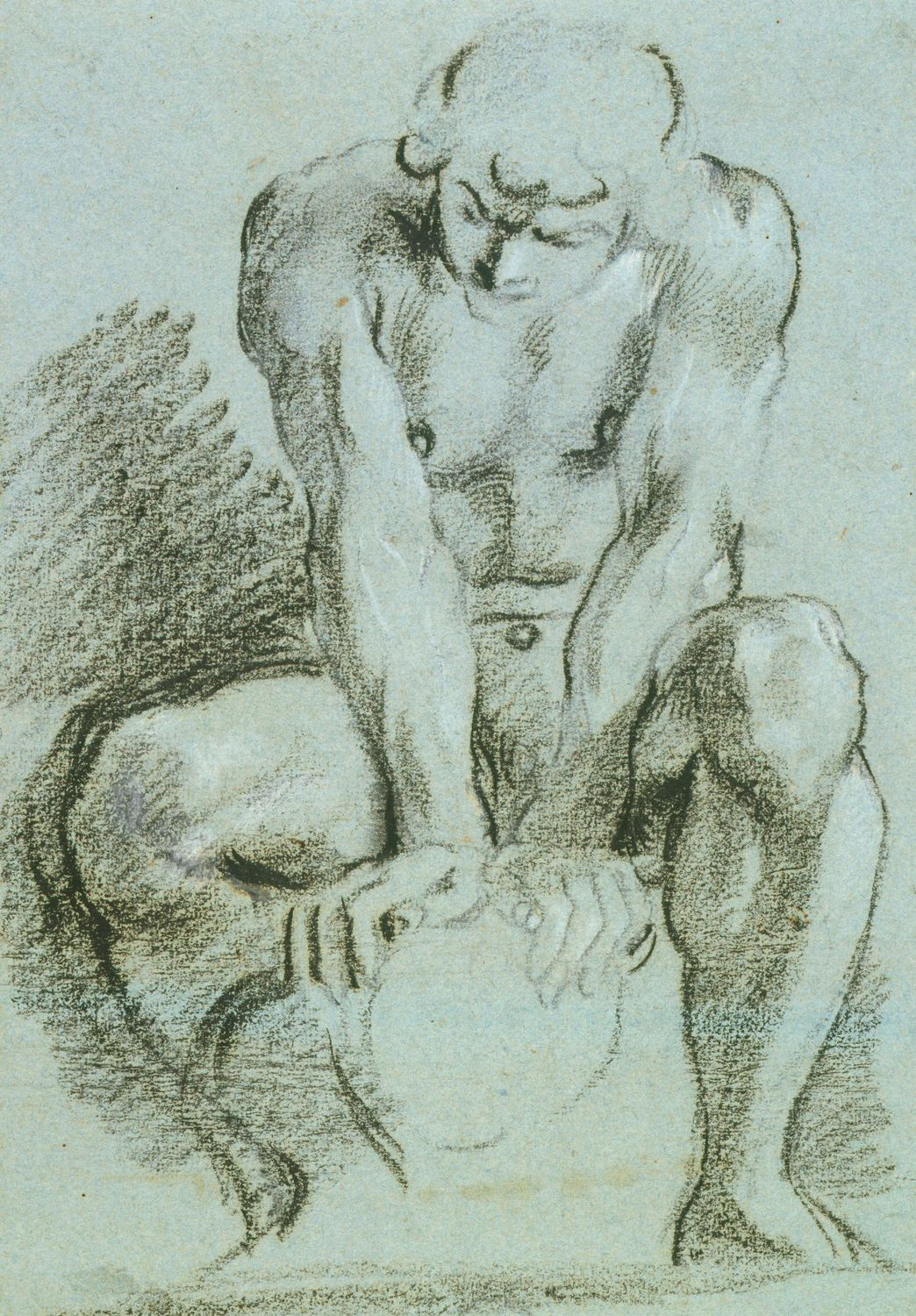
Ludovico Carracci, Studio di guerriero nudo che sottomette un'arpia, Windsor Castle, Royal Collection

Come già si coglie nelle divinità che inframezzano le storie di Giasone e Medea – esordio dei Carracci nella grande decorazione parietale – anche nelle storie di Enea i termini che separano gli episodi narrativi non svolgono una mera funzione divisoria ma, ad un tempo, sono un elemento della storia raffigurata ed hanno una fondamentale funzione illusionistica, dovuta alla realistica resa scultorea che li caratterizza.
Nella sala di Enea di Palazzo Fava si evince una notevole inventiva nella variazione dello stesso tema, cioè il guerriero che sottomette la mostruosa arpia, riprodotto in tanti modi diversi ma sempre producendo una forte carica emozionale.

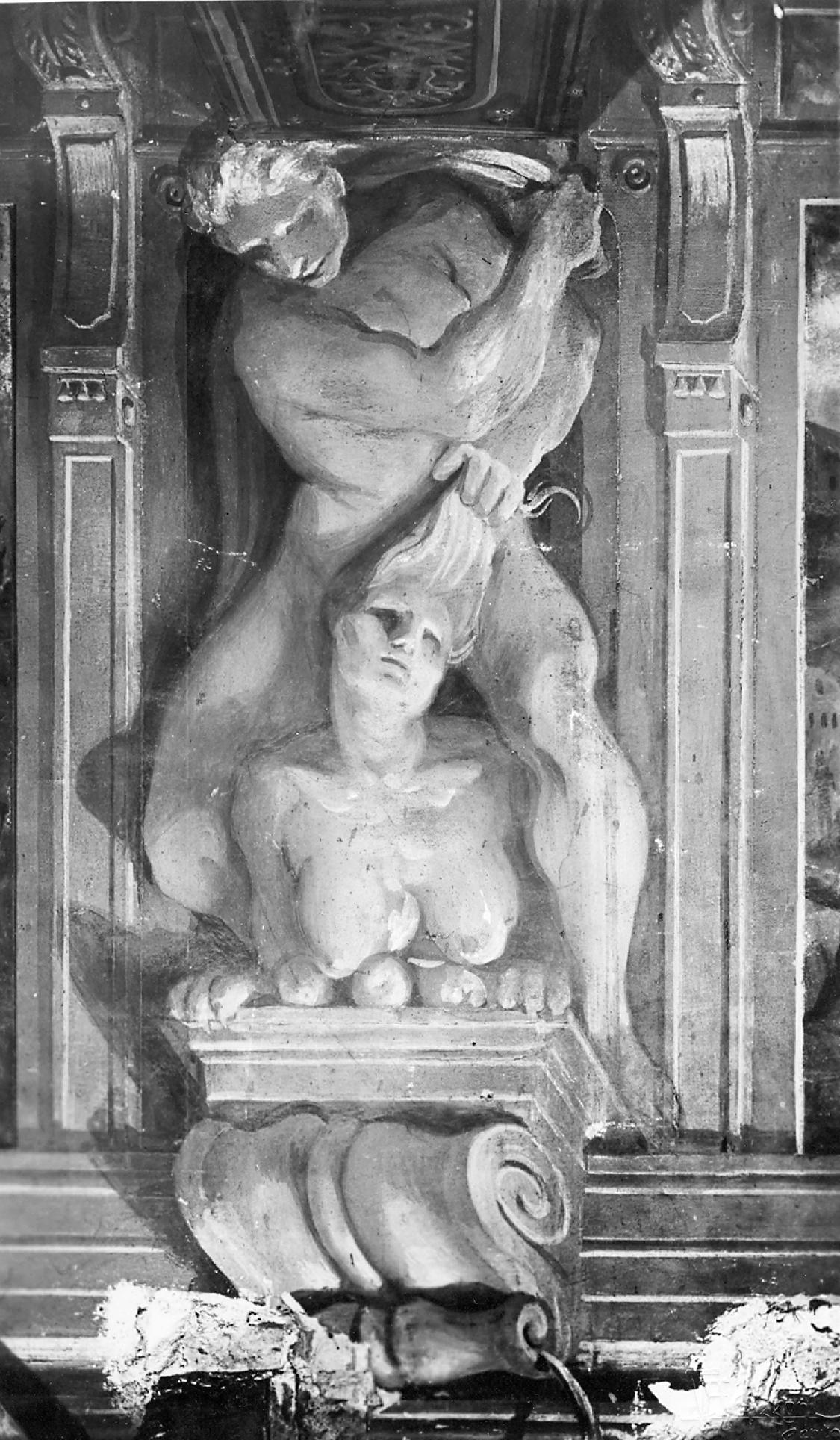
Guercino, uno dei termini delle Storie di Provenco, 1614 ca., Cento, Palazzo Benazzi (già Provenzali)

L'efficacia di questi gruppi è testimoniata innanzitutto dalla letterale ripresa che ne fece il Guercino – utilizzandoli con la stessa funzione – nelle sue Storie di Provenco realizzate a Cento, all'incirca nel 1614, per la dimora della famiglia Provenzali.
Dei guerrieri ed arpie in lotta di Palazzo Fava si conservano poi vari disegni che ne sono stati tratti (in passato da alcuni ritenuti studi preparatori autografi, ma oggi in larga prevalenza considerati delle copie tratte dagli affreschi) fino a ritrovarli in un notevole azulejo settecentesco realizzato dai maestri portoghesi Antonio e Policarpo de Oliveira Bernardes per la chiesa della Misericordia di Viana do Castelo.
Ideati probabilmente da Ludovico Carracci, come fa pensare lo studio di Windsor Castle, il Malvasia attribuisce anche l'esecuzione dei termini del fregio di Enea - al pari delle già menzionate divinità della sala di Giasone - ad Agostino Carracci. Il biografo bolognese si basa essenzialmente sulla circostanza che il monocromo di questi elementi sarebbe stato più congeniale ad Agostino, al tempo già esperto incisore, quindi più versato del cugino e del fratello nella resa tridimensionale basata solo sul chiaroscuro e senza colore.
La tesi del Malvasia è forse eccessiva dal momento che almeno uno dei gruppi terminali è con ampio consenso ritenuto opera di Annibale. Si tratta in particolare del termine a destra della lotta tra Troiani ed arpie (anche il riquadro narrativo è pressoché unanimemente attribuito al più giovane dei Carracci), del quale peraltro si conserva un raro documento fotografico che mostra il gruppo ancora integro (prima che i termini delle pareti lunghe fossero semidistrutti a causa del rifacimento delle travi del soffitto).
I termini della sala di Enea suscitarono anche l'attenzione di Goethe che li descrisse nei suoi Scritti sull'arte e sulla letteratura (1772-1827), giudicandoli però in modo non propriamente elogiativo.

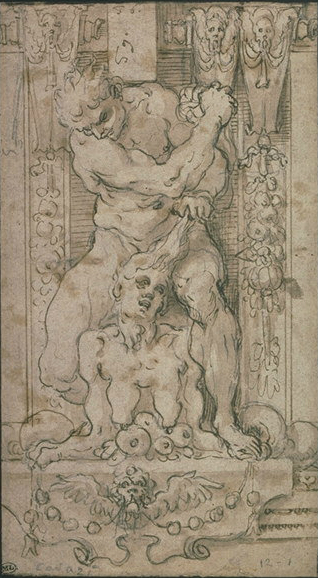
Anonimo, XVII secolo, Louvre
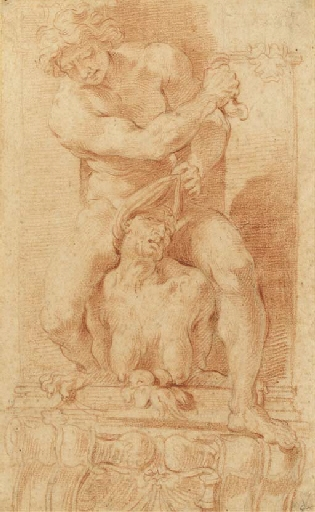
Anonimo, XVII secolo, collezione privata
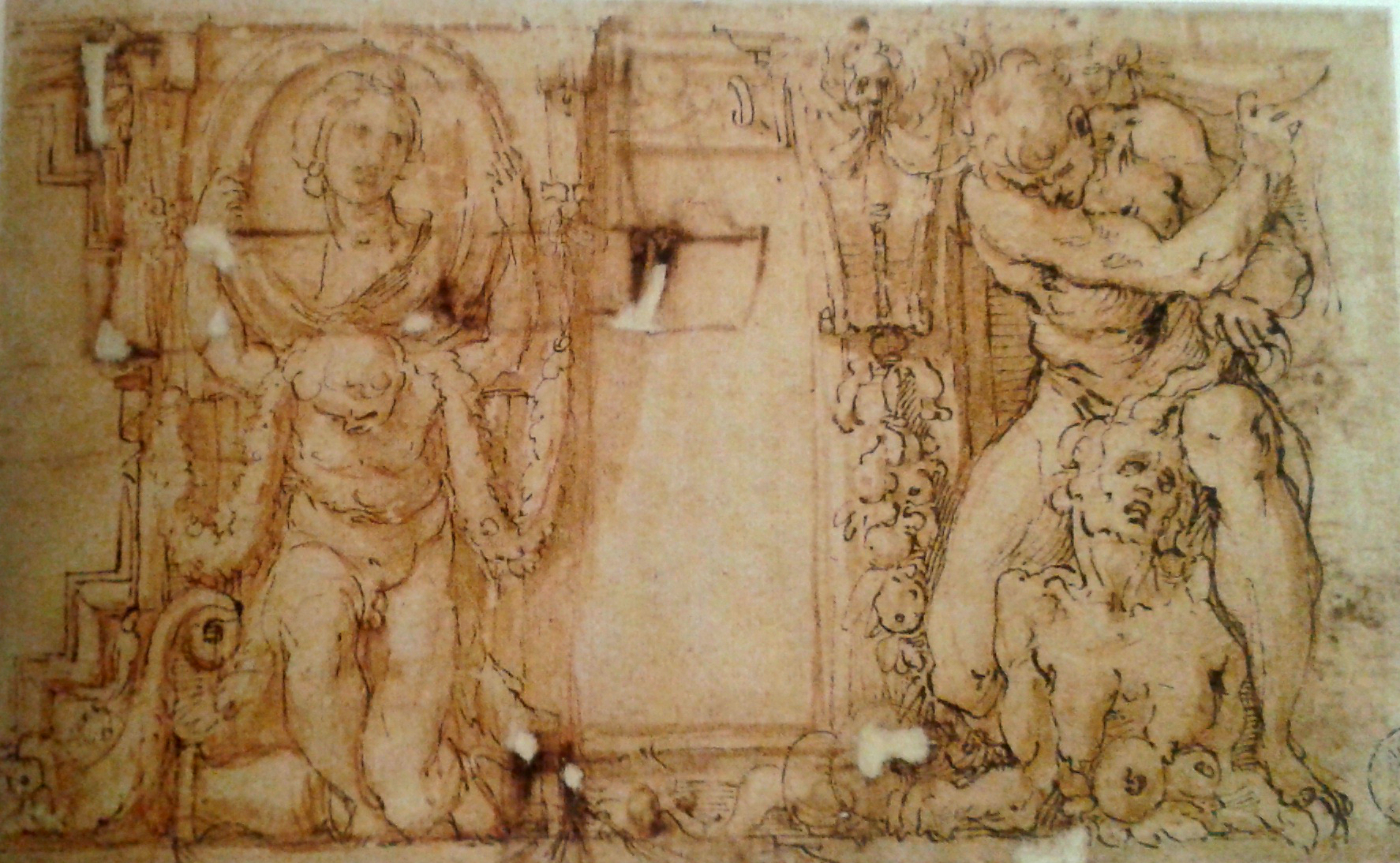
Anonimo, XVII secolo, Pinacoteca Nazionale di Bologna
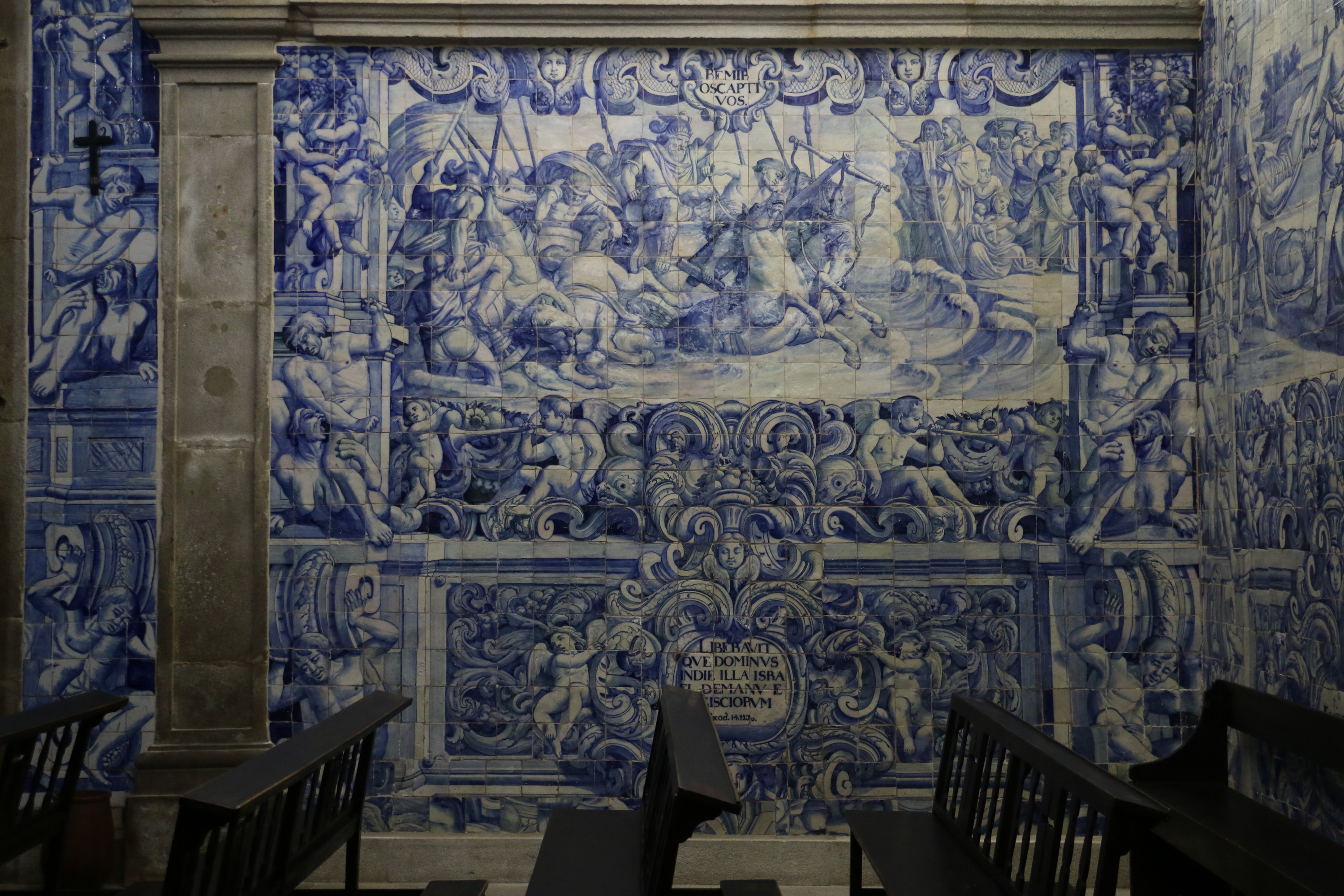
Antonio e Policarpo de Oliveira Bernardes, XVIII secolo, Viana do Castelo, chiesa della Misericordia
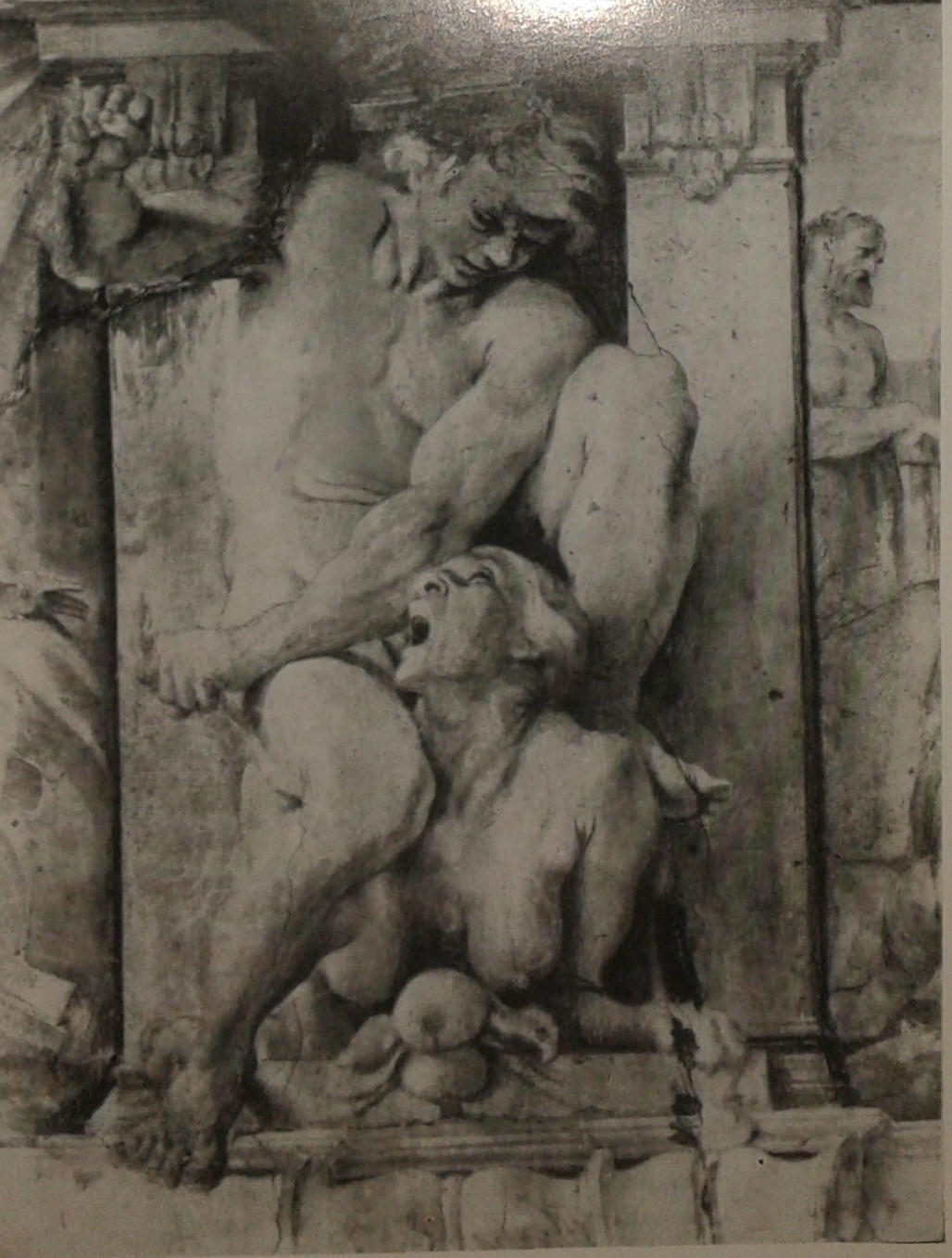
Il termine attribuito ad Annibale (prima della sua parziale distruzione)

## Lo stile

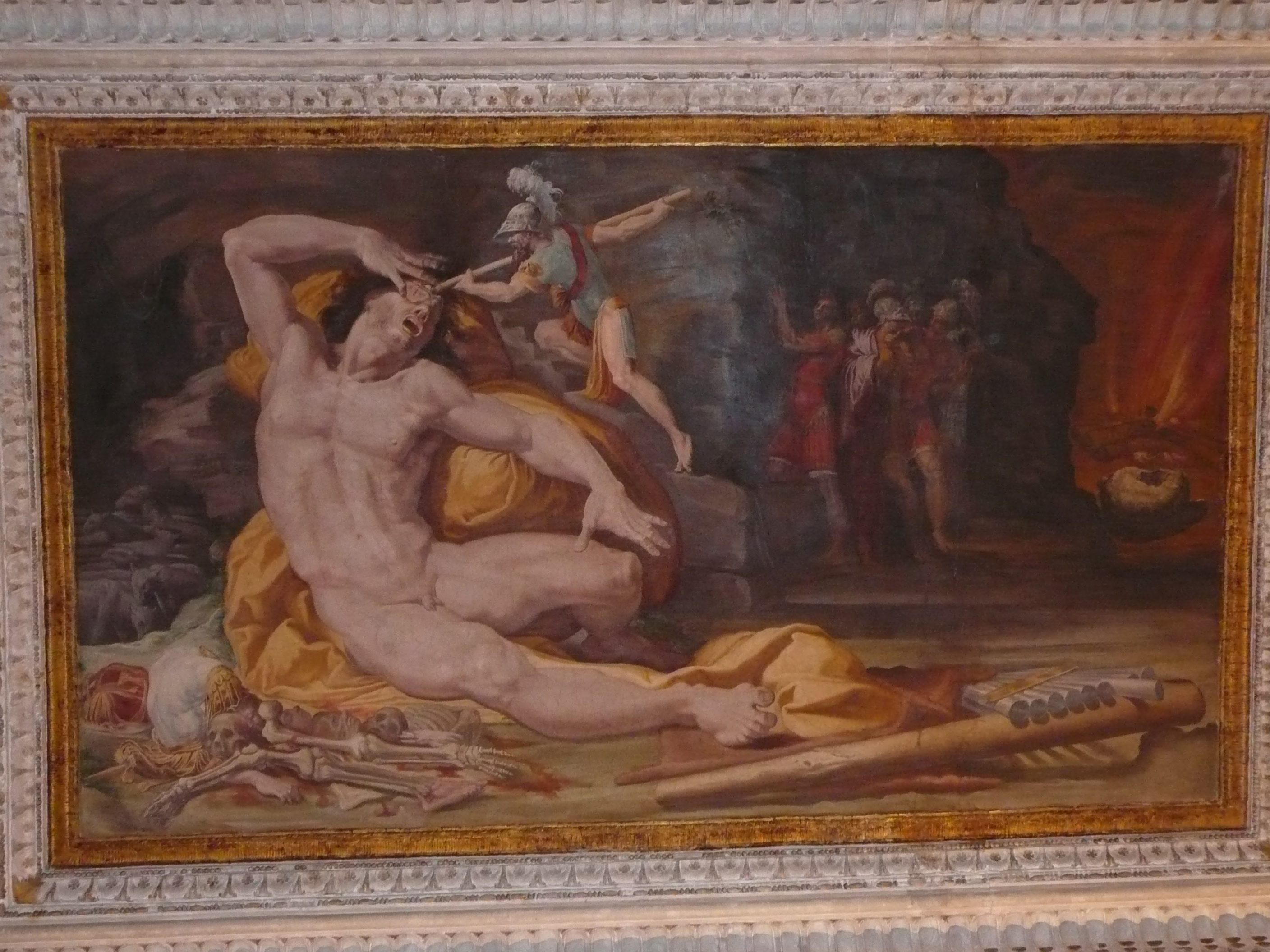
Pellegrino Tibaldi, Ulisse acceca Polifemo, scena principale delle Storie di Ulisse, 1550 ca., Bologna, Palazzo Poggi

È proprio l'analisi dello stile che, prima di tutto, ha spinto larga parte della comunità scientifica a rigettare il resoconto del Malvasia che vorrebbe le storie di Enea realizzate in immediata successione alle precedenti imprese decorative di Palazzo Fava.
Il confronto con tali altri cicli di affreschi, e in particolare con il più rilevante di essi, le storie di Giasone e Medea, evidenzia una maggior maturità artistica che colloca necessariamente l'ultima opera creata per il conte Fava qualche anno più avanti (sia pure con tutte le riferite incertezze su quanto sia il tempo che distanzia le due prove).
Nel ciclo argonautico infatti si riscontrano delle imperfezioni tipiche in una prova di esordio: le scene sono piuttosto piccole e in taluni casi sovraffollate al punto che talora, guardate dal basso, non risulta chiarissimo cosa sia raffigurato nel dipinto.
Le storie di Enea invece hanno un impianto decisamente monumentale: le scene sono più grandi, i protagonisti che le abitano sono generalmente pochi e l’azione risulta sempre chiaramente comprensibile.
Anche la costruzione delle figure è molto diversa, qui connotata da una solidità delle masse che non si coglie negli affreschi giovanili. I corpi dei protagonisti sono caratterizzati da una pronunciata resa muscolare spesso raffigurata nella tensione del moto, come nelle scene di lotta.
Questa svolta stilistica è stata ritenuta il frutto di una riflessione dei Carracci - e segnatamente di Ludovico, principale artefice delle storie di Enea - sull'esempio locale di Pellegrino Tibaldi e in particolare su quella che è una delle sue opere maggiori, cioè gli affreschi con storie di Ulisse dipinti a Palazzo Poggi a metà del Cinquecento.
Impresa che a sua volta rimanda alla rivoluzione pittorica inaugurata da Michelangelo nella Cappella Sistina che il Tibaldi - attivo a Roma per alcuni anni - contribuì più di tutti a diffondere a Bologna.

## Le incisioni di Giuseppe Maria Mitelli
Dei cicli carracceschi di Palazzo Fava quello con le storie di Enea è l’unico ad essere stato riprodotto in incisione. Ideatore dell'impresa grafica fu Flaminio Torri che realizzò i disegni da utilizzare per l’incisione delle matrici. Il Torri tuttavia morì prima di portare a termine questo compito. Gli subentrò Giuseppe Maria Mitelli che attese all'intaglio dei rami sulla base dei disegni del primo. La serie - composta dalle dodici scene narrative e dagli otto gruppi dei guerrieri che sconfiggono le arpie - fu data alle stampe nel 1663 con dedica a Leopoldo de' Medici.
Le pregevoli stampe del Mitelli sono anche una preziosa fonte di lettura del ciclo pittorico in quanto consentono di intuirne lo stato originario quale esso era prima del grave deterioramento subito dalle pitture.

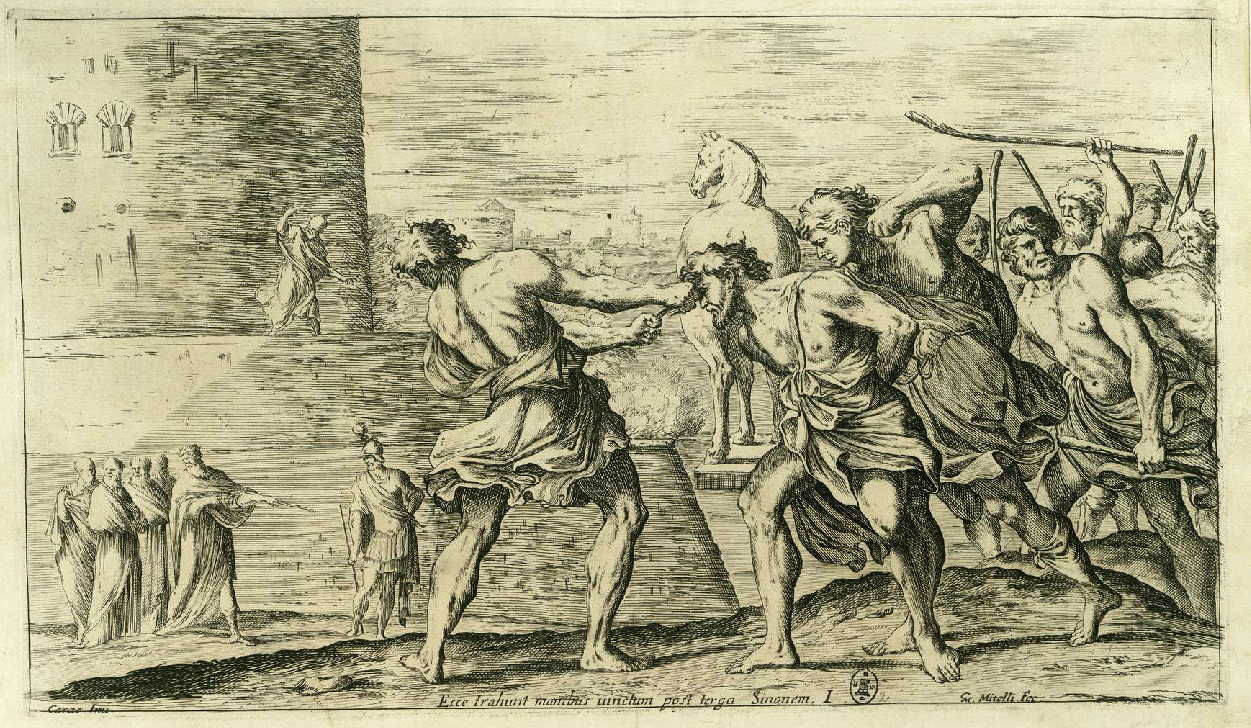
Sinone imprigionato
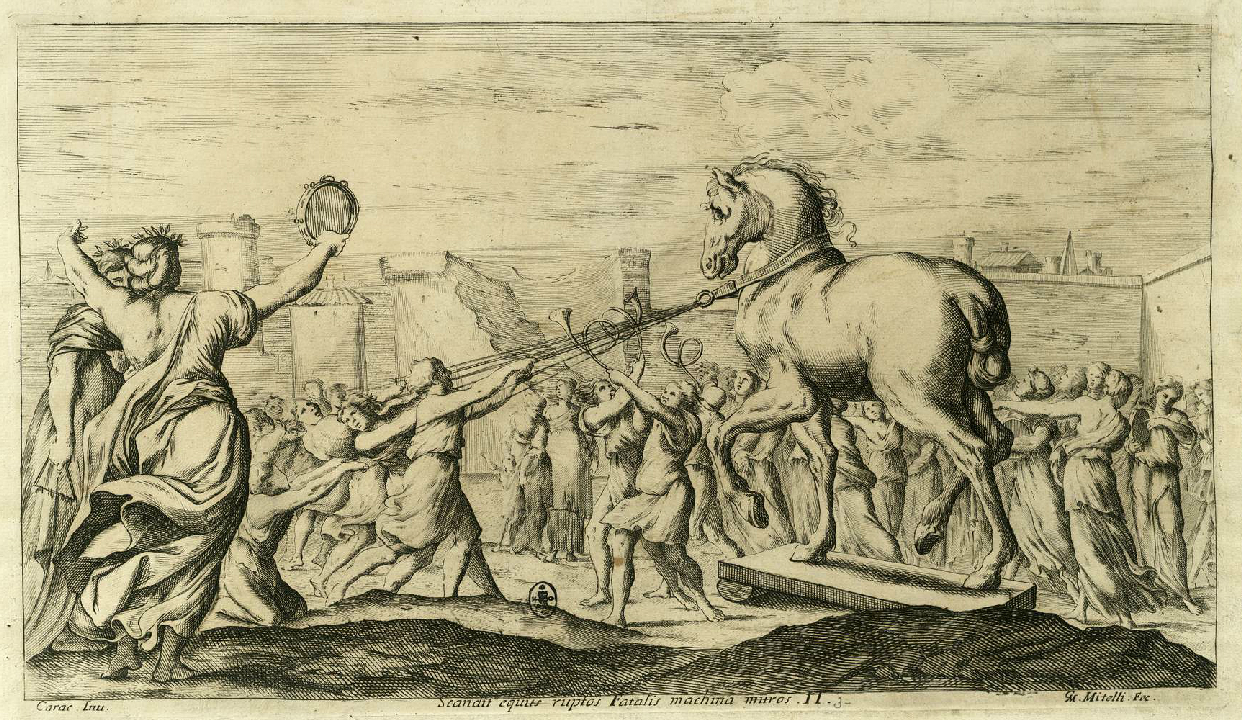
Il Cavallo di Troia
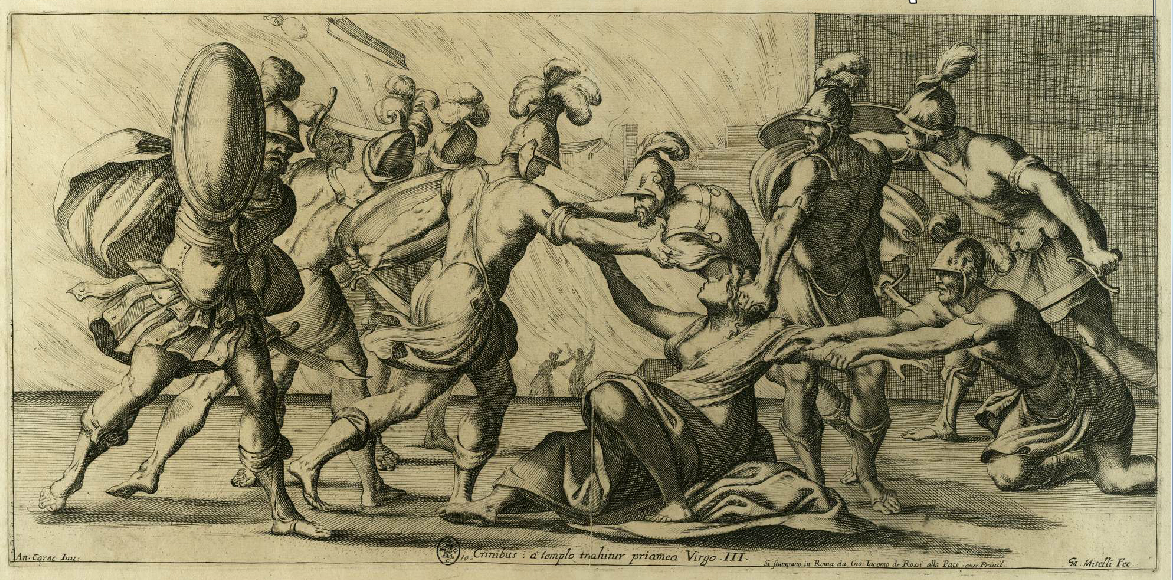
Lotta intorno a Cassandra
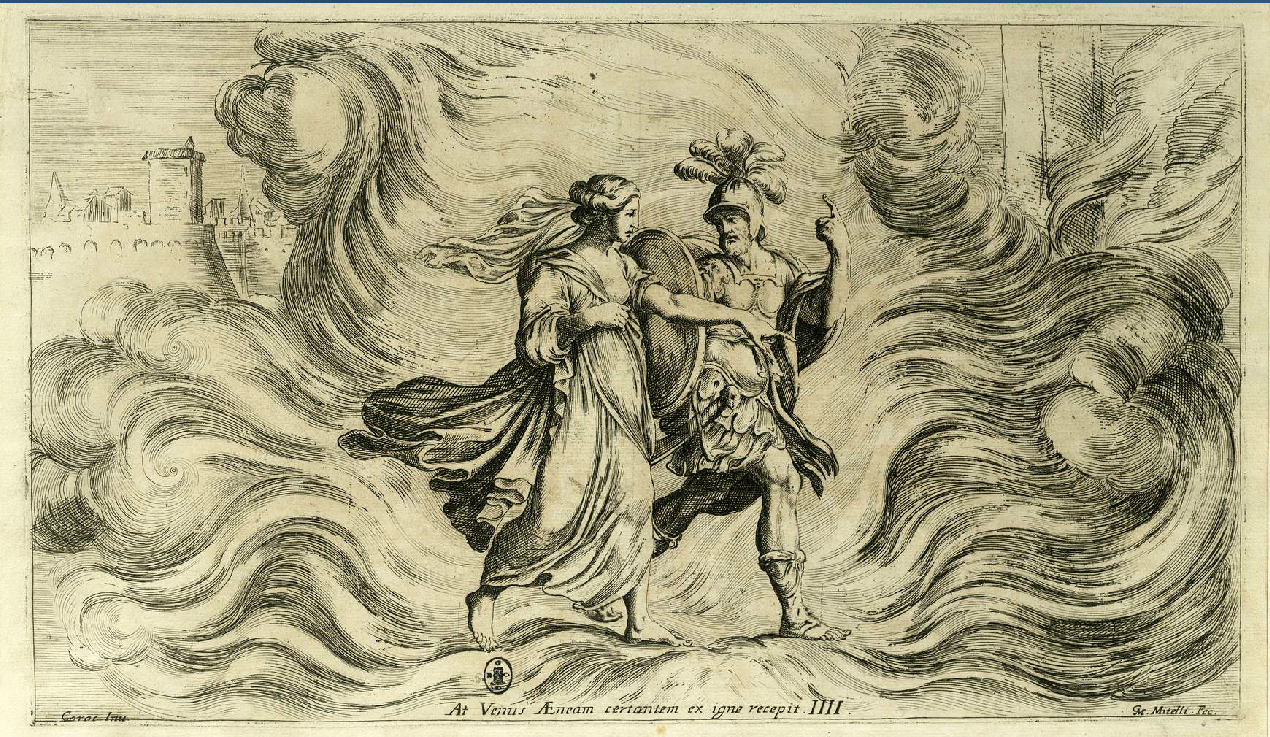
Venere soccorre Enea
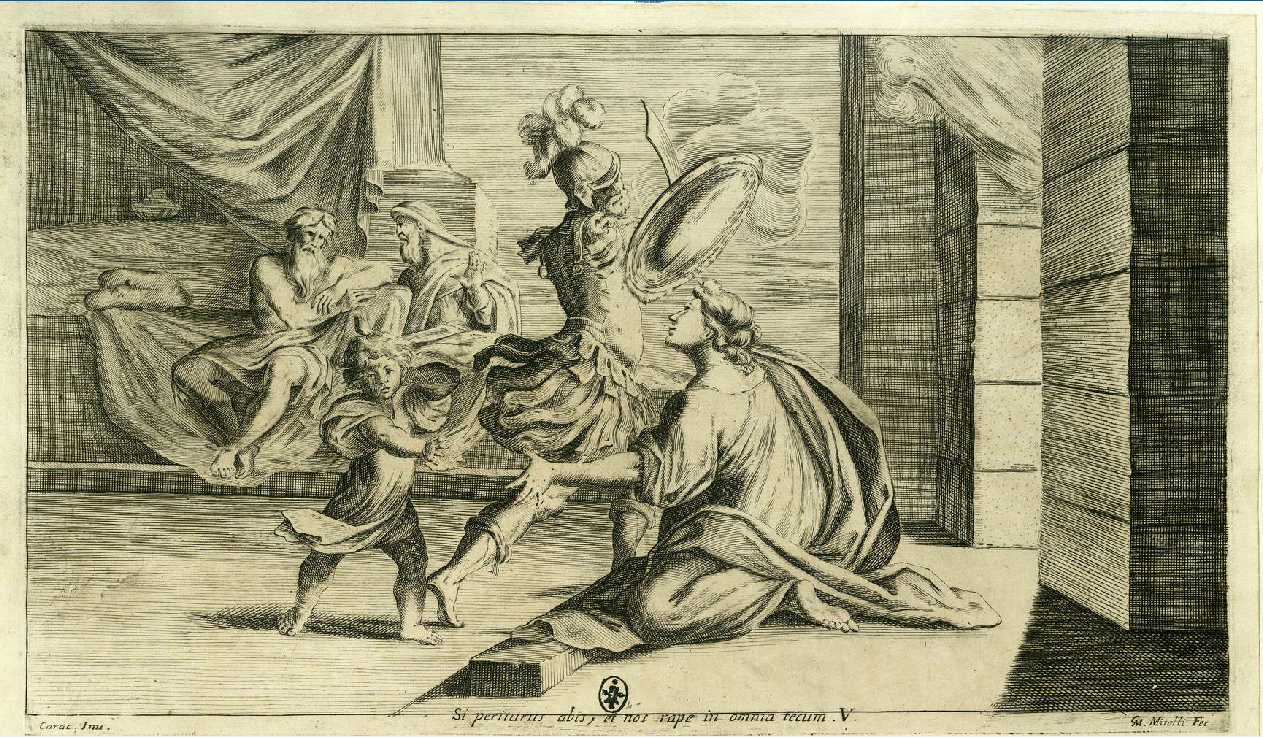
Enea abbandona la reggia
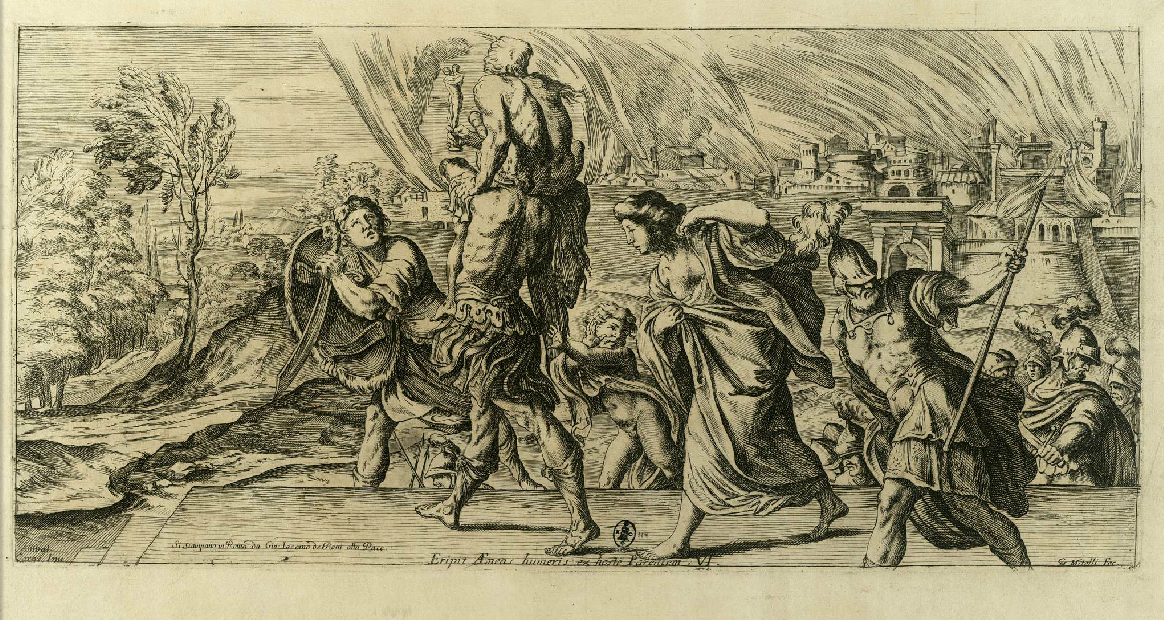
Enea fugge da Troia in fiamme
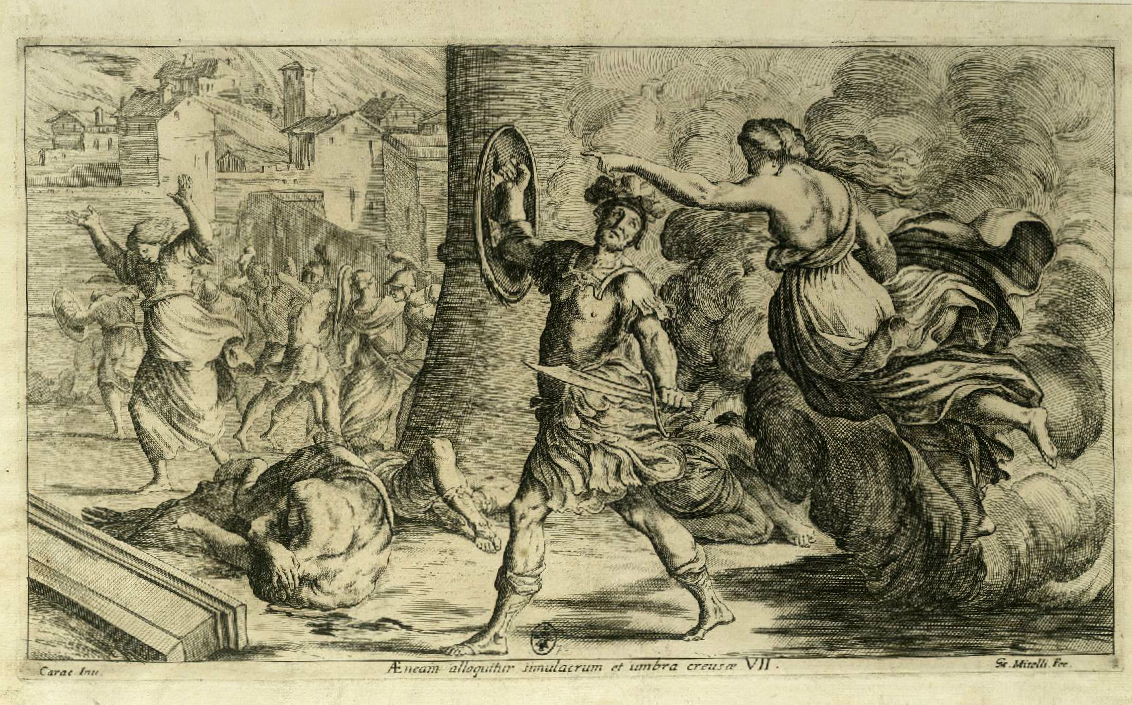
Enea e l'ombra di Creusa
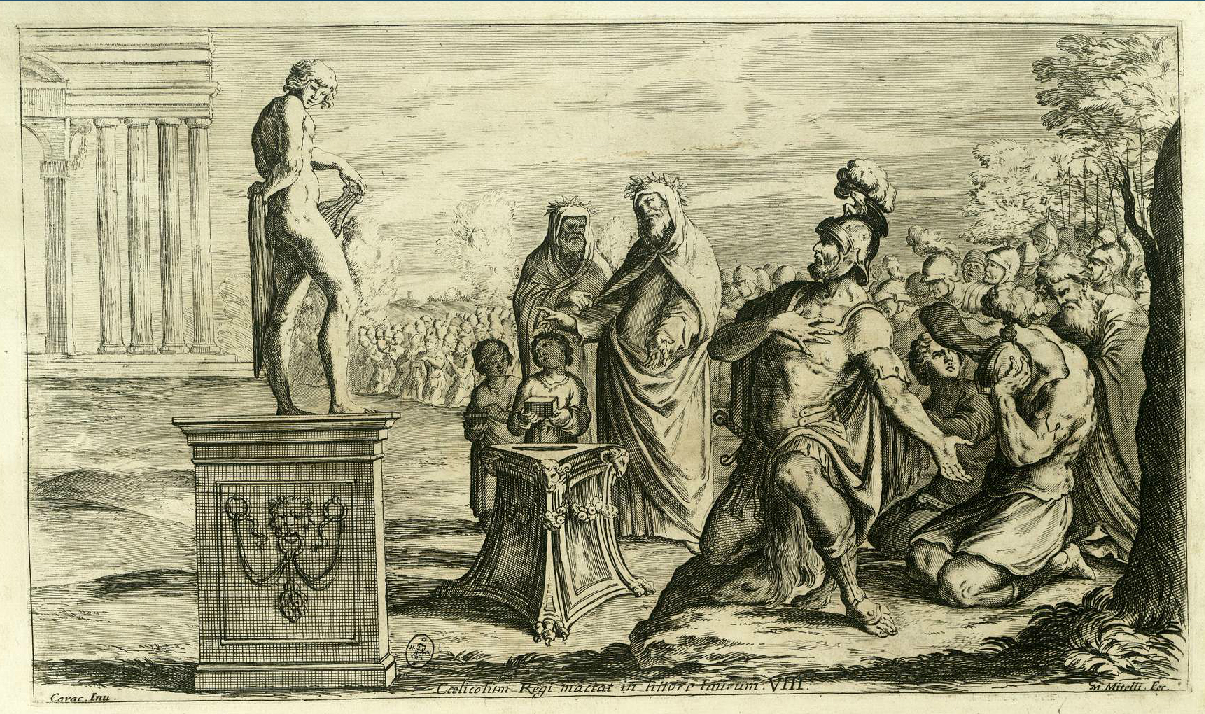
Sacrificio di Enea
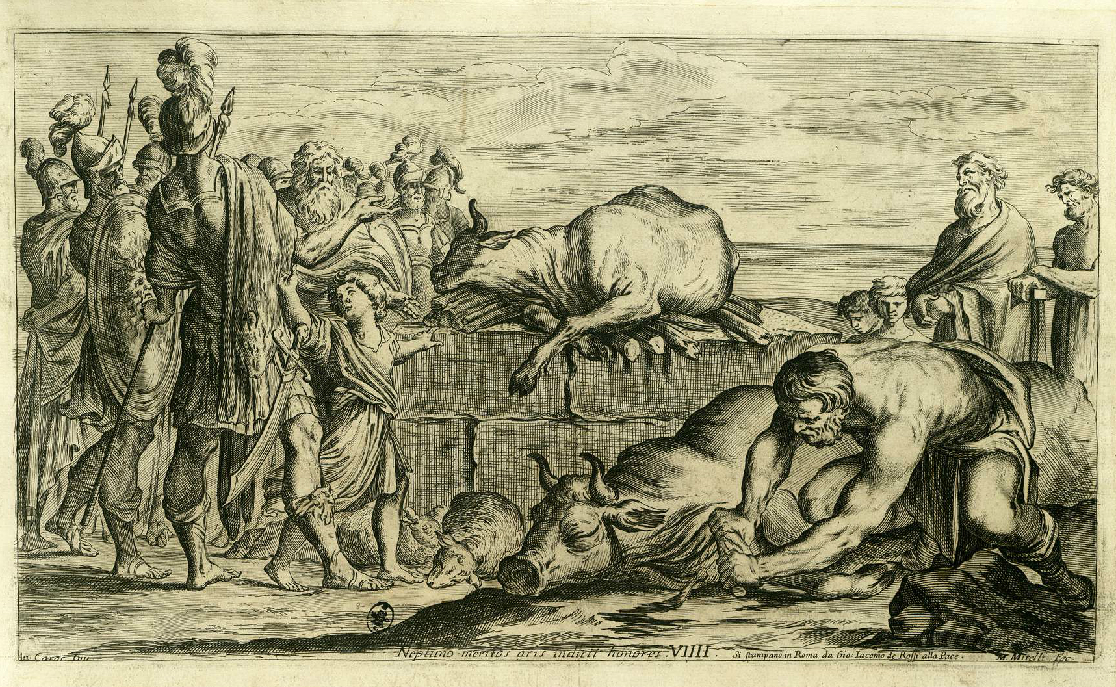
Offerta a Nettuno
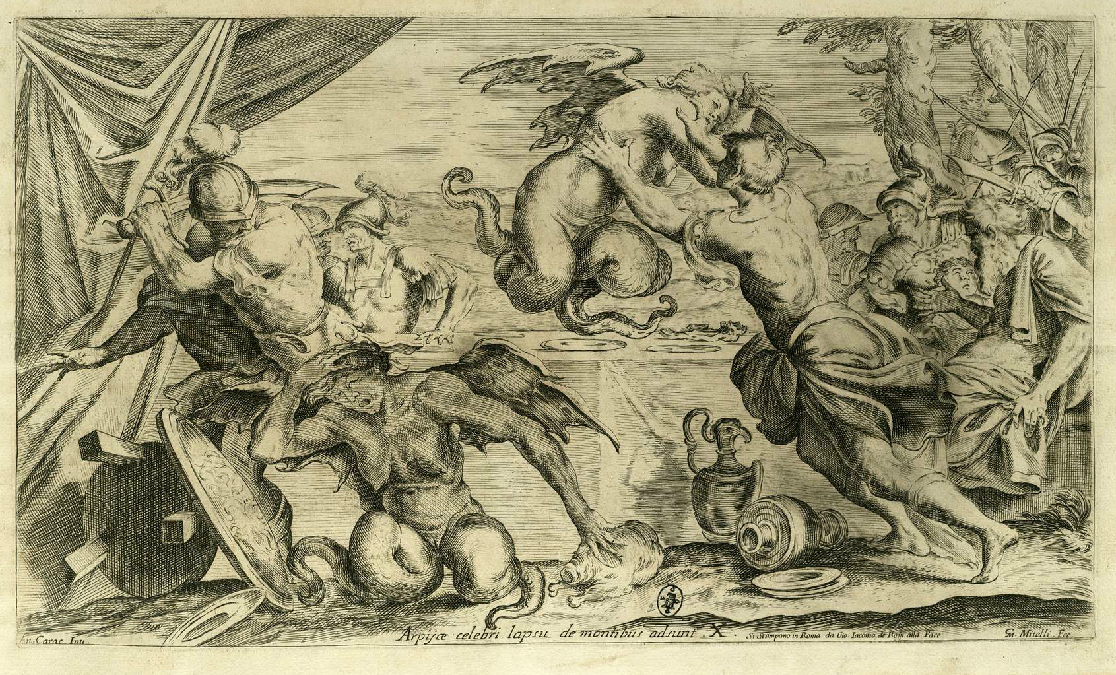
La mensa dei Troiani insozzata dalle arpie
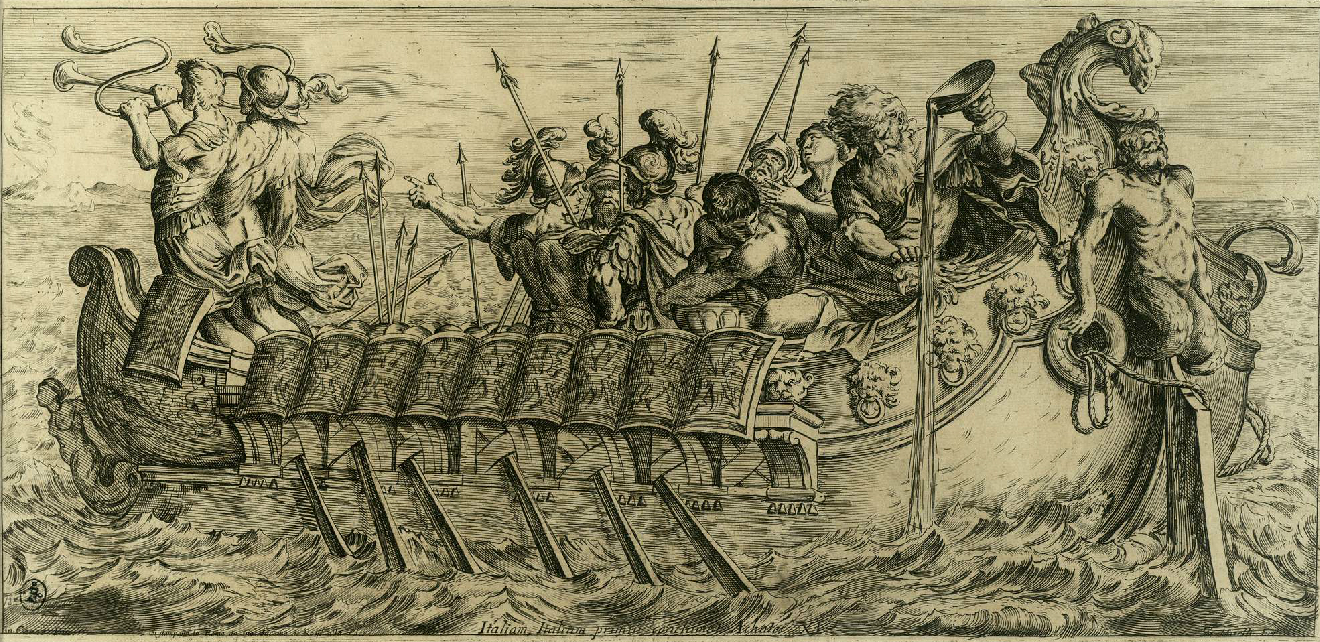
Approdo di Enea in Italia
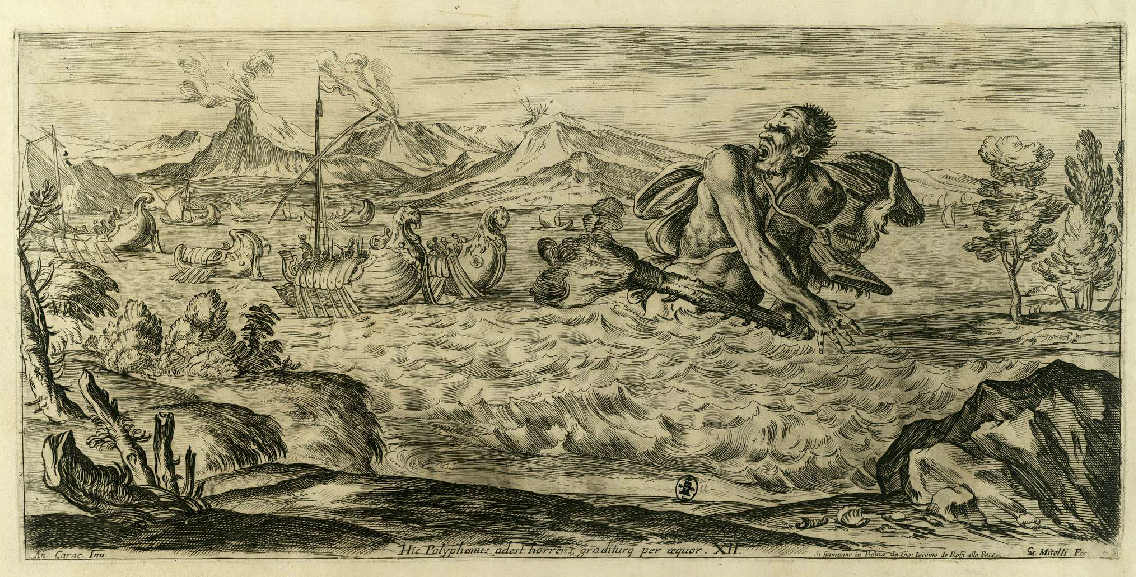
Polifemo aggredisce la flotta troiana
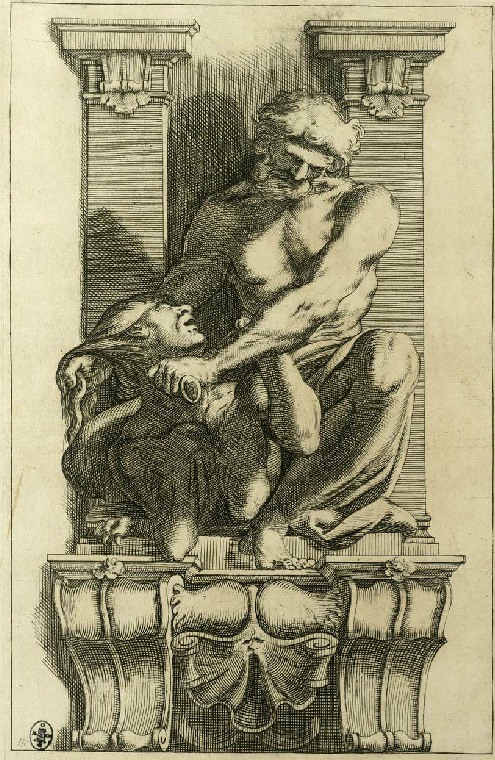
Termine
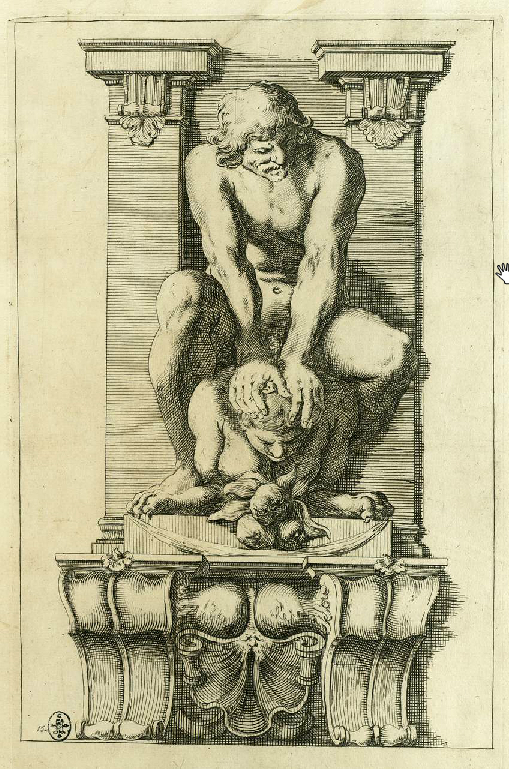
Termine
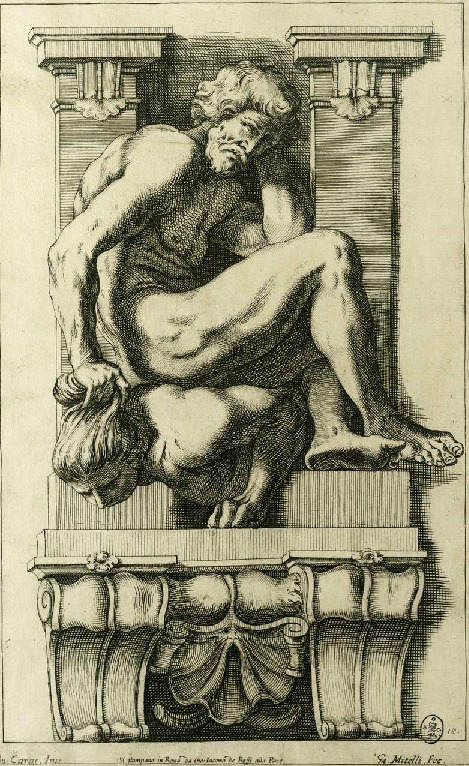
Termine
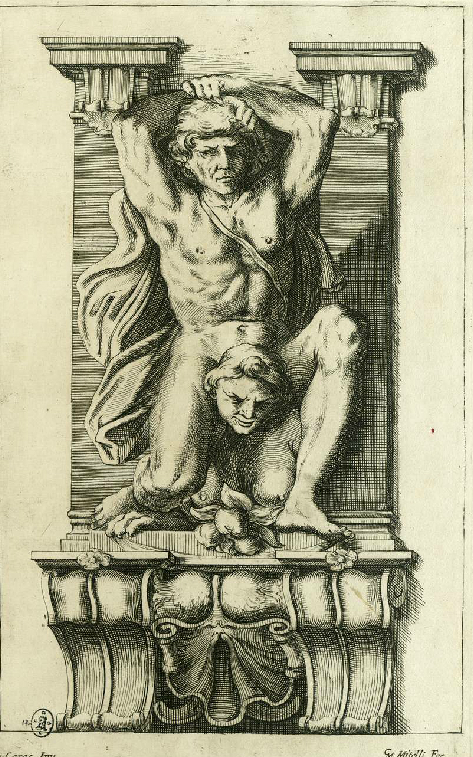
Termine
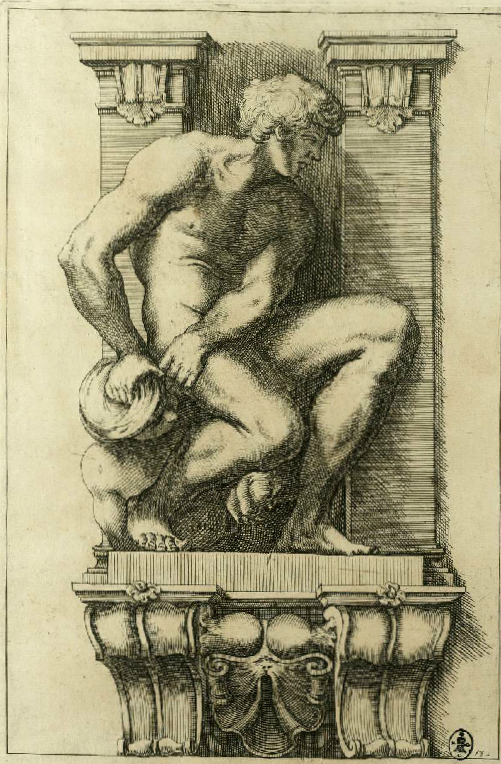
Termine
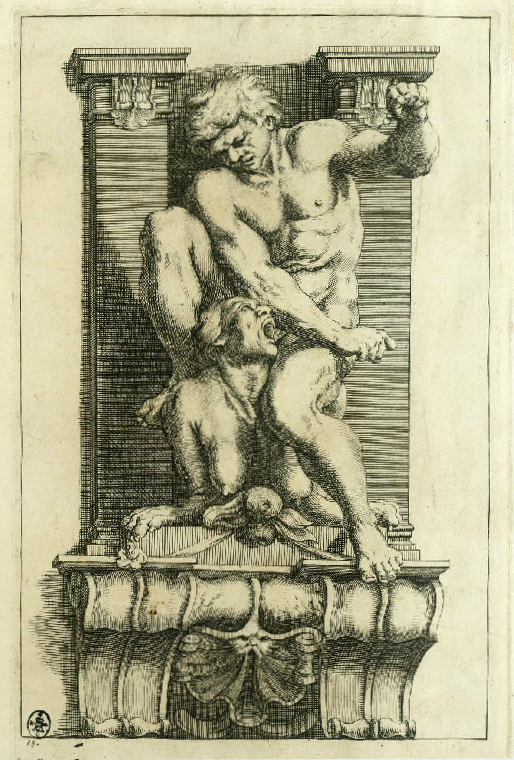
Termine
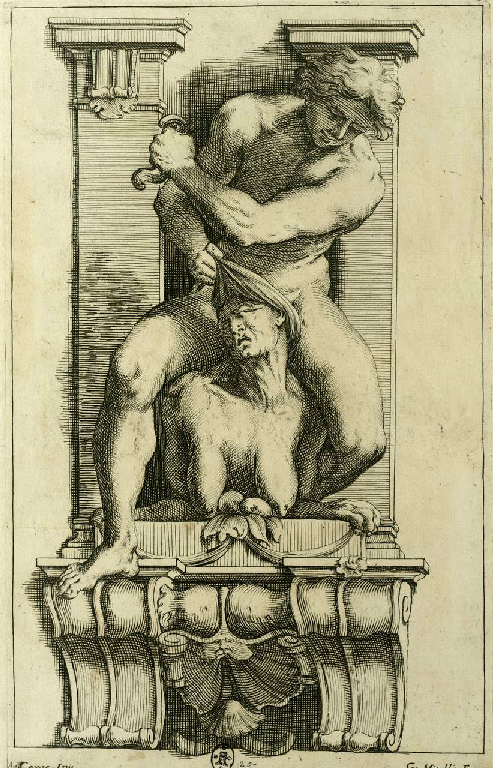
Termine
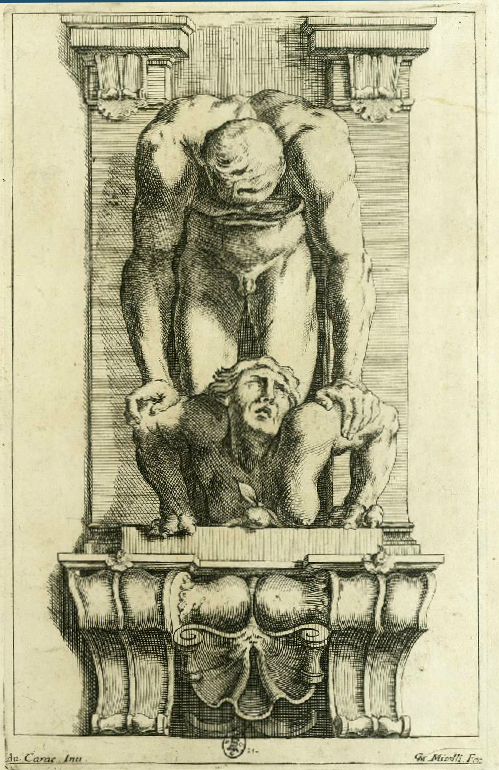
Termine

## Gli altri fregi virgiliani di Palazzo Fava

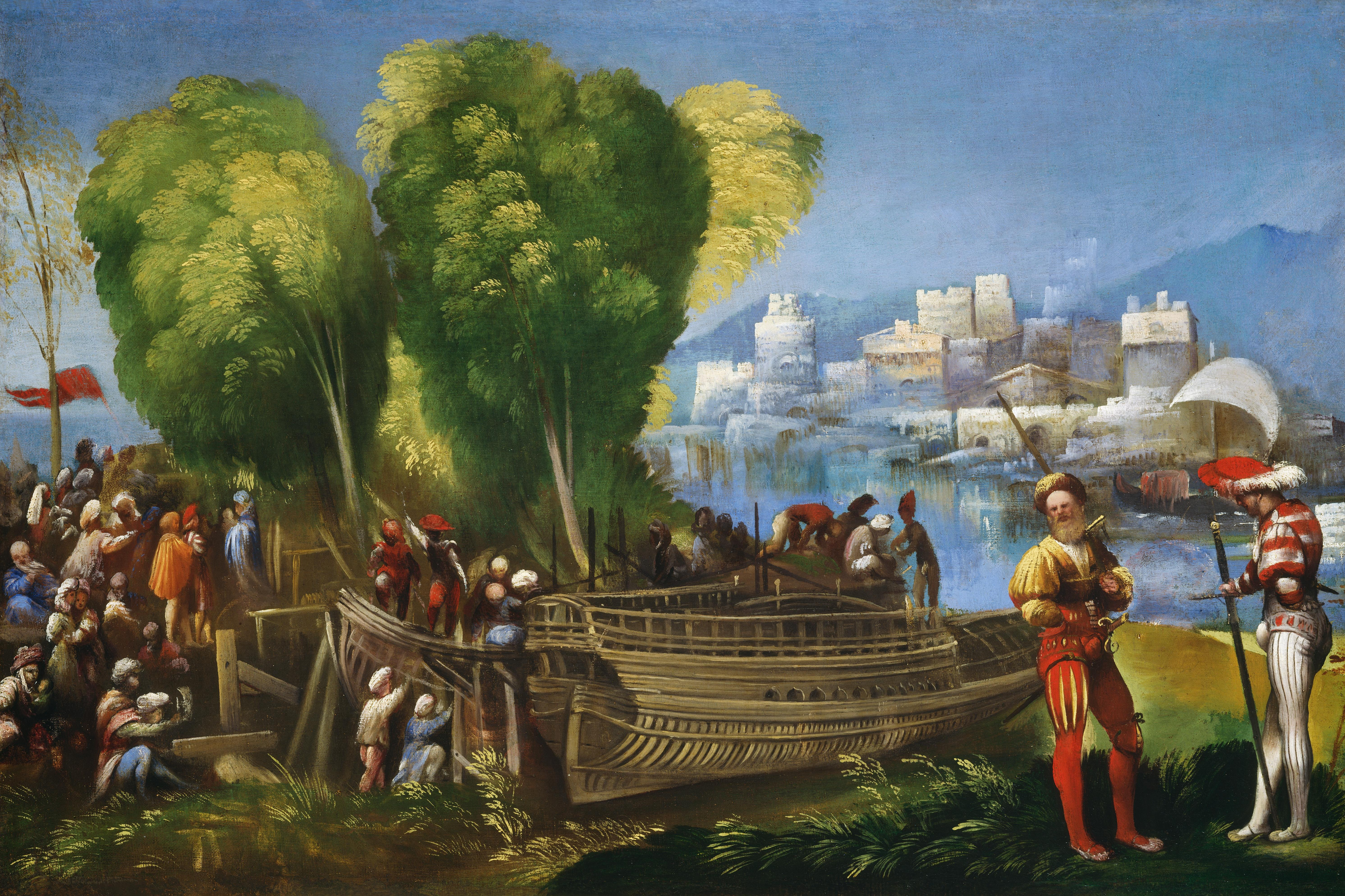
Dosso Dossi, Enea e Acate sbarcano sulla costa libica, 1520 ca., Washington, National Gallery of Art

In Palazzo Fava, come rilevato, oltre a quello dei Carracci vi sono altri tre fregi dedicati alle vicende di Enea, rispettivamente spettanti a Francesco Albani, a non ancora identificati allievi dei Carracci (e più segnatamente del solo Ludovico, perché al tempo di realizzazione di questi dipinti Annibale ed Agostino avevano già lasciato Bologna) e, infine, a Bartolomeo Cesi.
Questi altri tre fregi sono, nell'ordine indicato, in rapporto di continuità narrativa con quello dei Carracci (e tra loro): le quattro stanze virgiliane, quindi, costituiscono lo svolgimento di un unico programma decorativo ed iconografico.
La connessione di questi quattro ambienti tuttavia è stata chiarita dagli studi solo in tempi relativamente recenti ed è dovuta allo storico dell’arte Sonia Cavicchioli. In passato il nesso non era stato colto, probabilmente a causa dell’apparente “disordine”, in rapporto al poema virgiliano, della sequenza delle quattro stanze.
Quella dei Carracci, infatti, narra dei fatti esposti nel secondo e nel terzo libro dell’Eneide, quella dell’Albani è dedicata al primo libro, quella degli scolari di Ludovico si apre con un episodio del primo libro per poi raffigurare vicende del quarto e del quinto libro, mentre il Cesi, da ultimo, inscena episodi tratti dal quinto e dal sesto libro.
Ciò che ha consentito di individuare la precisa sequenzialità delle stanze di Palazzo Fava è stata la comprensione del fatto che esse non seguono l'ordine del racconto come lo si legge nell'Eneide, bensì della loro disposizione secondo la cronologia "storica" degli eventi raffigurati.
La prima stanza quindi, quella di Ludovico, Agostino ed Annibale, parte dai libri secondo e terzo (e non dal primo), perché qui si narra della caduta di Troia e delle prime peregrinazioni di Enea, cioè degli accadimenti in ordine di tempo più remoti, anche se nell'Eneide sono descritti dopo quel che è narrato nel primo libro (i cui accadimenti sono pertanto raffigurati dall’Albani nella seconda stanza perché - nel tempo - successivi).
Anche il salto apparentemente più brusco dal primo al quarto libro, che si osserva nella stanza degli allievi, si spiega allo stesso modo. La scena di apertura di questa stanza, cioè il banchetto che Didone offre in onore di Enea (I, 706) è immediatamente seguita da una scena del quarto libro (Didone che offre sacrifici agli dèi; IV, 58) perché tutto quanto sta nel mezzo è relativo al racconto di Enea a Didone delle traversie che hanno preceduto l'arrivo dei Troiani a Cartagine. Cioè il contenuto dei libri secondo e terzo già descritti nella stanza dei Carracci, in quanto fatti cronologicamente antecedenti al tragico amore tra Enea e la regina fenicia (tema dei primi riquadri della sala degli scolari).

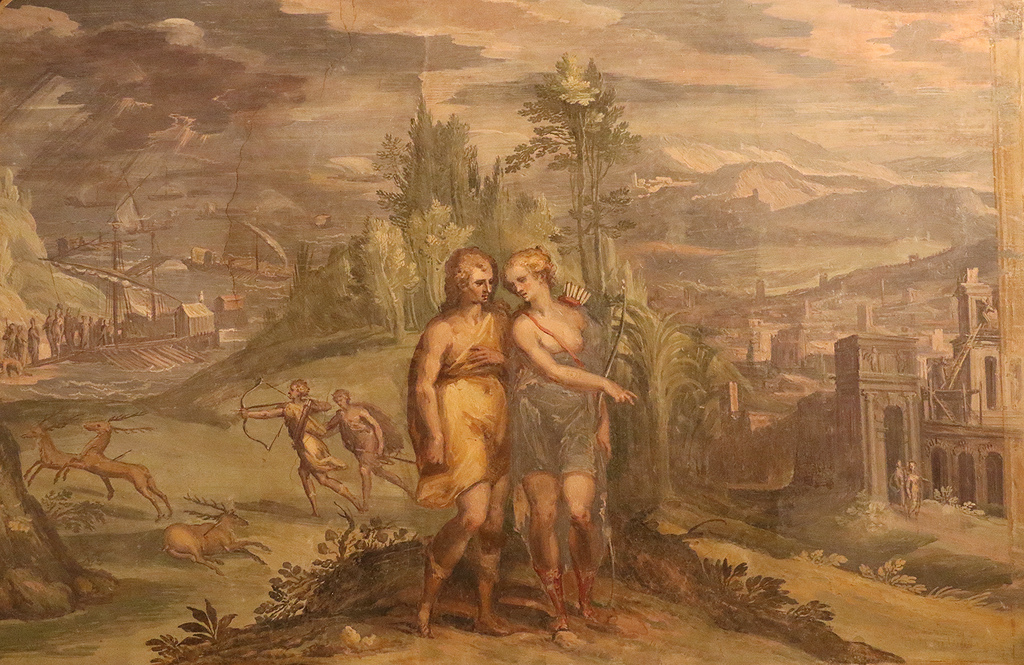
Carlo Urbino, Enea e Venere in sembianze di cacciatrice, 1585 ca., Sabbioneta, Palazzo del Giardino

In questa chiave la stringente connessione tra tutte le stanze si coglie in modo chiaro ponendo mente al fatto che – come dimostrato dalla Cavicchioli – se ogni singolo fregio sembra chiudersi con una brusca interruzione della storia, in realtà l'ultimo riquadro di ogni stanza apre al primo di quella successiva. Così l'abbandono della Sicilia a seguito della fuga da Polifemo (ultima scena della sala dei Carracci) introduce la richiesta di Giunone ad Eolo di una tempesta che allontani Enea dalle coste italiane (cioè il primo episodio della seconda stanza dell’Albani).
Ancor più evidente la continuità, in questa chiave di lettura, tra la terza stanza e la quarta del Cesi. Il fregio degli allievi, infatti, si chiude con una regata di navi (V, 66) - cioè il primo dei giochi fatti in onore della morte di Anchise – mentre la sala del Cesi si apre con una gara di corsa campestre, cioè la seconda competizione fatta durante le celebrazioni funebri dedicate al padre di Enea (cui seguono le altre gare fatte nella stessa occasione).
L'unitarietà di tutti e quattro i fregi sembra poi ulteriormente confermata anche da un'impaginazione pittorica sostanzialmente sovrapponibile in tutti gli ambienti, pur al netto delle rilevanti differenze stilistiche dei diversi pittori coinvolti nell'impresa.
Ci si è chiesti, infine, come mai la narrazione si arresti al sesto libro e non vada oltre. In merito, pur non potendosi escludere che potesse esservi la volontà di proseguire il ciclo in altre sale del palazzo (progetto poi, sempre in ipotesi, abbandonato) si è notato che Cristoforo Landino nelle sue Disputationes camaldulenses (1475 ca.), aveva attribuito un particolare significato allegorico, in chiave neoplatonica, proprio ai primi sei libri dell'Eneide nei quali, secondo il Landino, le vicende di Enea possono essere viste anche come un esemplare percorso umano verso il raggiungimento della virtù. Tra il testo dell'umanista fiorentino e i fregi di Palazzo Fava sono state colte anche altre tangenze, giungendosi così a formulare l'ipotesi che di esso si possa essere tenuto conto nell'ideazione iconografica del ciclo bolognese.
Del resto le riflessioni sul poema virgiliano formulate nelle Disputationes già erano state poste alla base di altre opere d'arte tra le quali in particolare il ciclo di dieci tele con episodi dell'Eneide eseguito da Dosso Dossi intorno al 1520 su commissione di Alfonso d'Este.
Anche in tempi pressoché contemporanei alla decorazione di Palazzo Fava il testo del Landino era ancora utilizzato per l’ideazione di un ciclo di affreschi dedicati ad Enea, eseguito da Carlo Urbino intorno al 1585 nel Palazzo del Giardino di Sabbioneta: anche in questo caso le scene dipinte derivano solo dai primi sei libri dell'Eneide.

### Il fregio di Francesco Albani

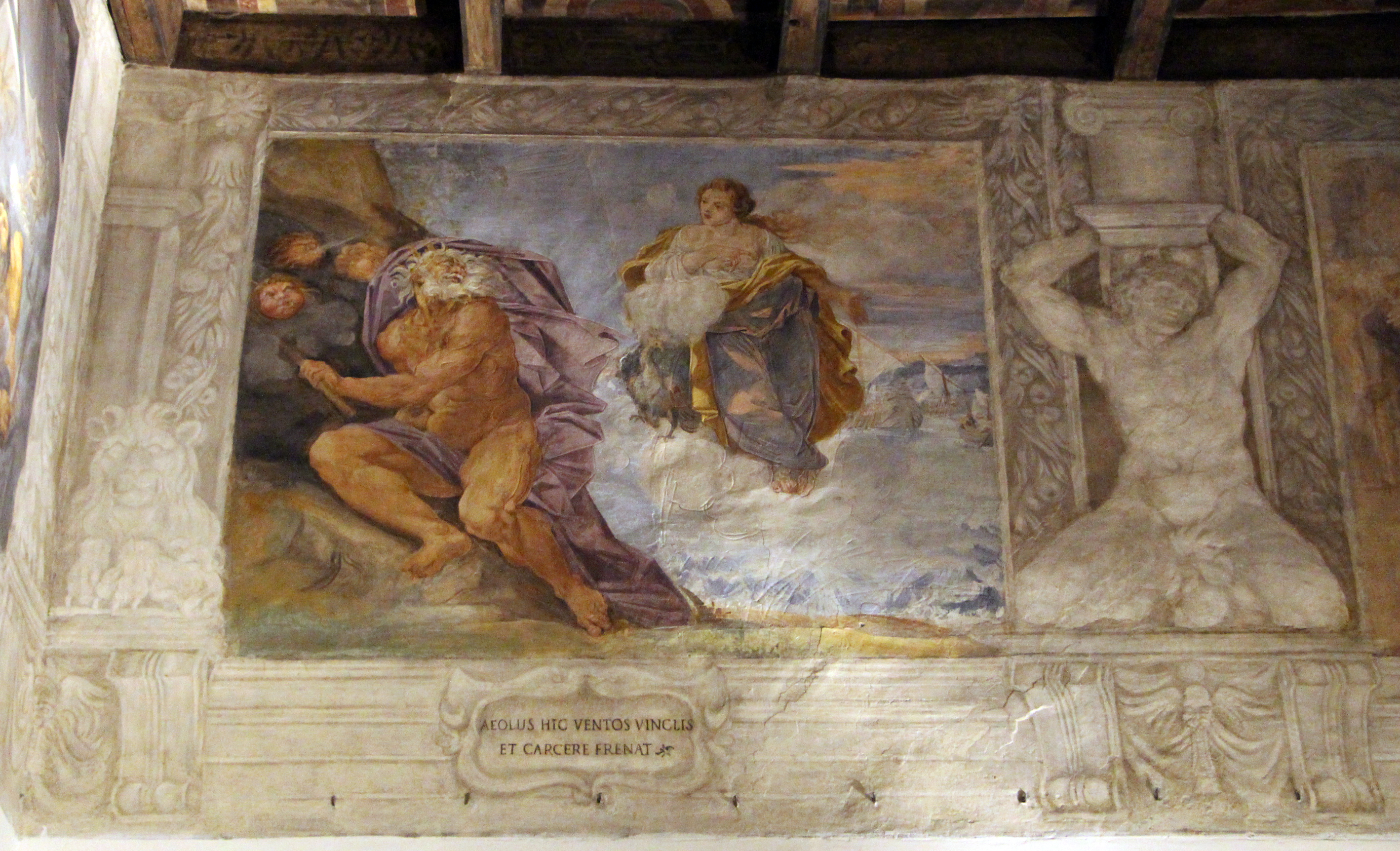
Giunone chiede ad Eolo di scatenare la tempesta
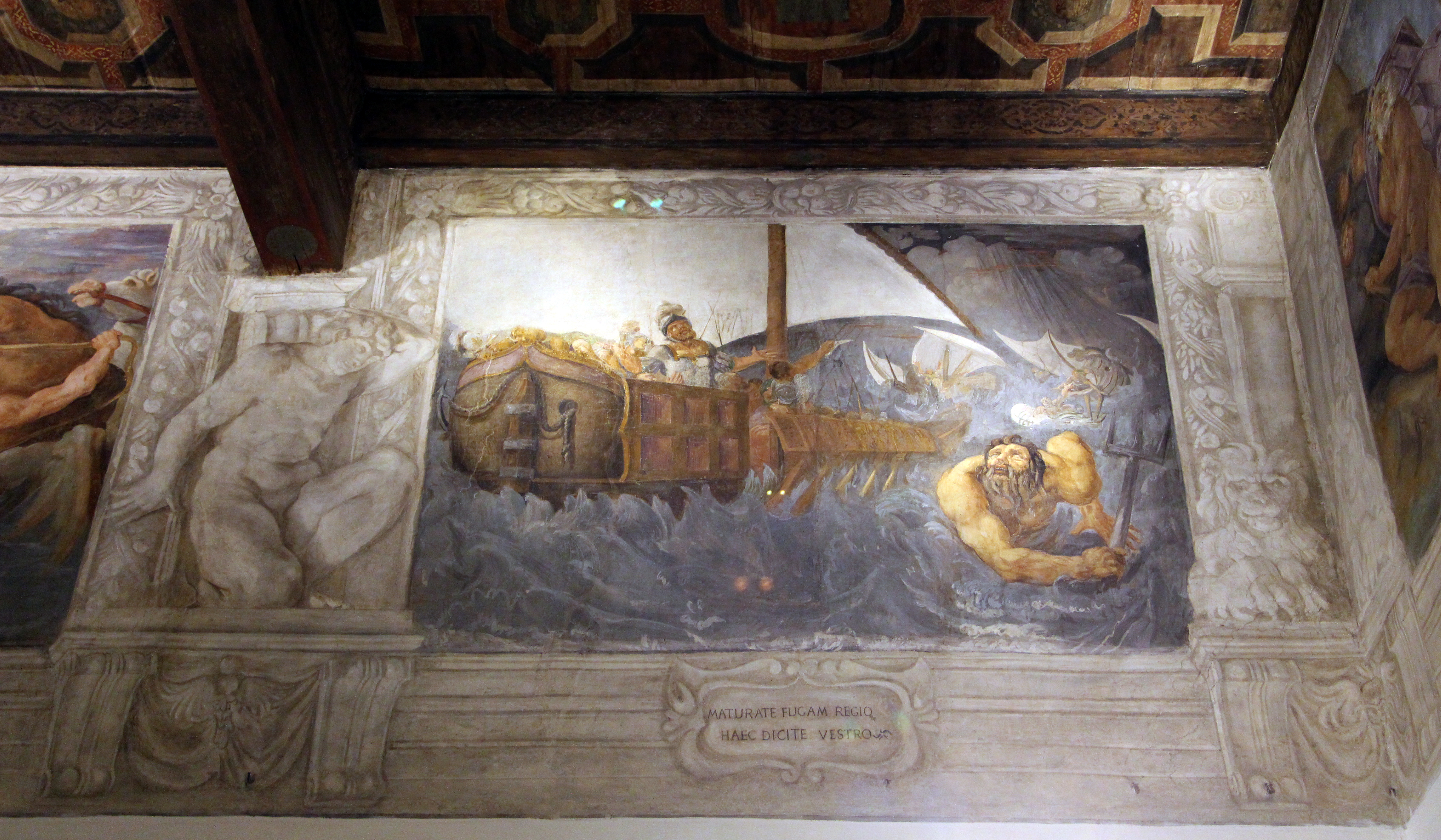
L'invocazione di Enea e l'intervento di Nettuno
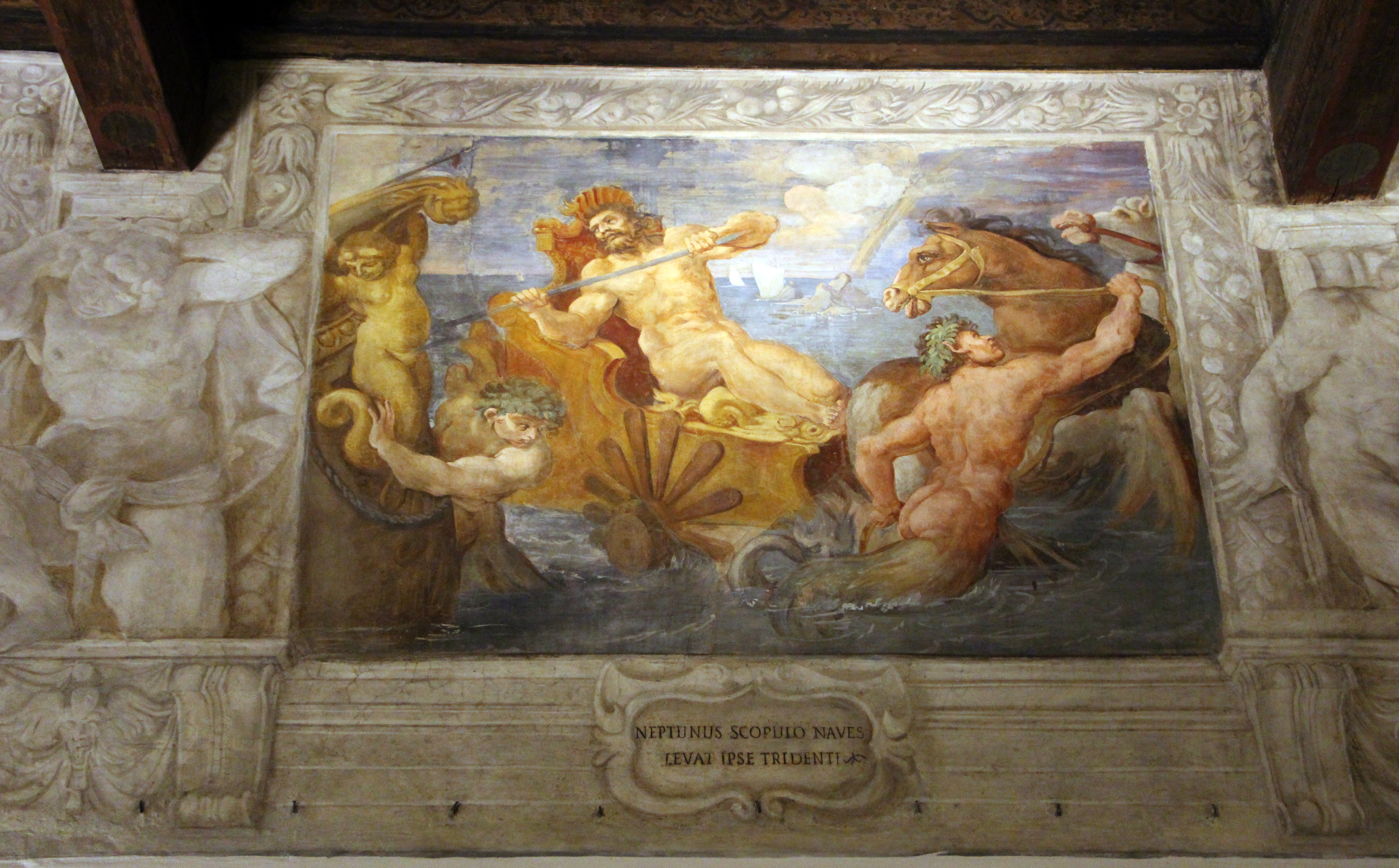
Nettuno e il suo seguito disincagliano le navi
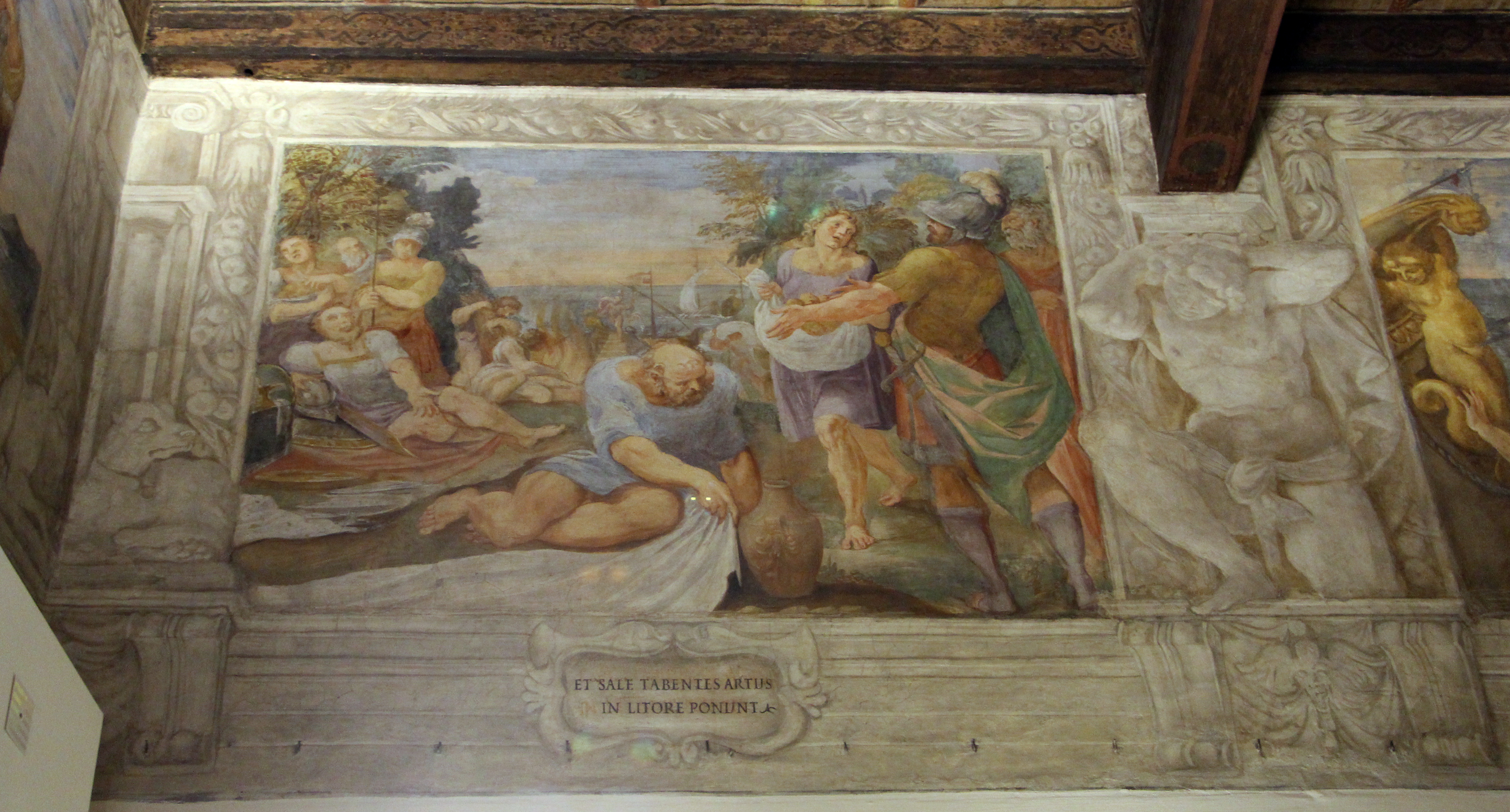
I Troiani riposano sulle coste della Libia
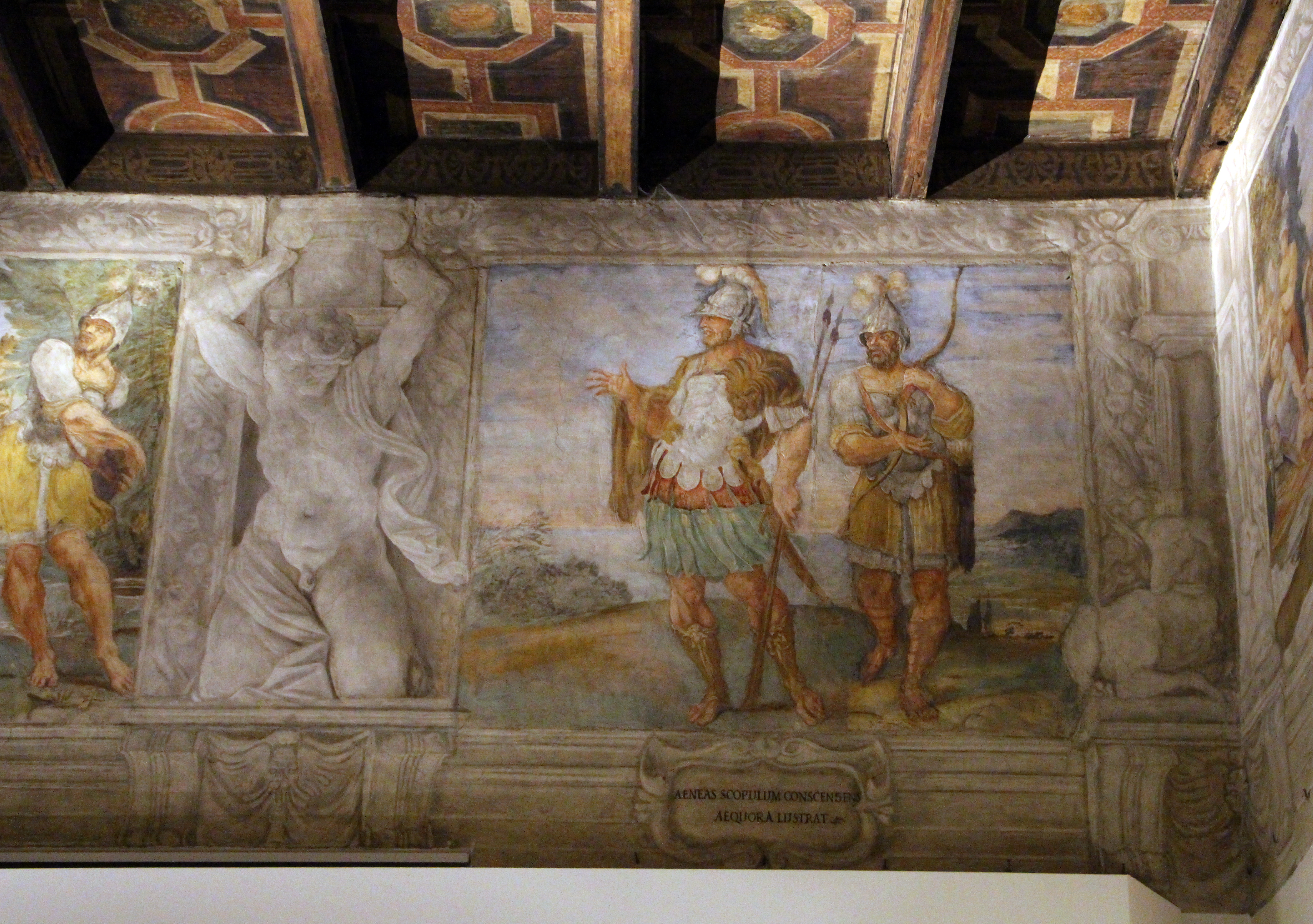
Enea ad Acate esplorano il litorale
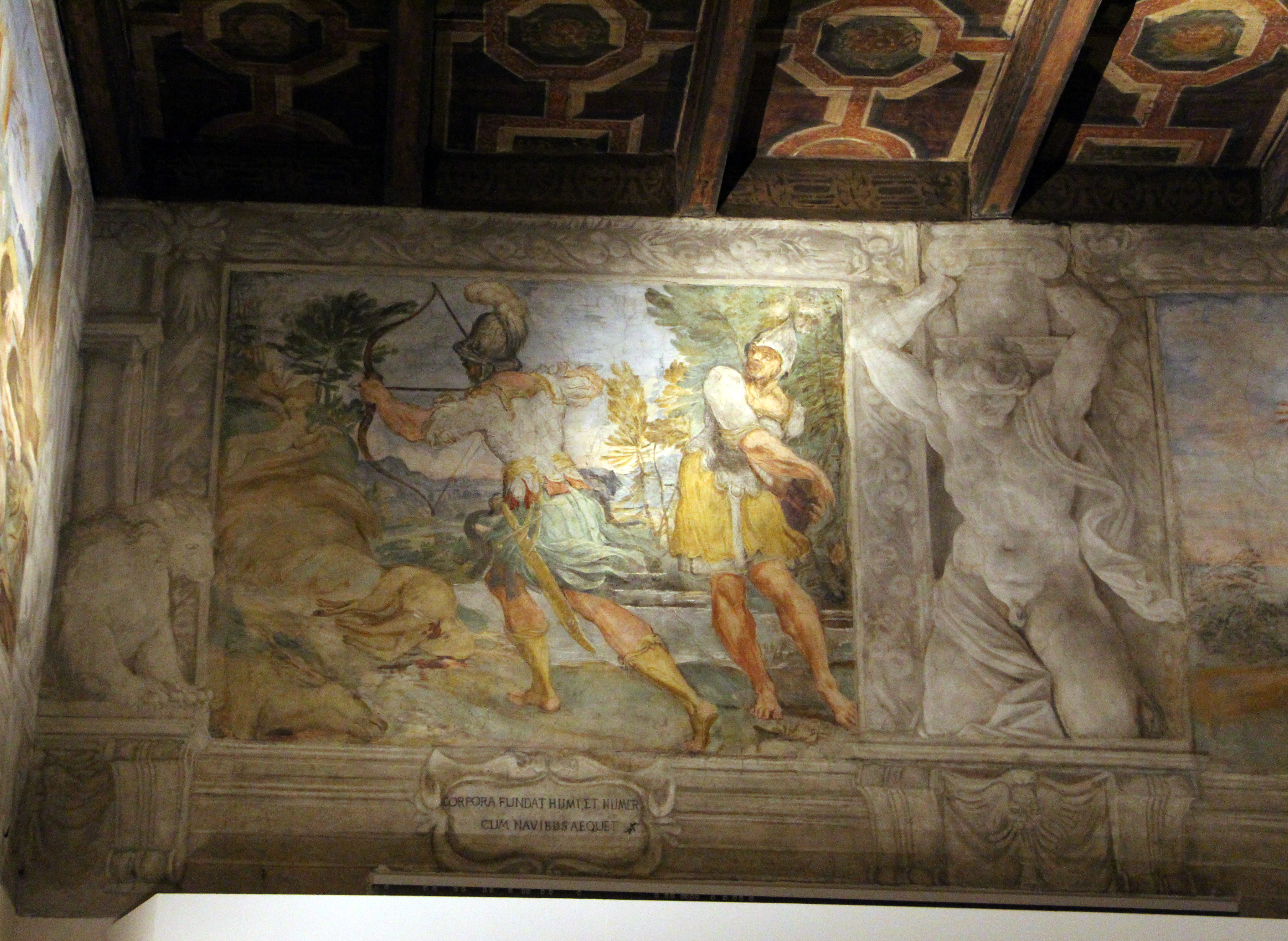
La caccia di Enea
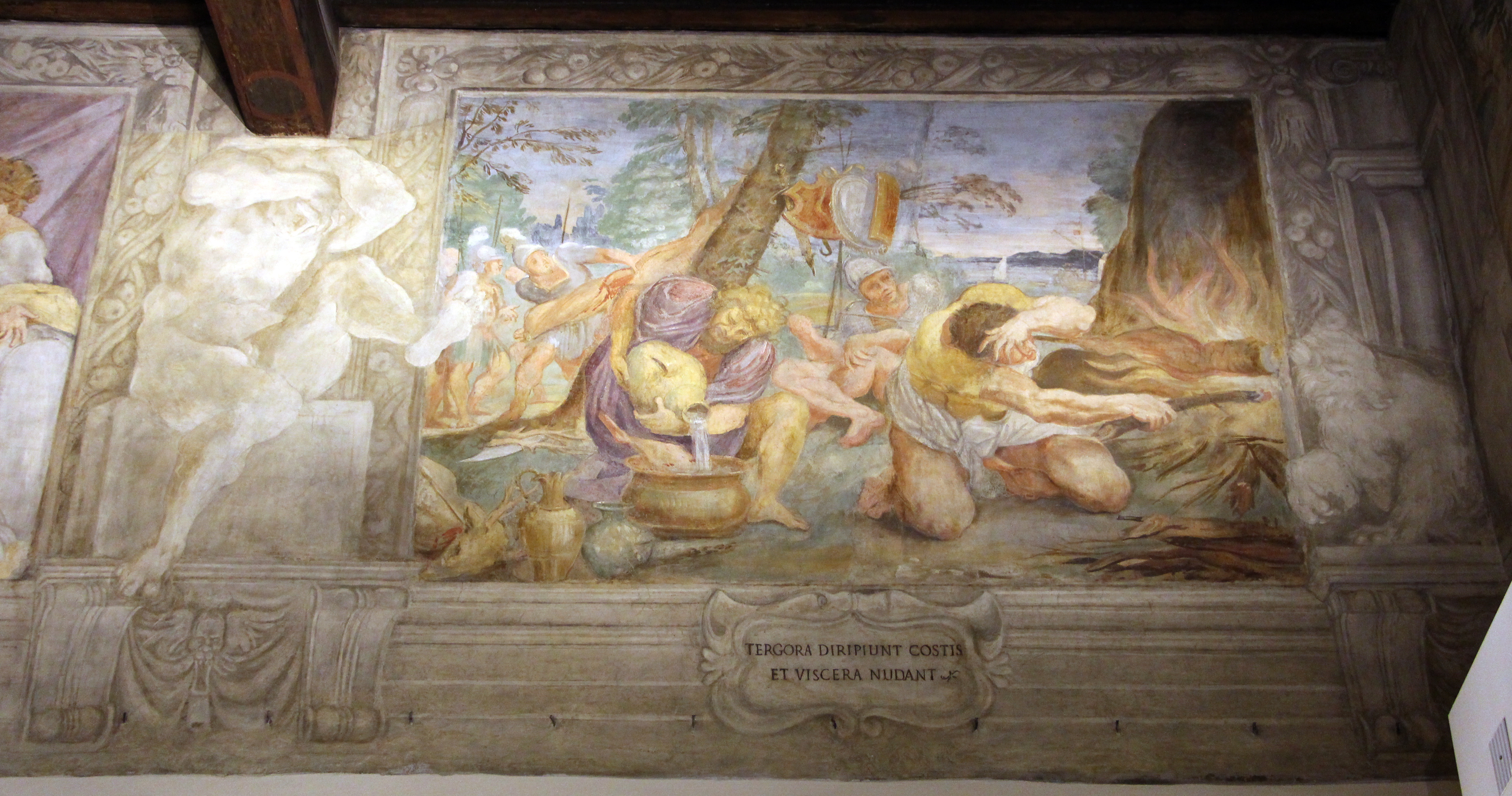
La preparazione del banchetto
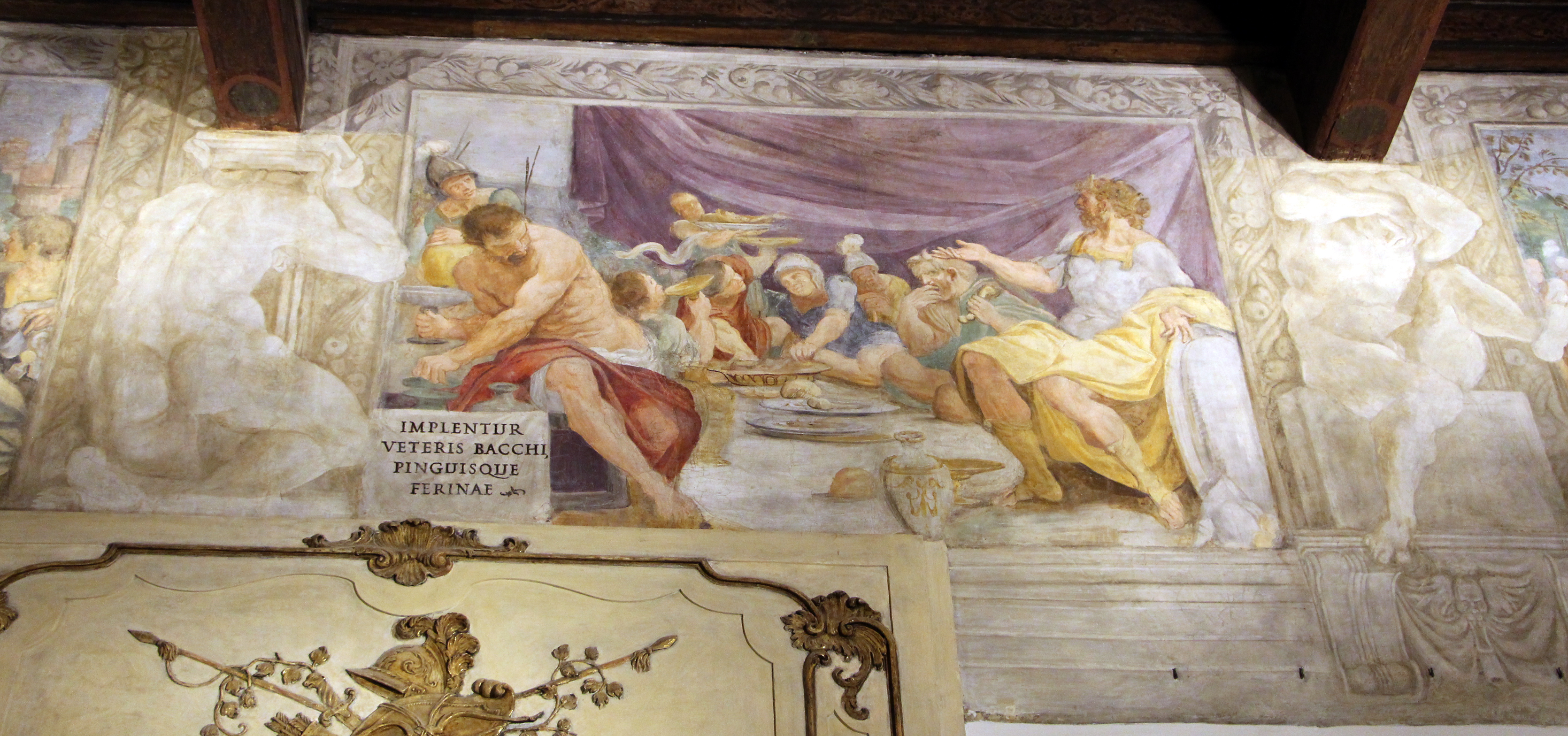
Il banchetto
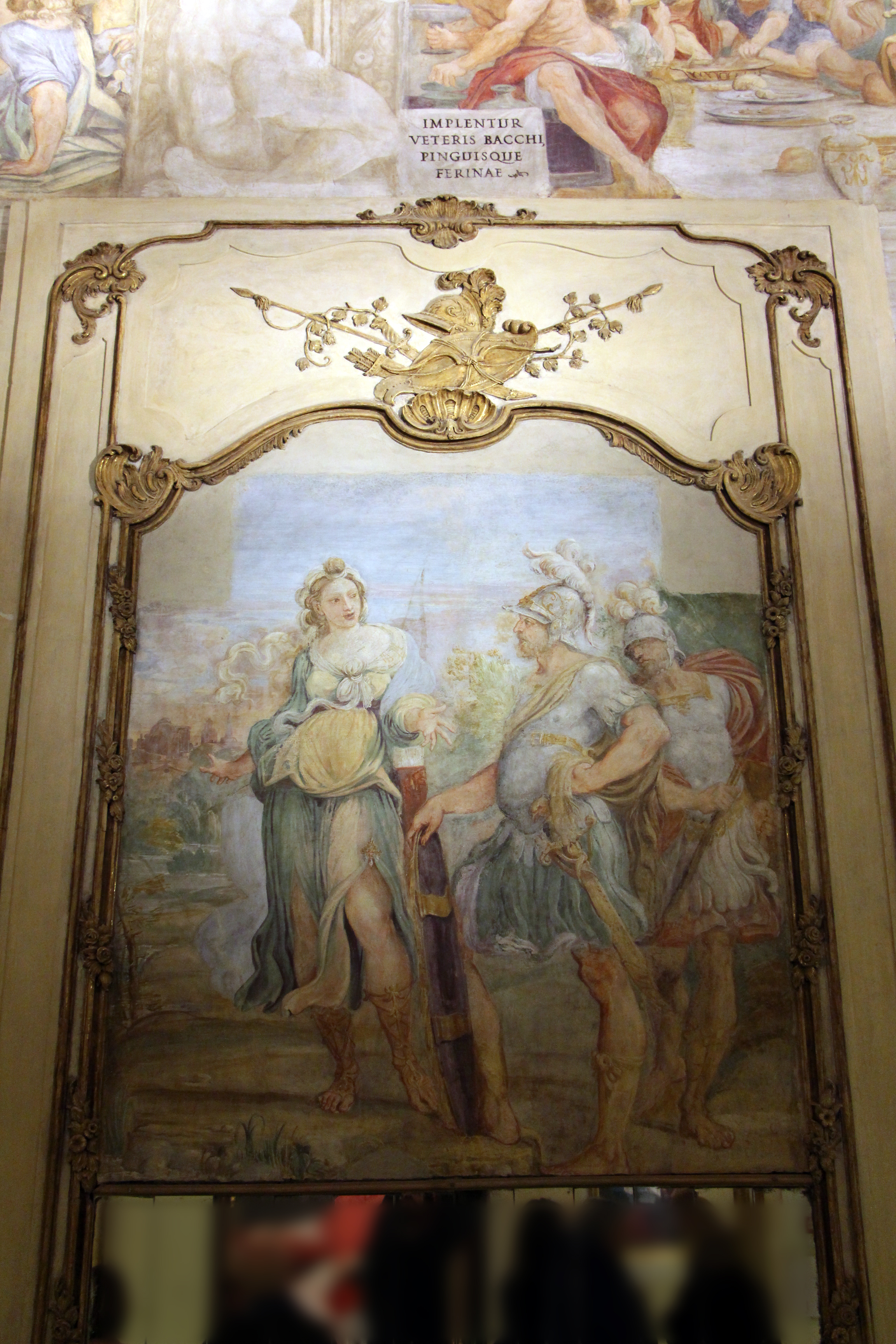
Venere appare ed Enea ed Acate in veste di cacciatrice (sovracamino)
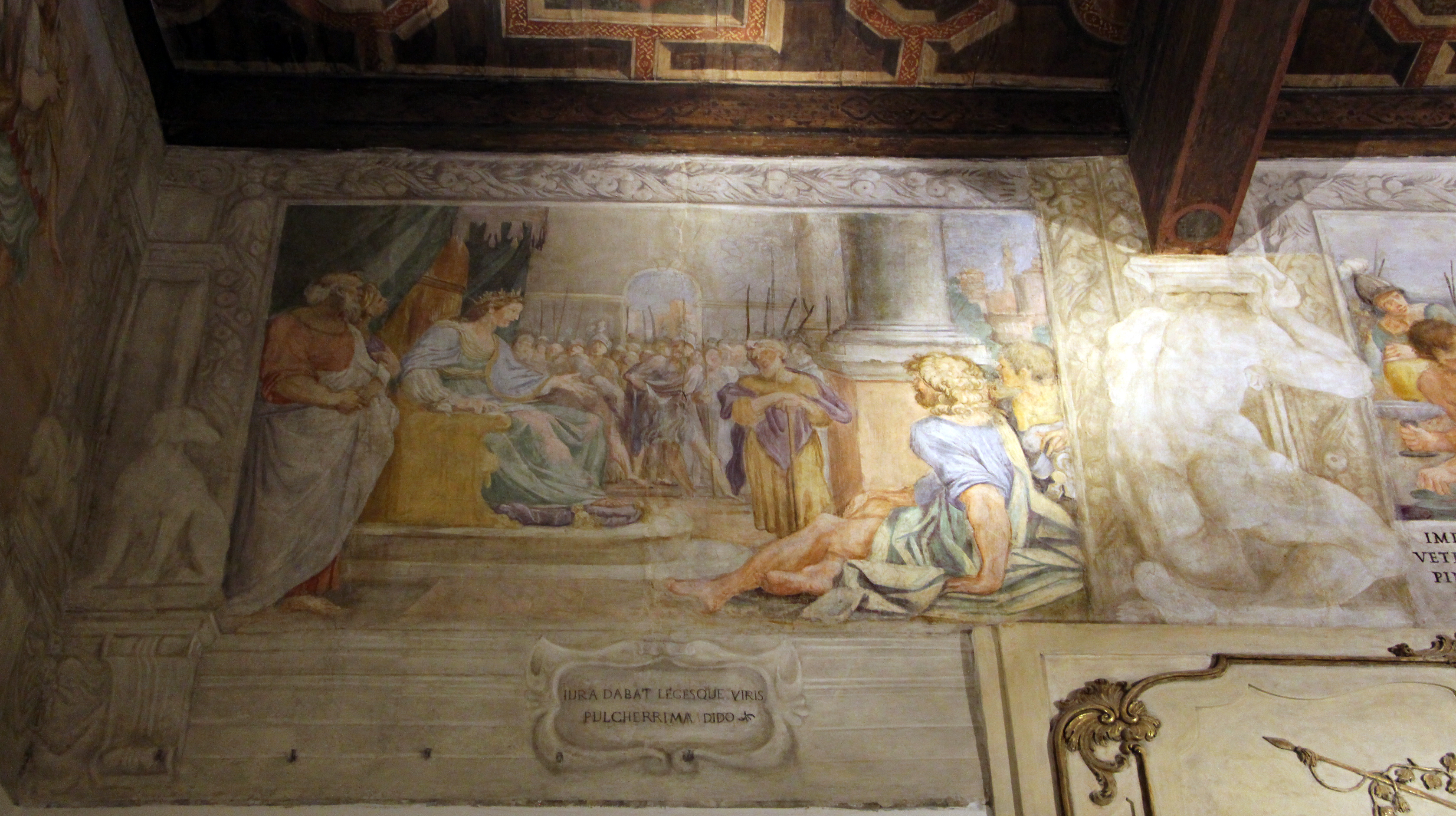
Didone nel tempio
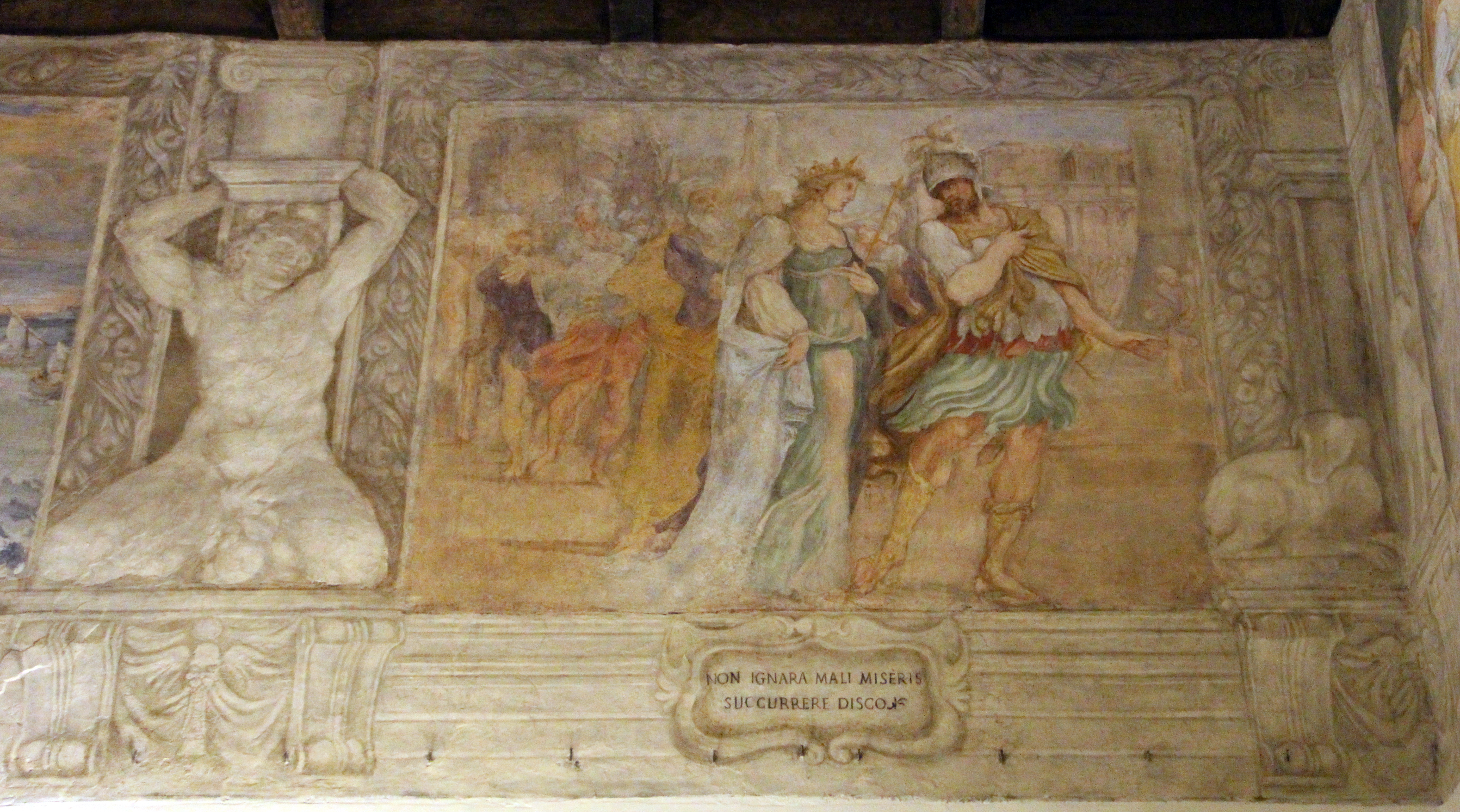
L'accoglienza di Didone ad Enea

### Il fregio degli allievi

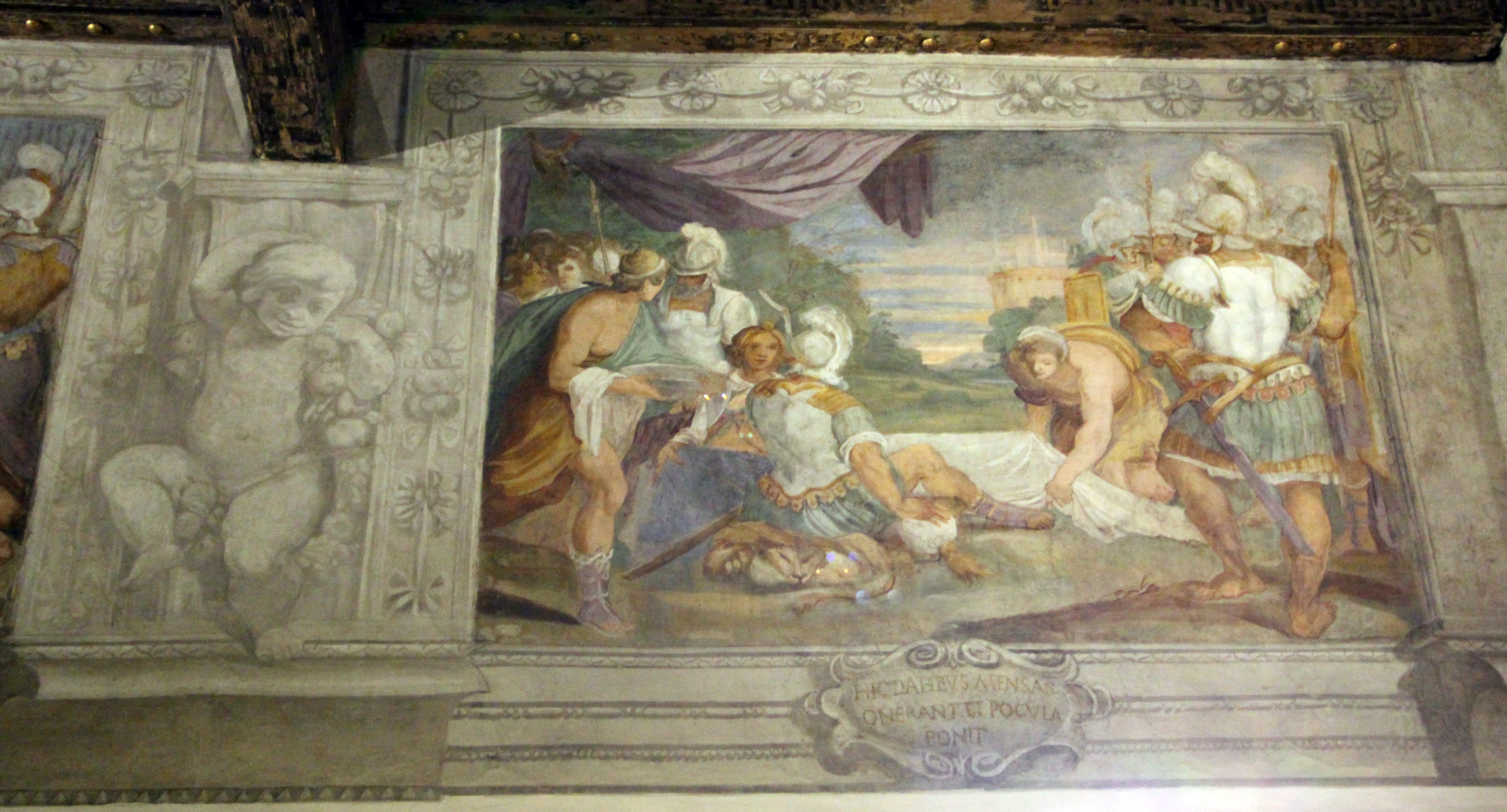
Banchetto in onore di Enea
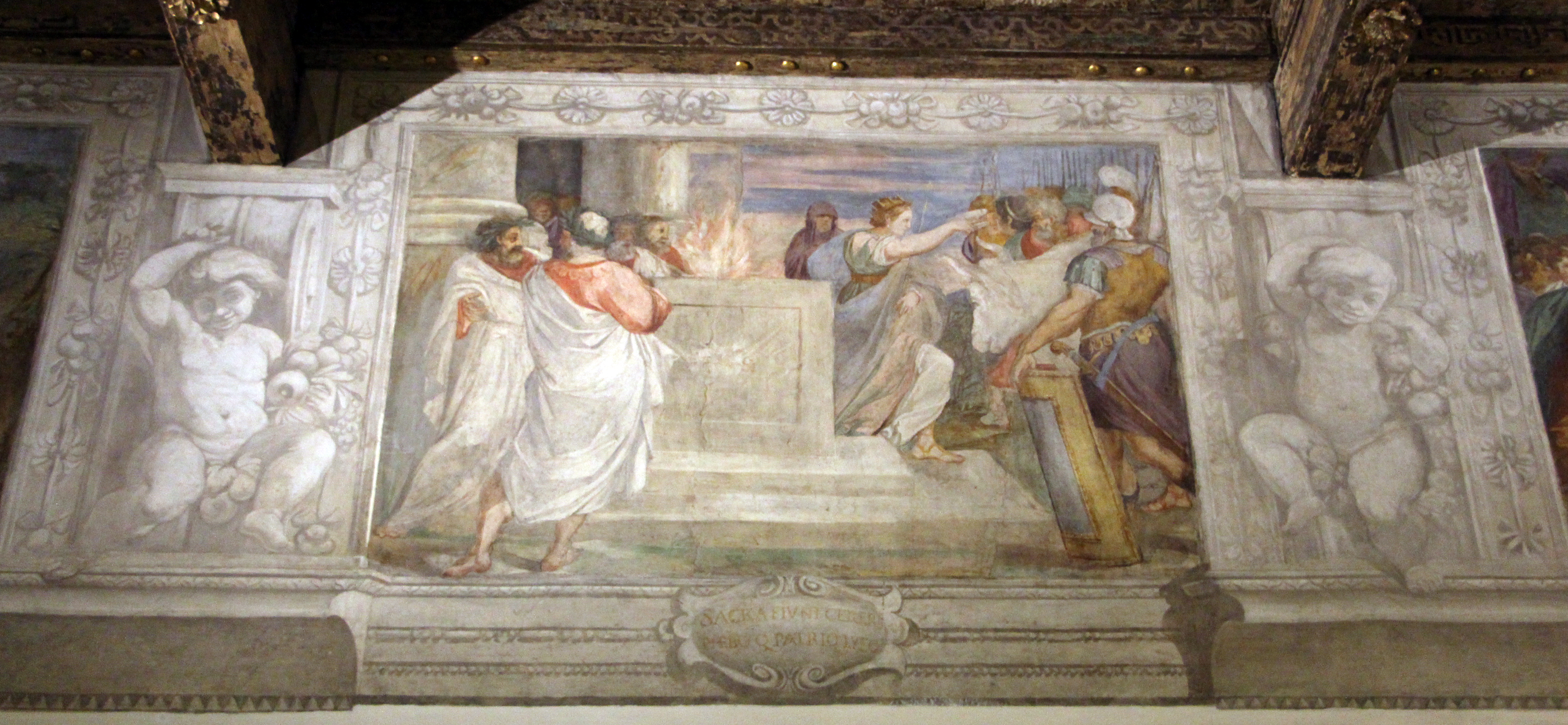
Didone offre sacrifici agli dèi
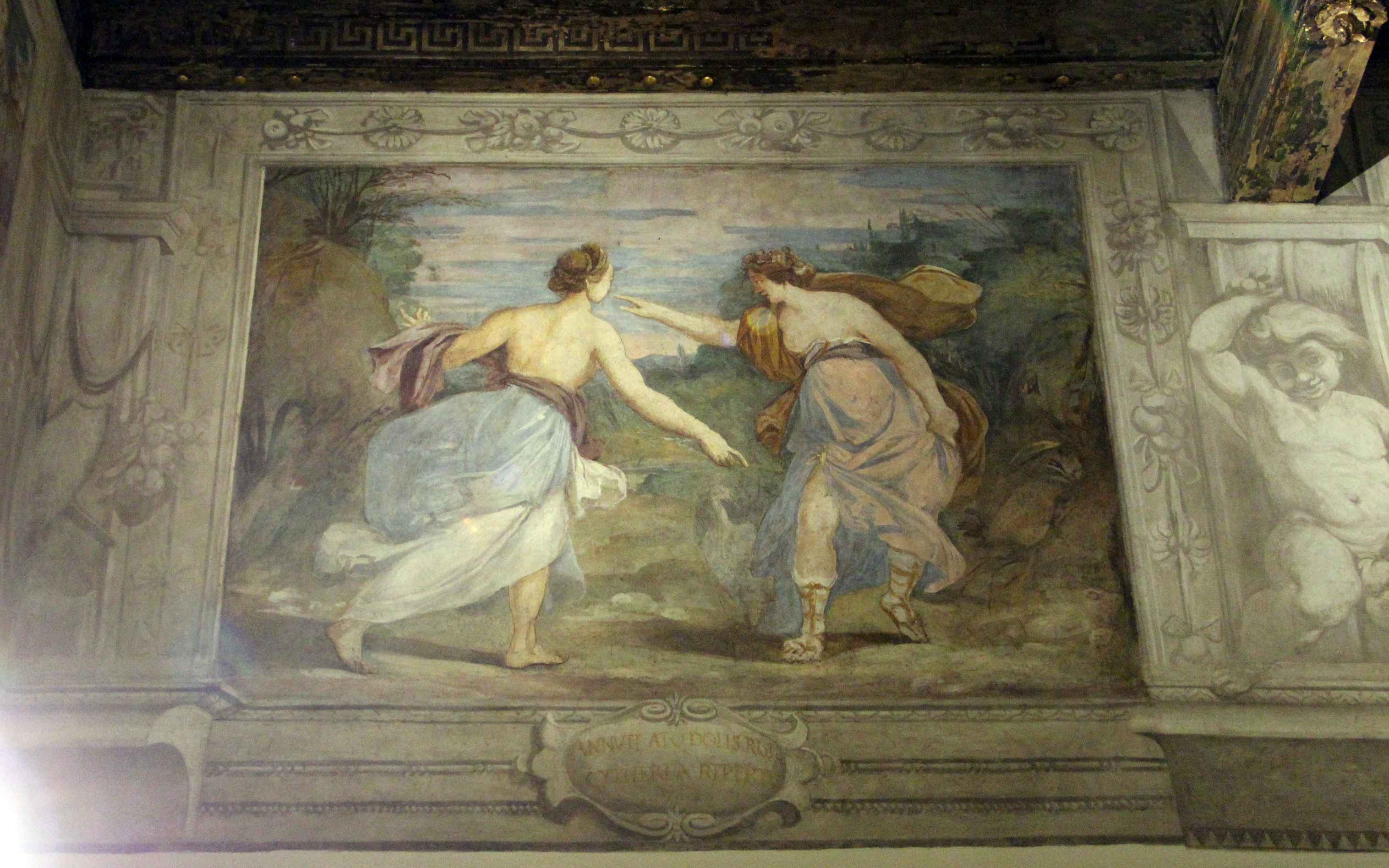
Venere finge di acconsentire al piano di Giunone
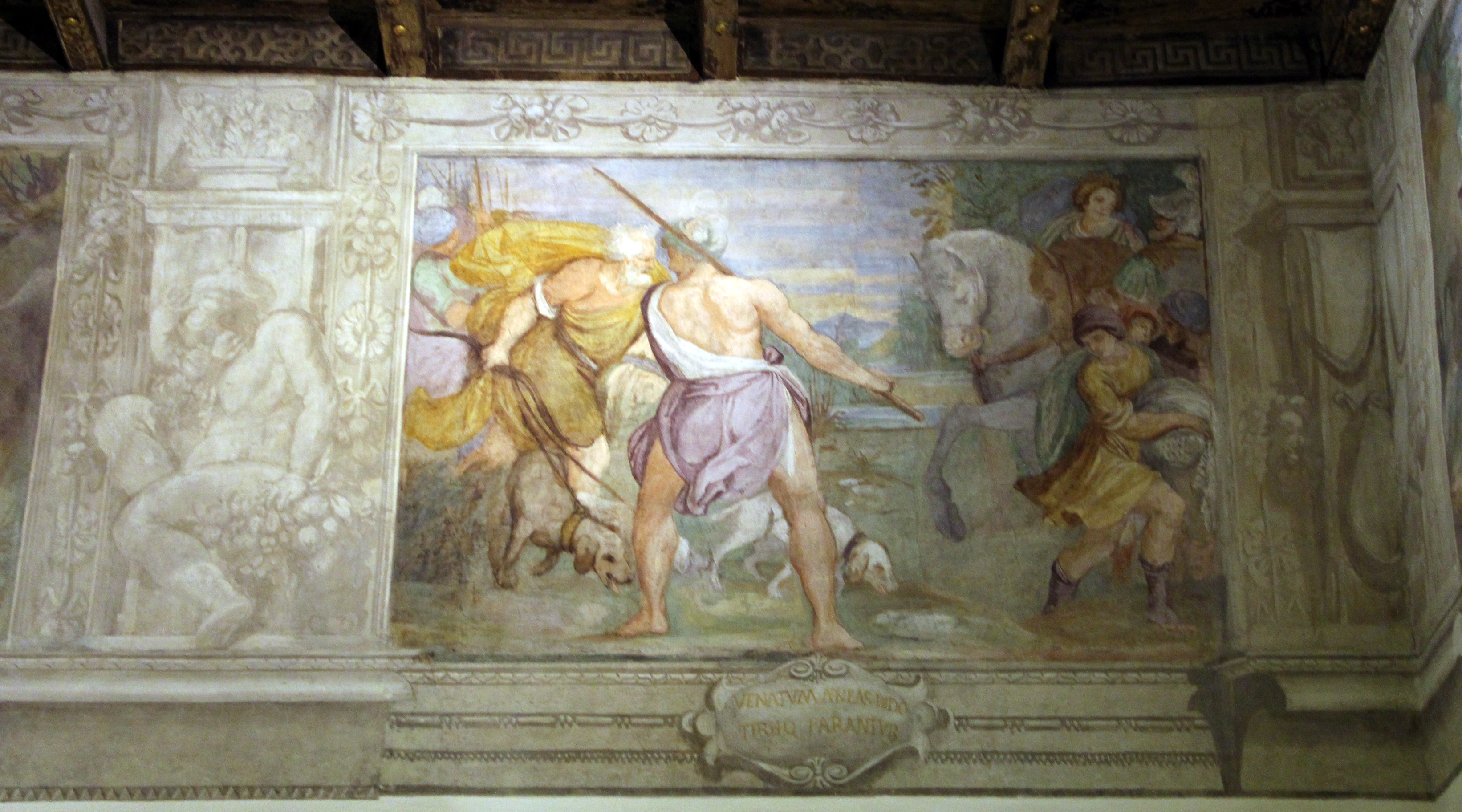
Enea e Didone si preparano alla caccia
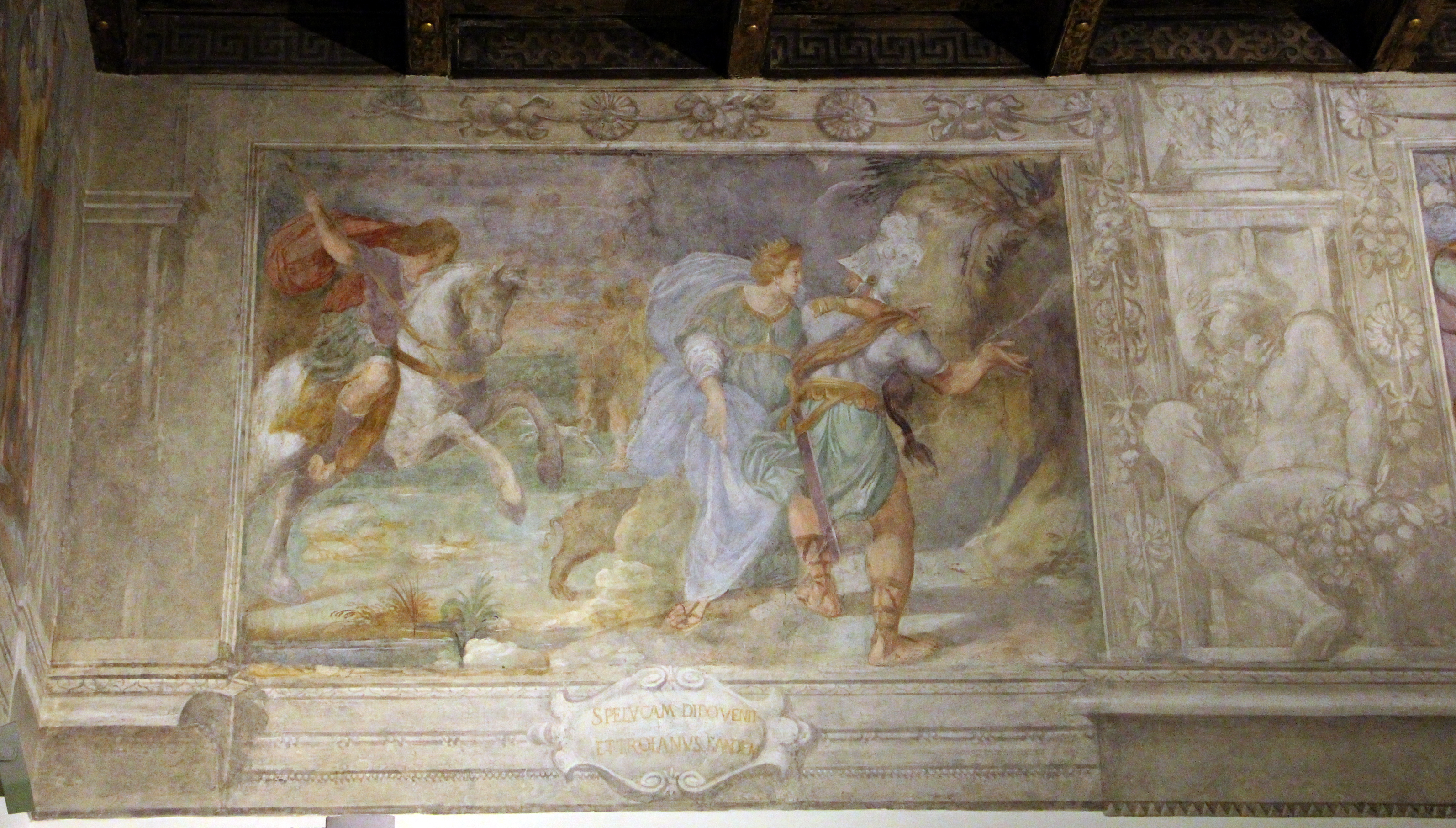
Enea e Didone si rifugiano in una caverna durante la tempesta
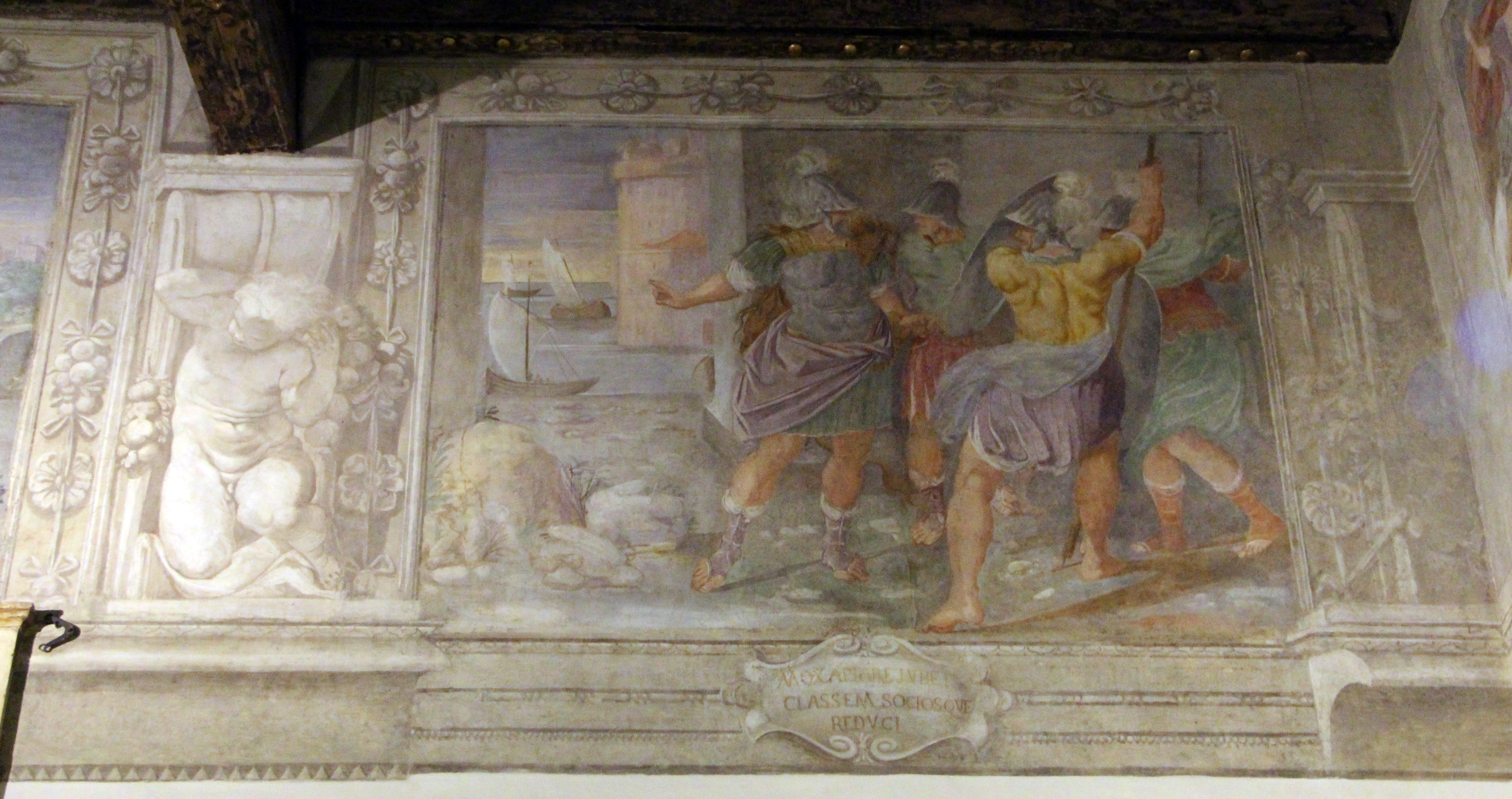
Enea ordina ai suoi di prepararsi alla partenza
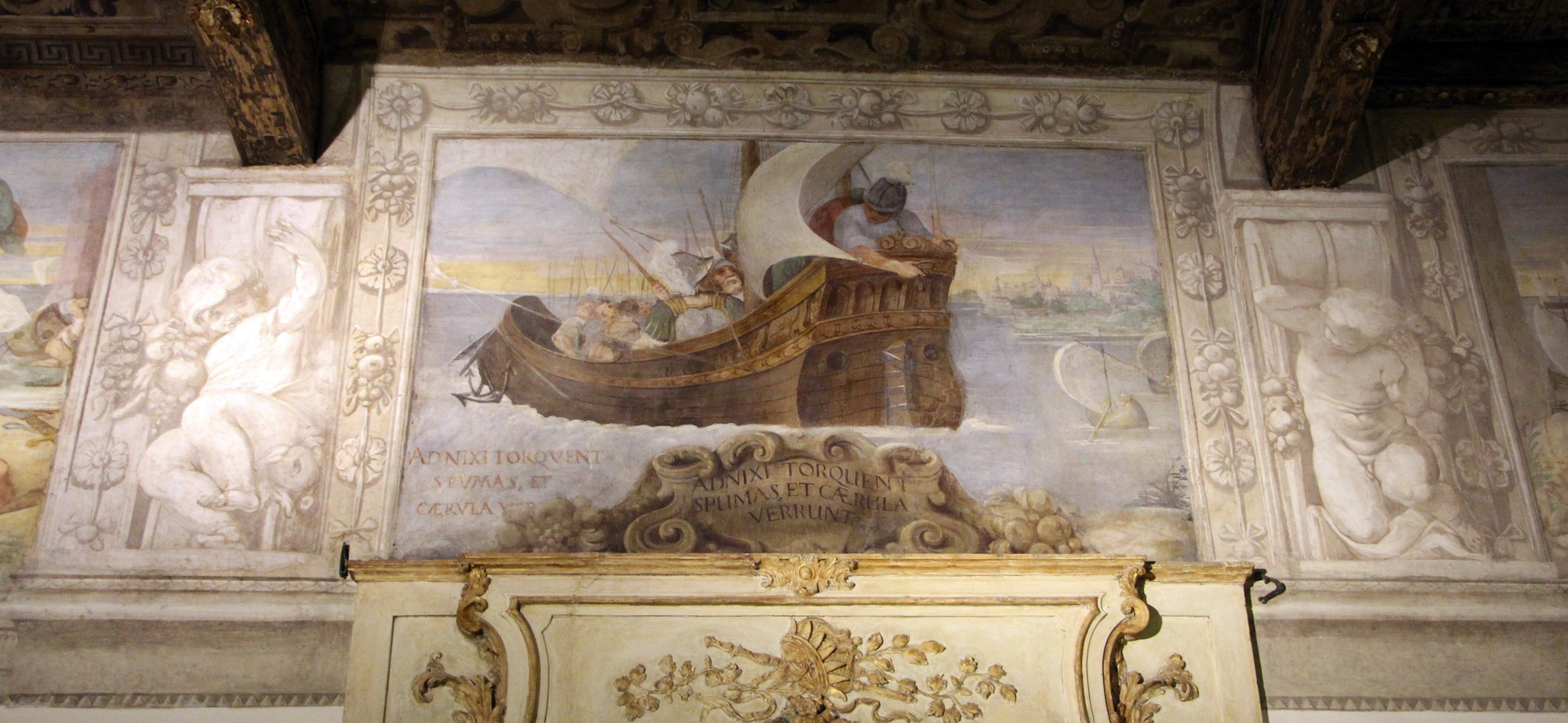
Partenza dei Troiani
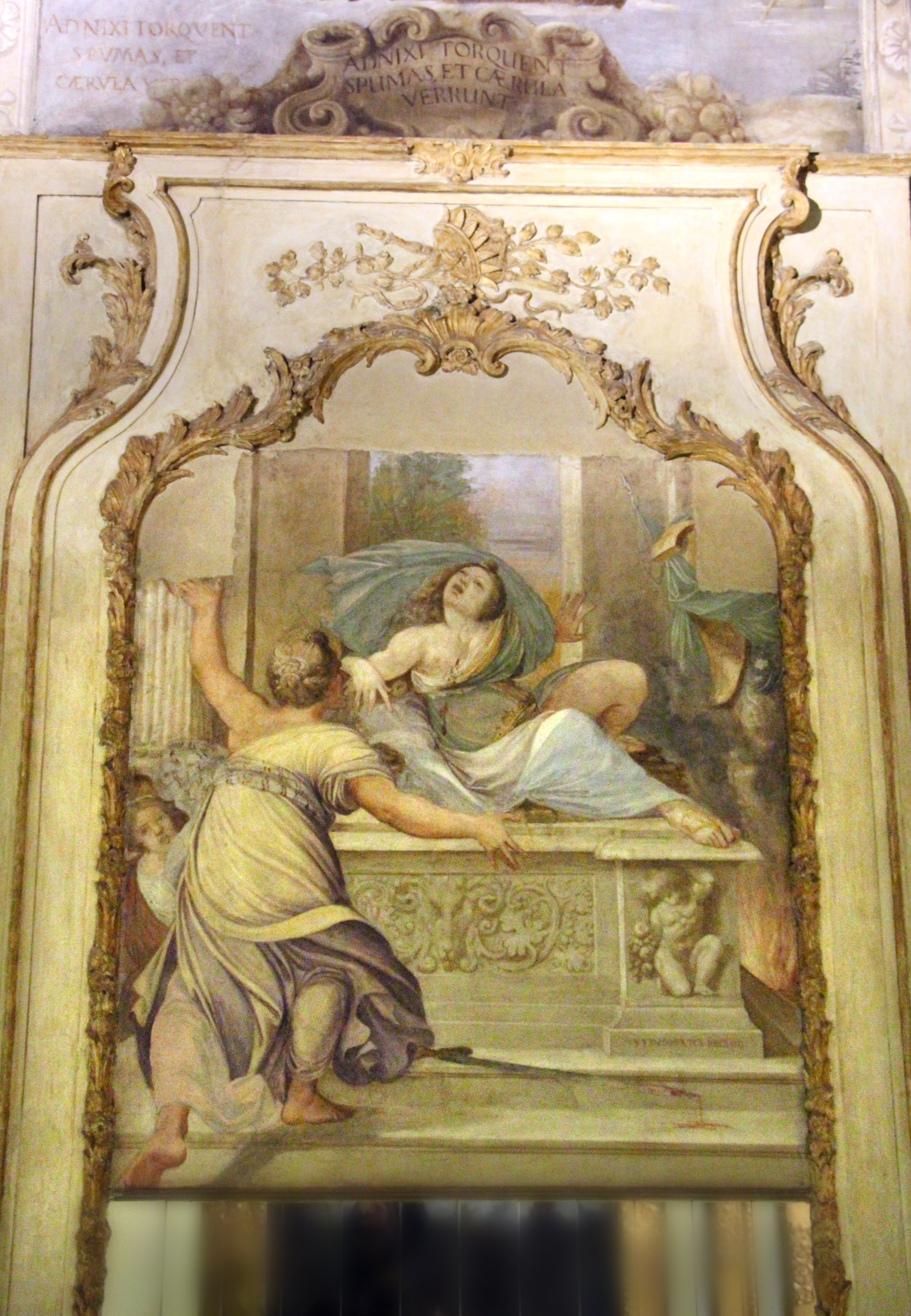
Il suicidio di Didone (sovracamino[32])
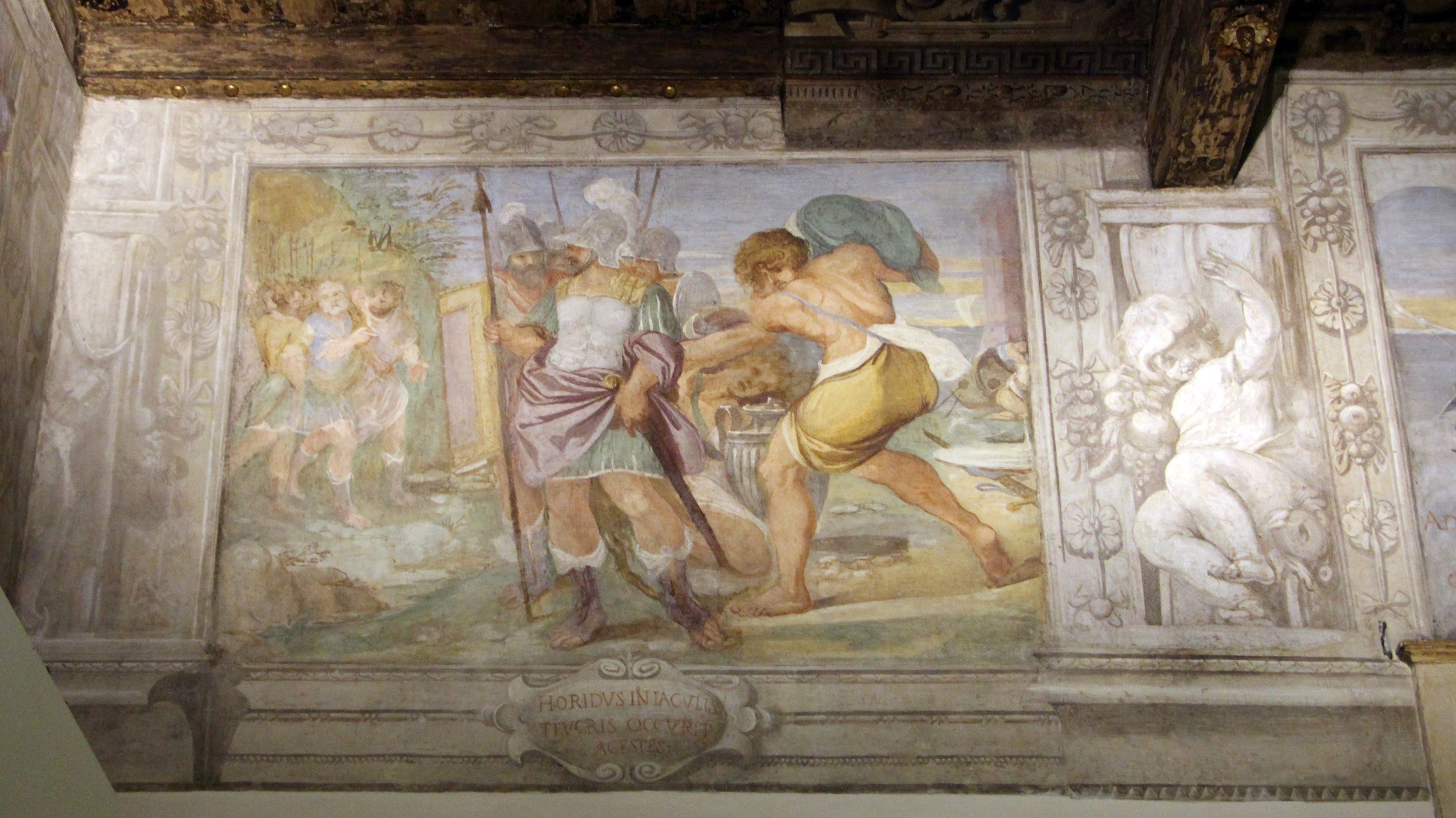
Incontro con Aceste
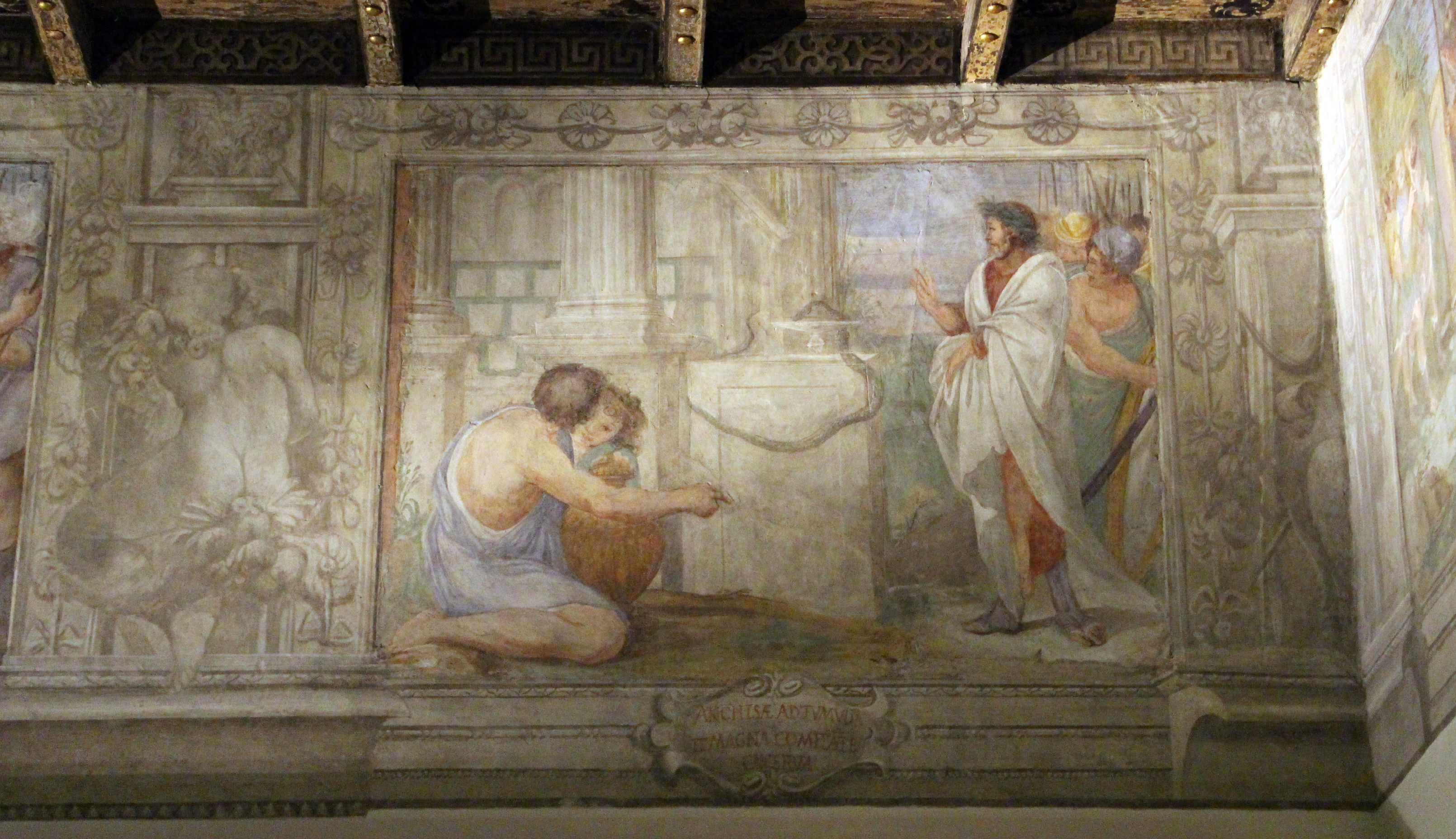
Sacrificio sulla tomba di Anchise
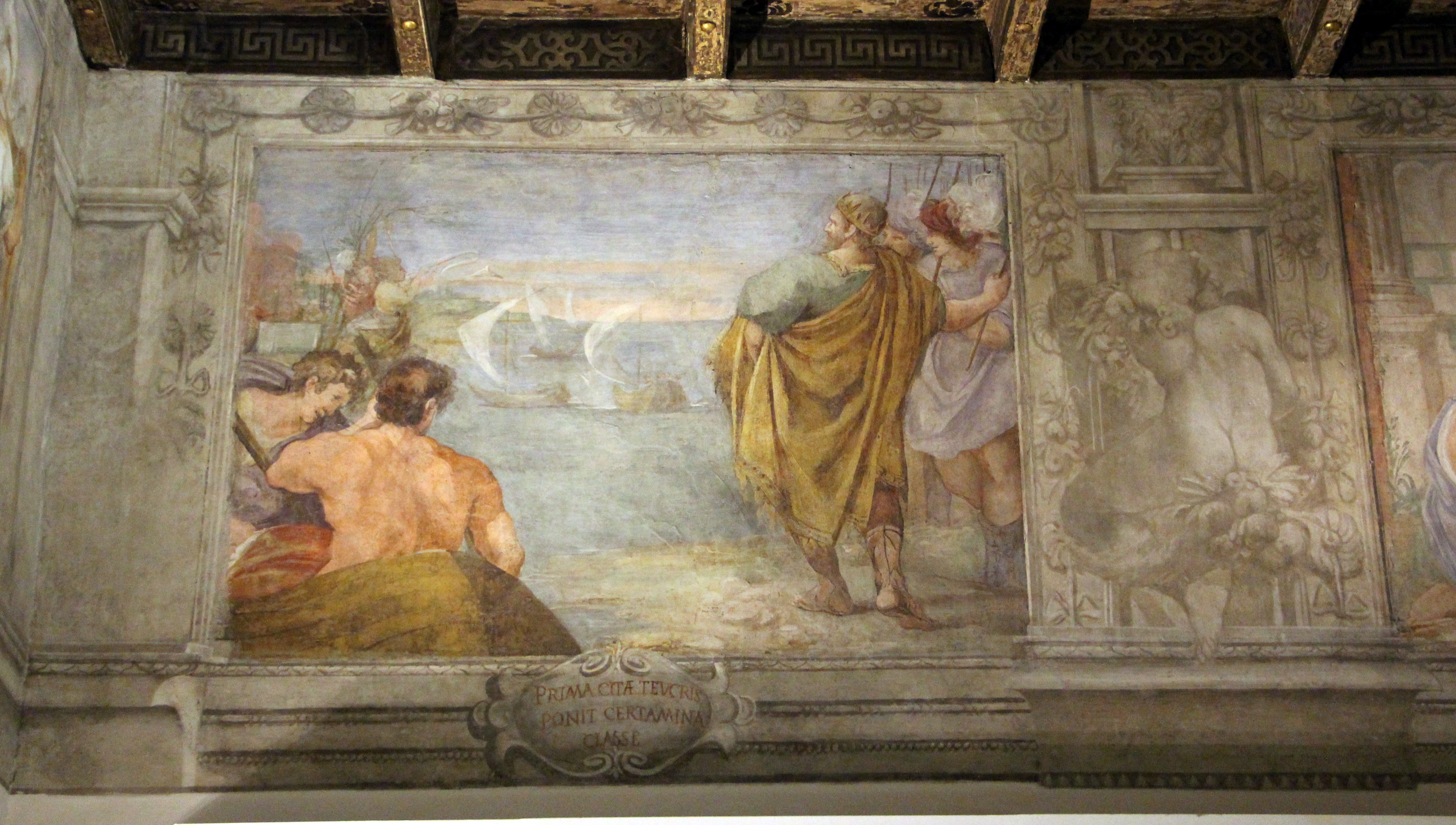
La gara delle navi

### Il fregio di Bartolemo Cesi

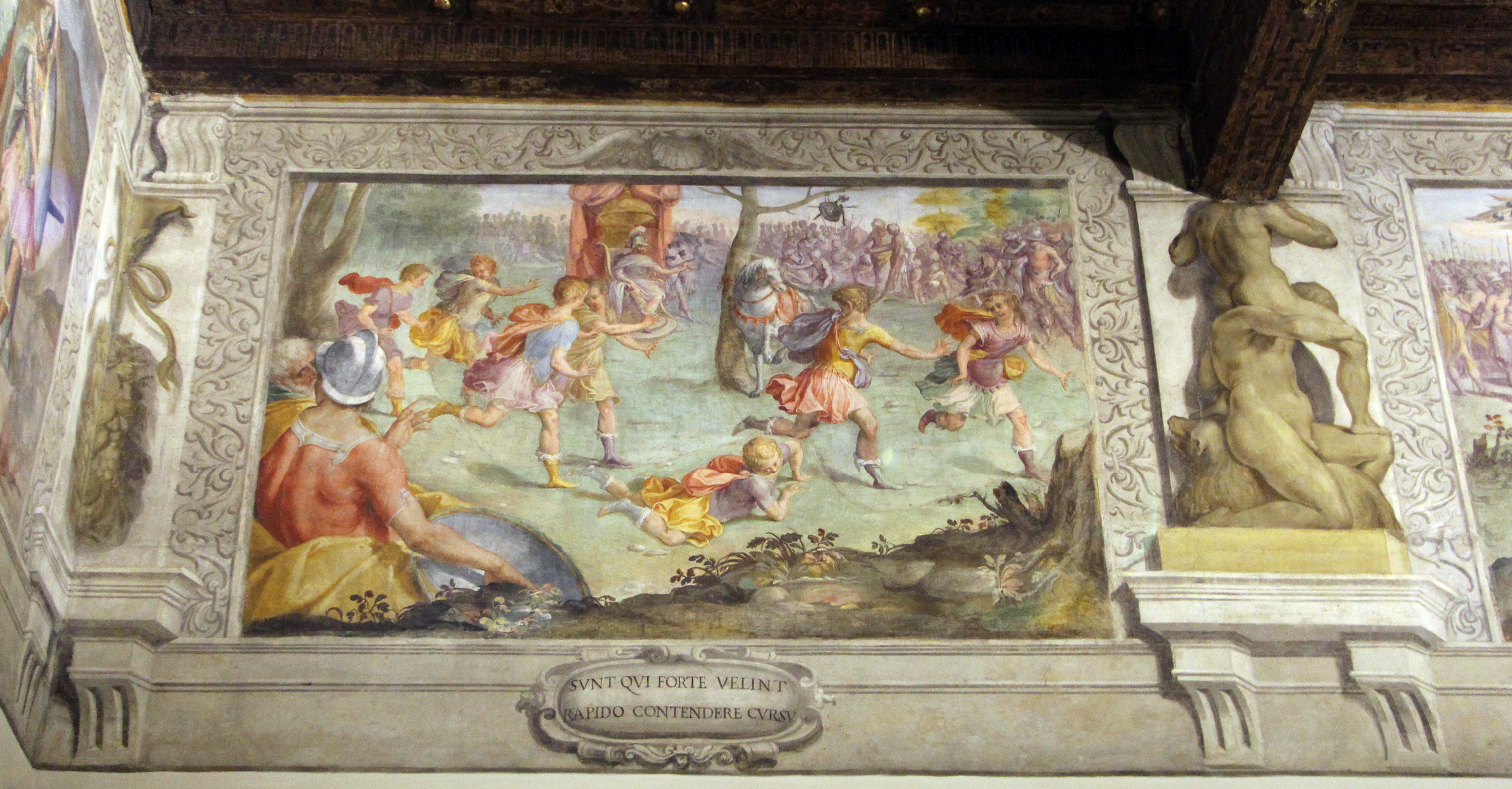
La corsa
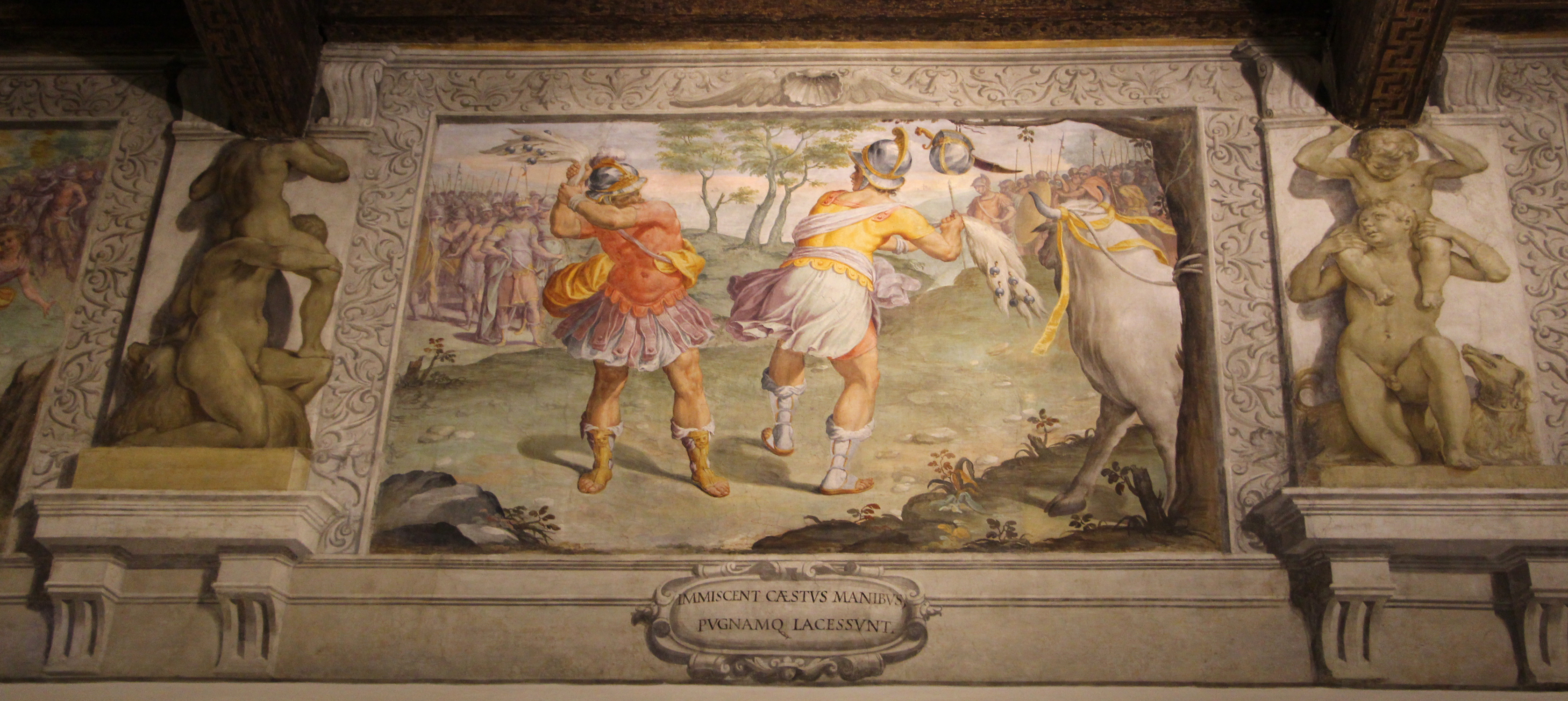
Combattimento tra Entello e Darete
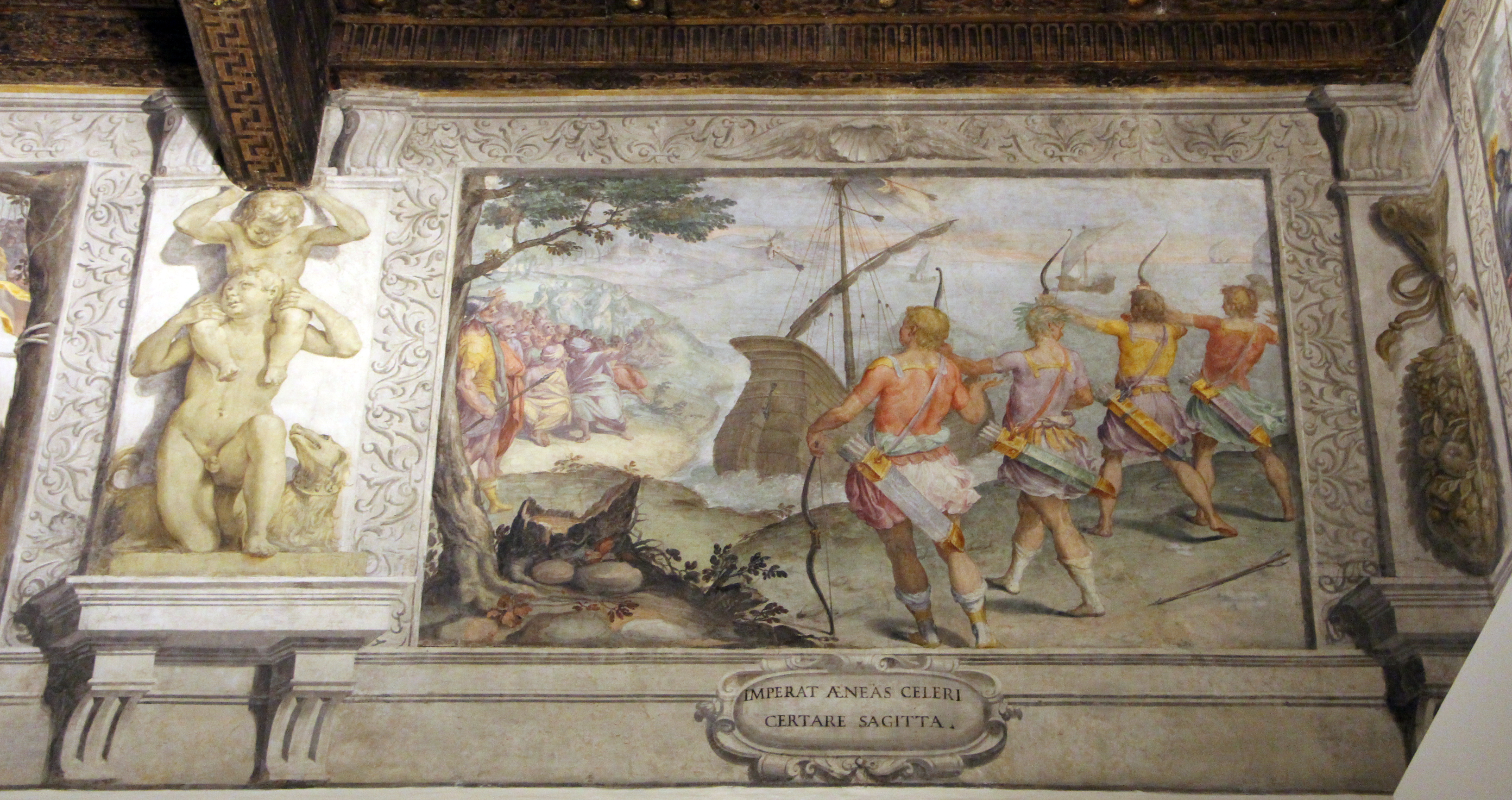
Tiro con l'arco
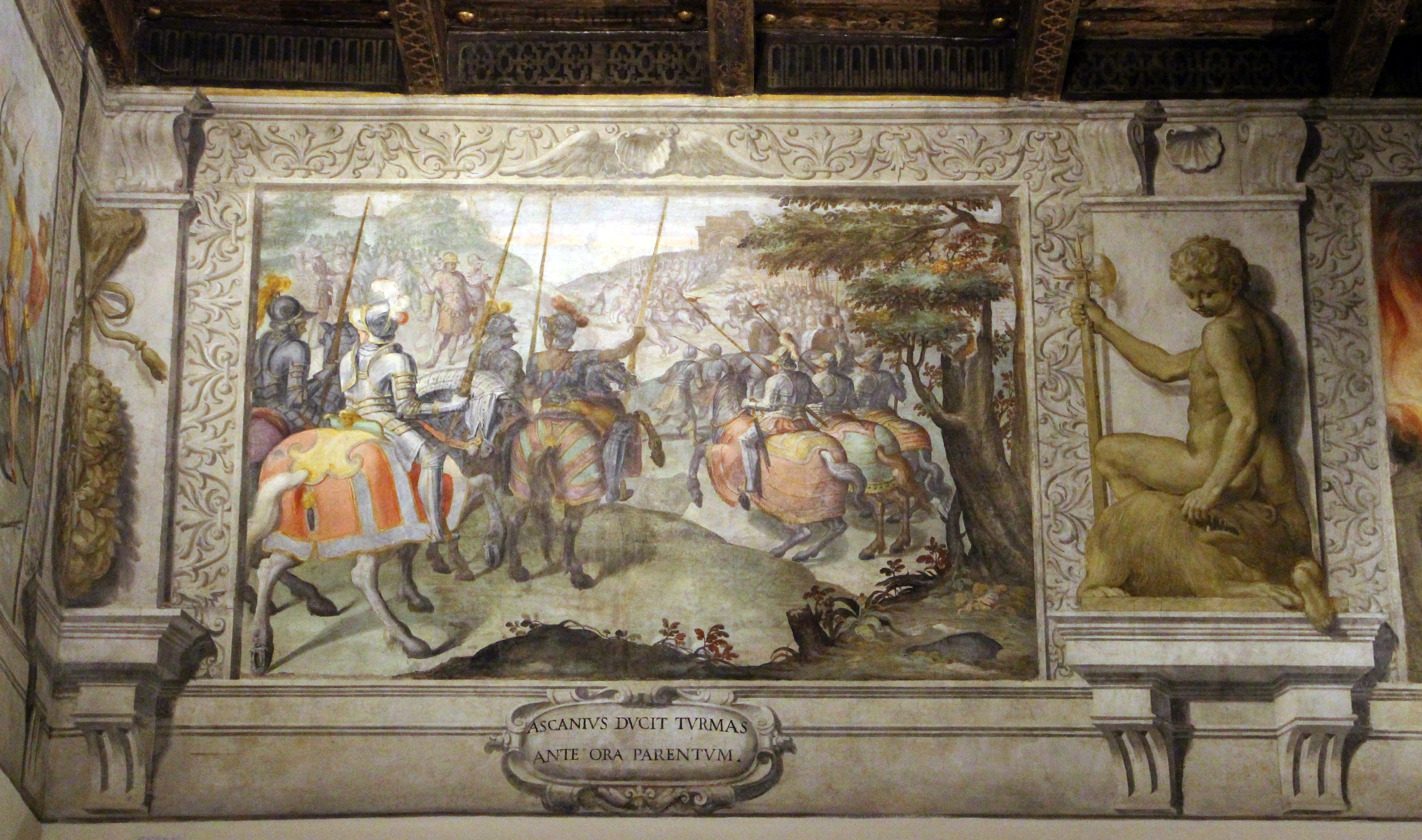
Parata dei giovani Troiani guidata da Ascanio
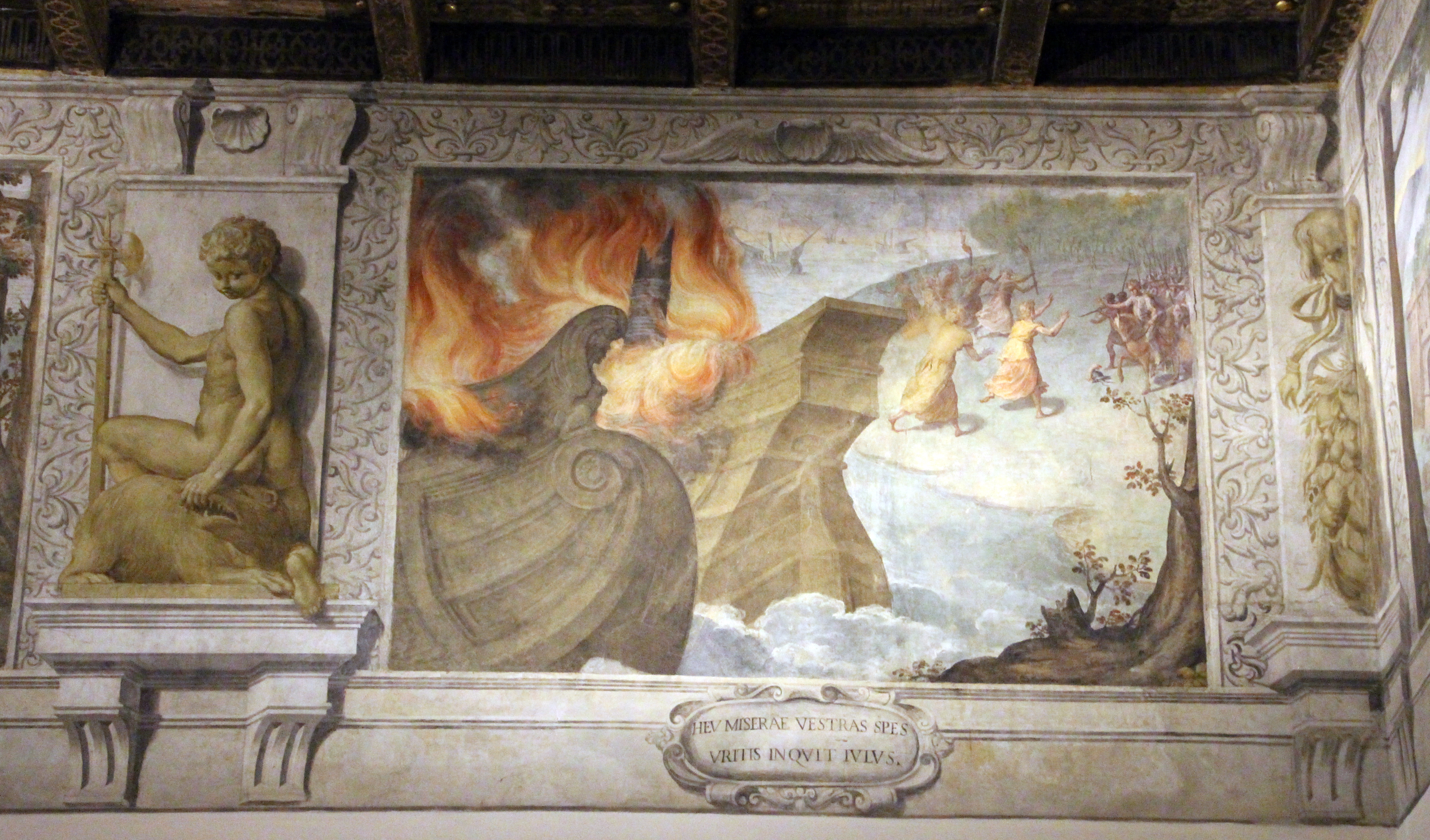
Incendio delle navi
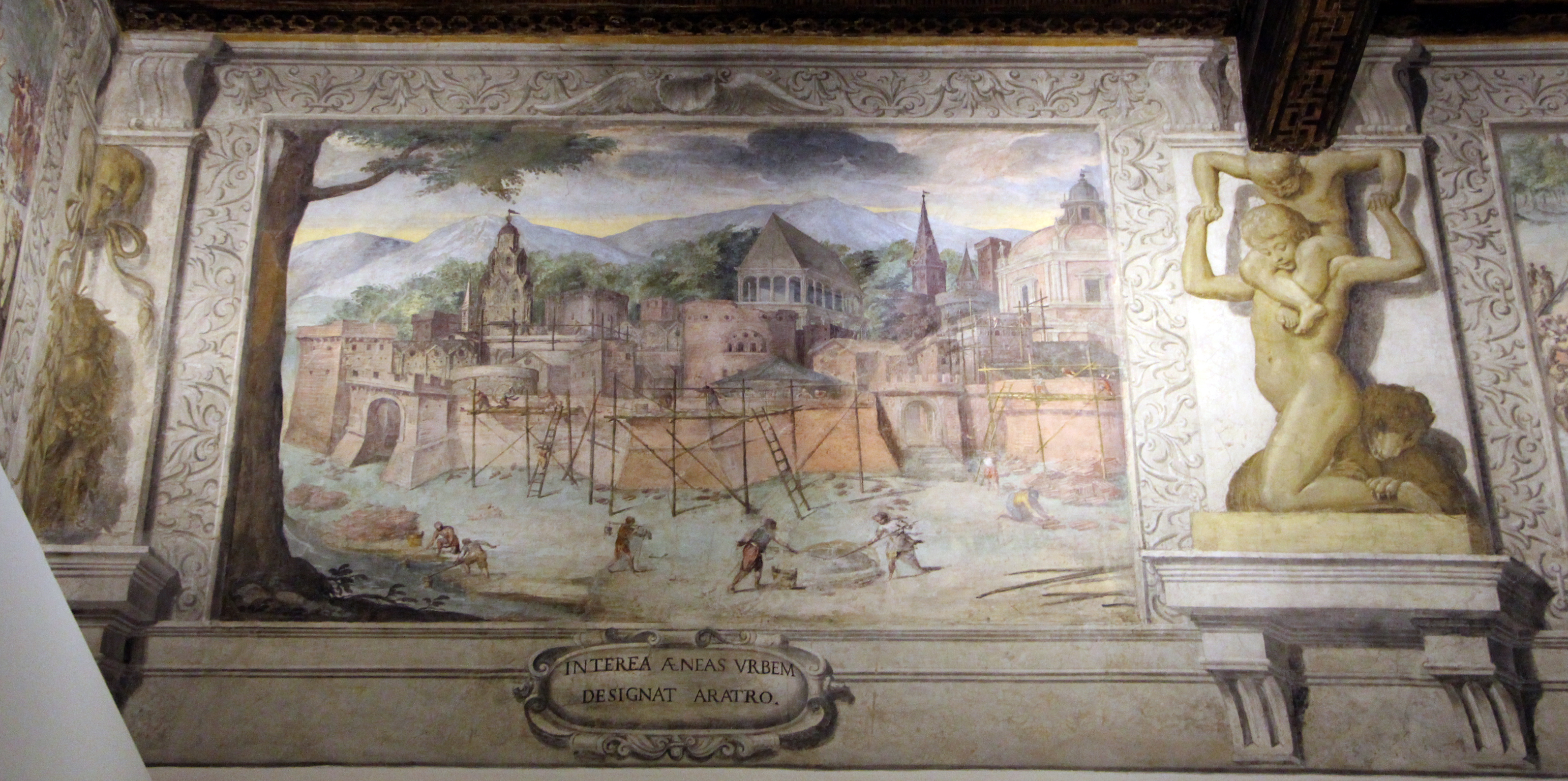
Enea fonda la città di Acesta
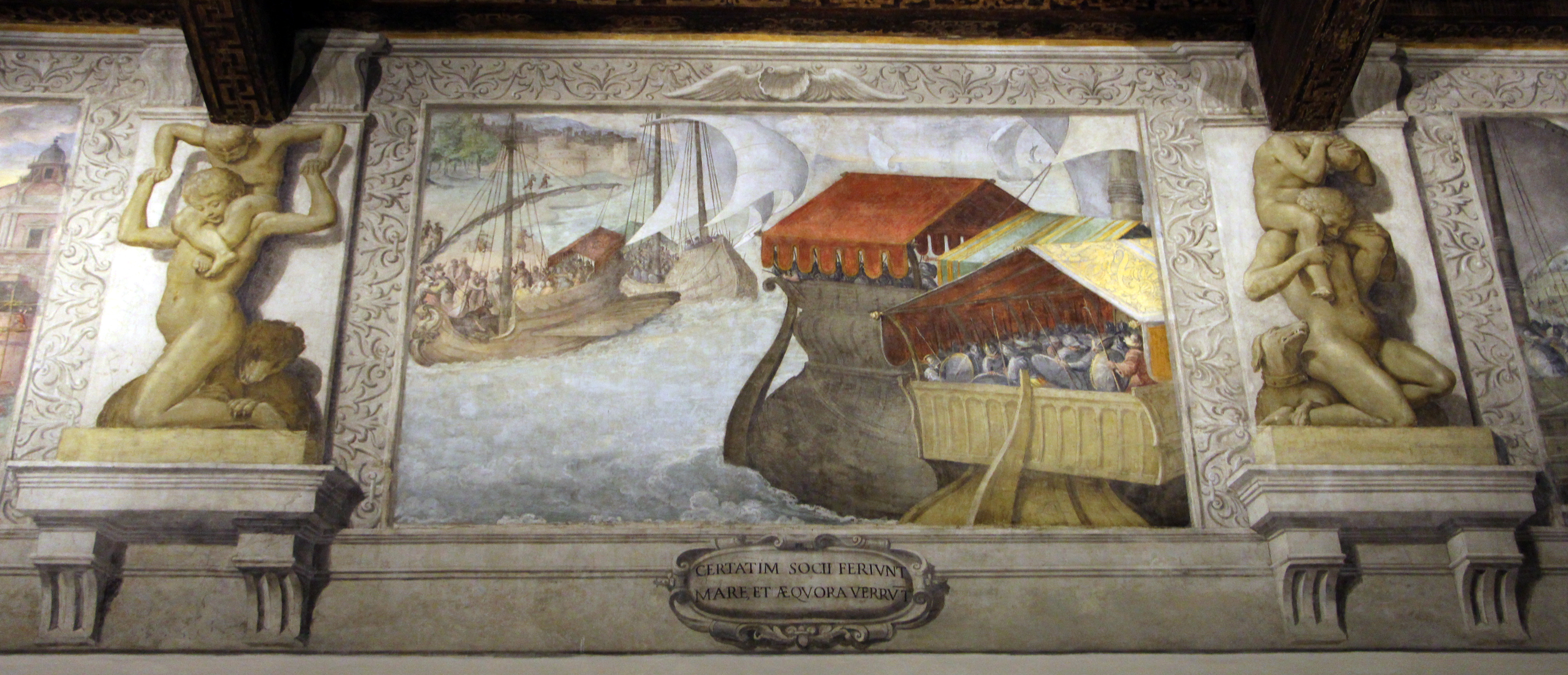
I Troiani riprendono il mare
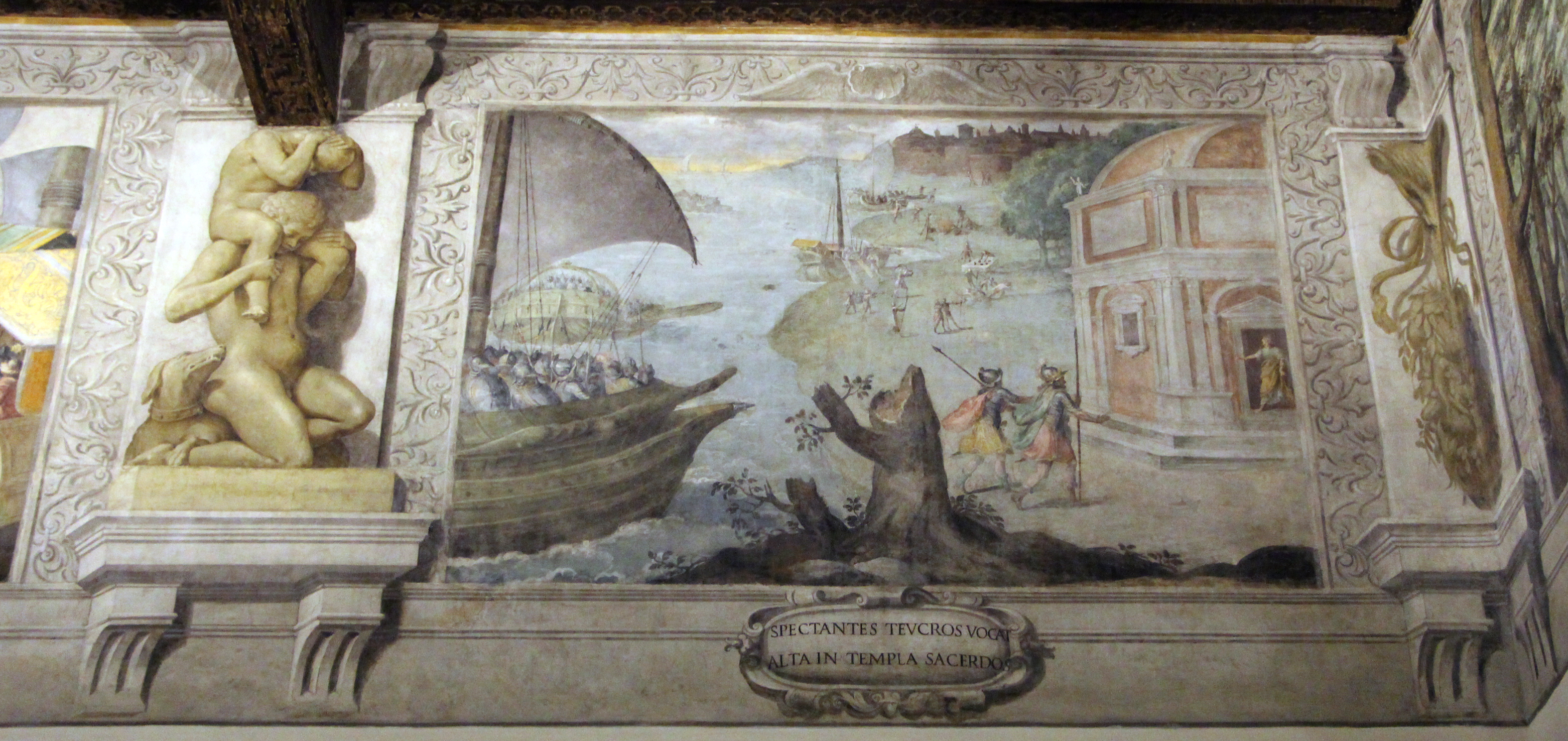
Enea è chiamato al tempio di Apollo a Cuma
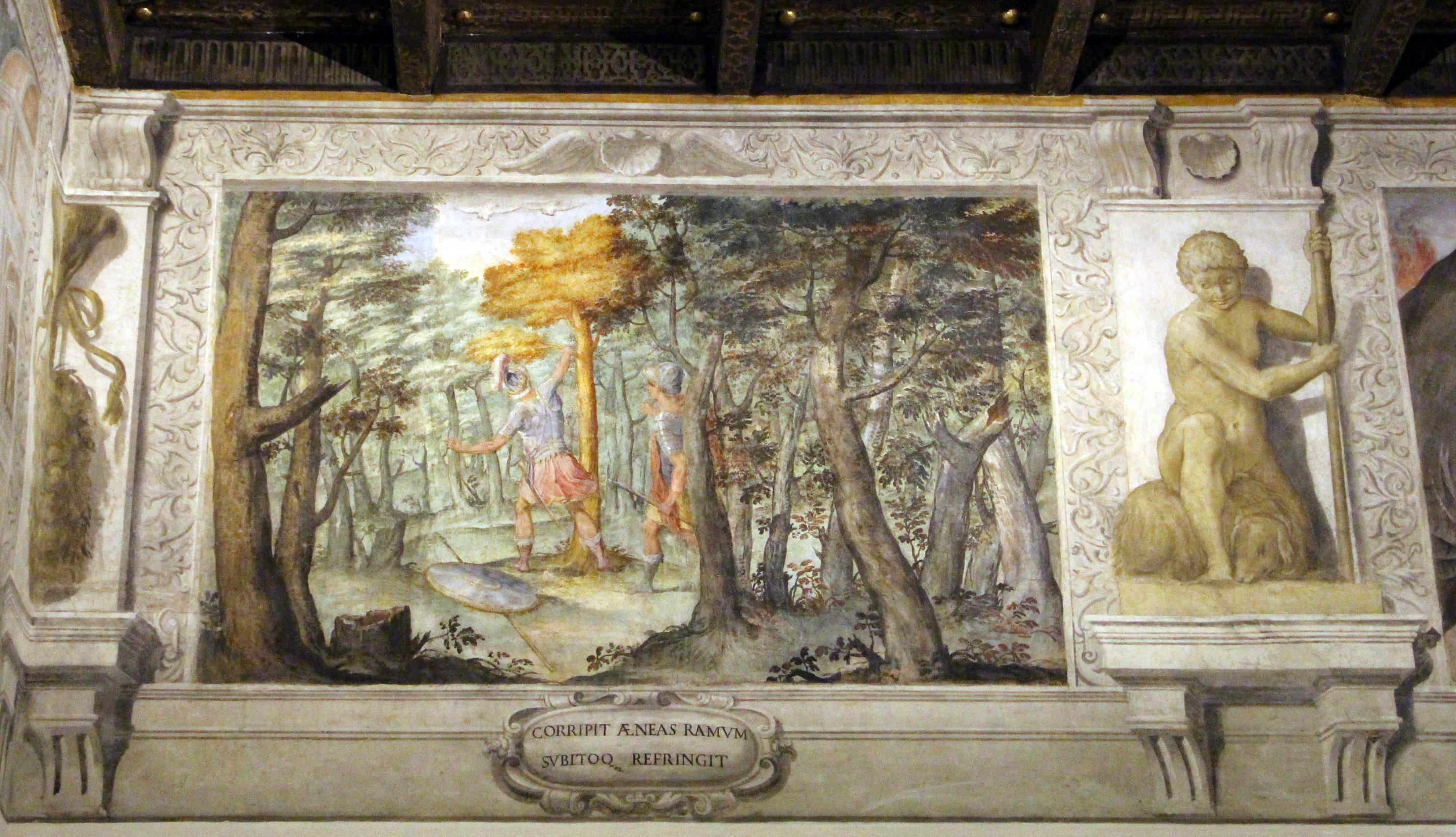
Enea trova il ramo d'oro
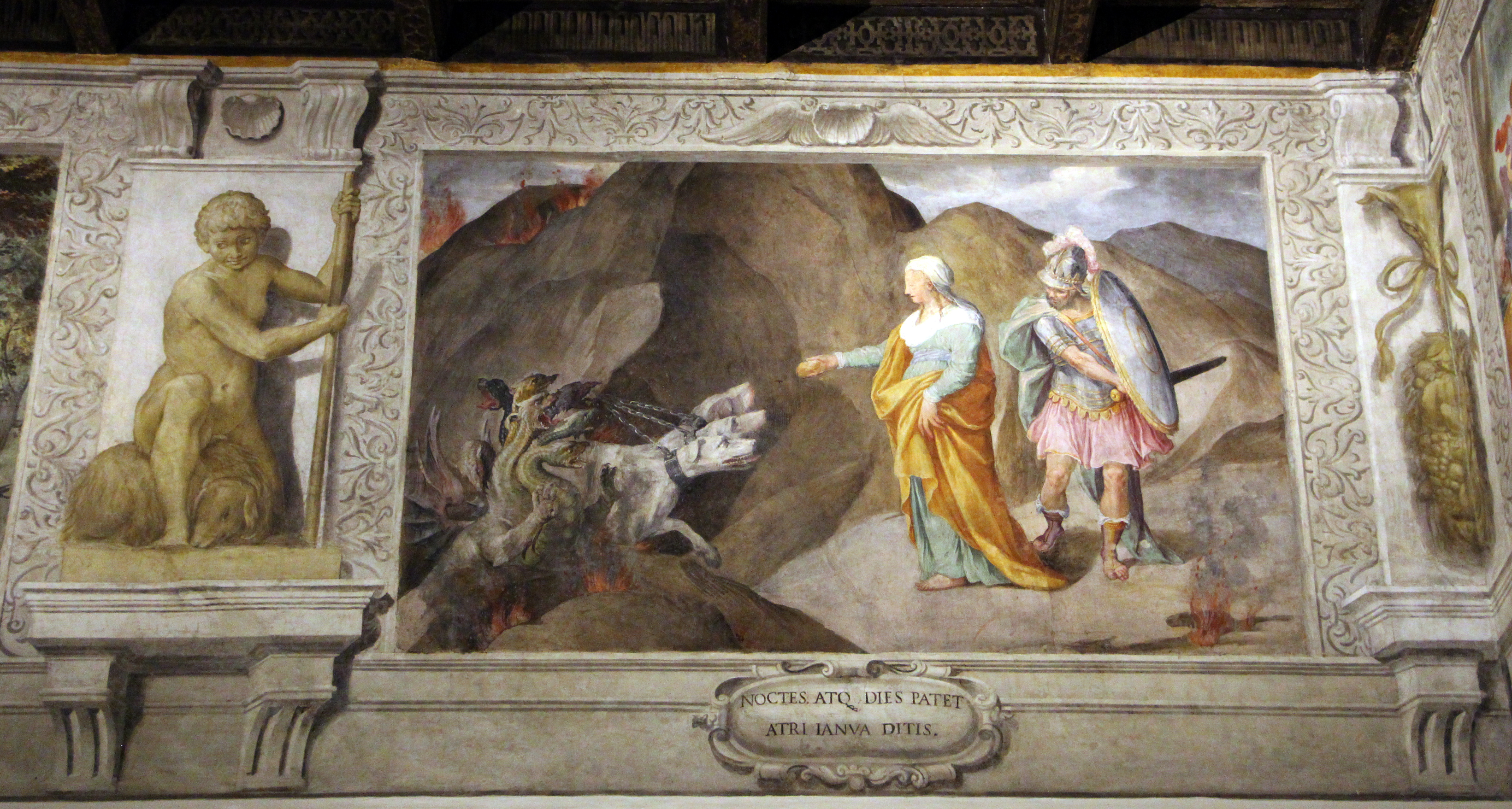
Enea e la Sibilla alle porte degli inferi